# Marinha do Brasil
A Marinha do Brasil (MB) é o mais antigo dos três ramos das Forças Armadas do Brasil e a responsável por conduzir operações navais. É a maior marinha da América Latina e a segunda maior do continente americano, atrás somente da Marinha dos Estados Unidos. O seu patrono é o Marquês de Tamandaré.
Com as suas origens na Marinha Portuguesa, a maioria das forças e bases navais sul-americanas do Império Português foram transferidas para o país recém-independente. O embrião daquilo que seria a Armada Imperial Brasileira se fez presente na guerra de independência do Brasil. Nas décadas iniciais do Império do Brasil manteve uma grande força naval, mais tarde envolvida na Guerra Cisplatina, nos conflitos da Bacia do Prata, na Guerra do Paraguai, bem como em outras rebeliões esporádicas que marcaram a história brasileira.
Por volta de 1880, a Armada Imperial Brasileira era a mais poderosa da América do Sul. Após a Proclamação da República, houve um hiato no seu desenvolvimento, que durou até meio da década de 1900, quando o Brasil adquiriu dois dos dreadnoughts mais poderosos e avançados da época, o que provocou uma corrida armamentista naval com as nações vizinhas, sobretudo a Argentina e Chile. A Marinha do Brasil participou na Primeira Guerra Mundial e da Segunda Guerra Mundial, praticamente com os mesmos meios. No pós-guerra, através de um acordo com os Estados Unidos, conseguiu obter uma série de embarcações e material para modernizar e reforçar o seu arsenal.
Nos anos 1960, na Guerra da Lagosta, a Marinha defendeu a posição do Brasil contra a França com sucesso, apesar das suas fragilidades operacionais. Durante o regime militar, esforçou-se para aumentar a nacionalização da produção de meios e equipamentos e, depois de um período de pouco investimento e dificuldades, nos primeiros anos da Nova República, conseguiu estabelecer um novo rumo com a Estratégia Nacional de Defesa, almejando renovar e modernizar os seus meios e até construir um submarino de propulsão nuclear, de modo a defender a Amazônia Azul e os interesses do país. O seu Navio Capitânia é NAM Atlântico, um porta-helicópteros, que pertenceu à Marinha Real Britânica.

## Missão
A missão primordial da Marinha é garantir a defesa da Pátria juntamente com as demais Forças Armadas. Para o cumprimento de sua missão constitucional a Marinha deve preparar e aplicar o Poder Naval. Cabe ainda à Marinha, como missão secundária, cooperar com o desenvolvimento nacional e a defesa civil, na forma determinada pelo Presidente da República.
Como o Brasil não possui um órgão exclusivo para organizar, fiscalizar e orientar a Marinha Mercante e policiar a costa brasileira e águas interiores, ela também exerce o papel de "Guarda Costeira". Estas funções são definidas como atribuições subsidiárias particulares e são discriminadas a seguir:
1. Orientar e controlar a Marinha Mercante e suas atividades correlatas, no que interessa à defesa nacional;
2. Prover a segurança da navegação aquaviária;
3. Contribuir para a formulação e condução de políticas nacionais que digam respeito ao mar;
4. Implementar e fiscalizar o cumprimento de leis e regulamentos, no mar e nas águas interiores, em coordenação com outros órgãos do poder executivo, Federal ou Estadual, quando se fizer necessária, em razão de competências específicas;
5. Cooperar com os órgãos federais, quando se fizer necessário, na repressão aos delitos de repercussão nacional ou internacional, quanto ao uso do mar, águas interiores e de áreas portuárias, na forma de apoio logístico, de inteligência, de comunicações e de instrução.

## História

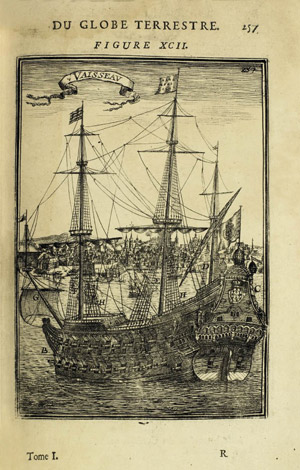
Gravura do galeão Padre Eterno, o maior navio do mundo na sua época, construído no Brasil

### Período colonial
A origem da Armada remonta à Marinha Portuguesa, existente já desde o século XII. O primeiro brasileiro a comandar uma força naval para defender o Brasil foi o militar e administrador colonial pernambucano Jerônimo de Albuquerque, em 1614, herói da conquista do Maranhão no contexto da França Equinocial. Por ter expulsado os franceses do território brasileiro, recebeu o sobrenome "Maranhão" do rei Filipe II de Portugal, III de Espanha. Ao longo de três séculos, entre a descoberta do Brasil e o início do século XIX, Portugal travou diversas batalhas pela posse e controle das águas brasileiras; à medida que os séculos passavam, cada vez mais brasileiros participavam e faziam parte das forças navais empreendidas na costa brasileira, quer na defesa quer no ataque. O Brasil Colônia foi também local de construção de embarcações, como o galeão Padre Eterno, construído no século XVII na Ilha do Governador, que aquando da conclusão da sua construção era o maior navio do mundo.
A transferência da sede do Reino de Portugal para o Brasil, em 1808, fez com que também fosse transferida uma parte importante da estrutura, pessoal e navios da Marinha Portuguesa. As invasões napoleônicas em Portugal forçaram a Família Real Portuguesa a sair de Portugal e a procurar refúgio no Brasil, de modo a continuar no poder e a manter o Império Português. Esta transferência foi feita por um comboio de 30 navios, que transportaram 15 mil militares e civis. Com ela, chegou ao Brasil o Ministério dos Negócios da Marinha e Ultramar, e foram criados ou estabelecidos diversos componentes necessários ao funcionamento da marinha. A Academia Real dos Guardas-Marinhas, que também foi transferida, tornou-se o primeiro estabelecimento de ensino superior no Brasil. Por outro lado, o Arsenal Real da Marinha que já existia, viu a sua capacidade ampliada para poder servir à força naval recém-aumentada. Este seria o núcleo da futura Marinha do Brasil.

### Armada Imperial

#### Primeiro Reinado

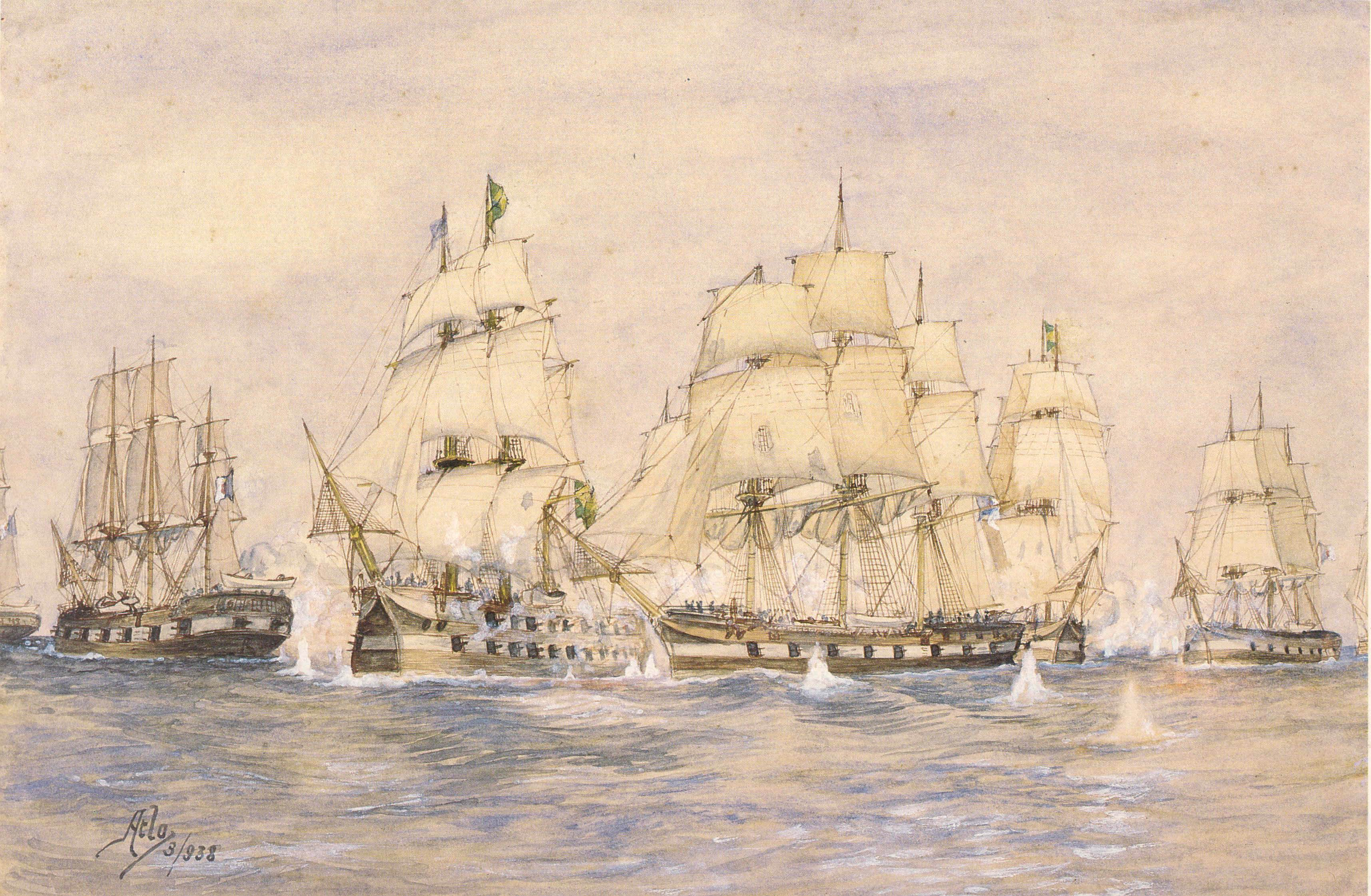
Batalha de 4 de maio de 1823, com a Armada Imperial liderada por Thomas Cochrane, em mar aberto perto de Salvador, Bahia, no contexto da Independência da Bahia.

A 7 de setembro de 1822, D. Pedro declarava a independência do Brasil. A Armada Nacional (como era chamada a Marinha de Guerra brasileira durante o regime monárquico) surgiu com a independência do país. Era formada quase que em sua totalidade por embarcações, pessoal, organizações e doutrinas provenientes da transmigração da Família Real de Portugal em 1808. Os seus membros eram alguns poucos brasileiros natos (até então quase todos proibidos de servir), portugueses que optaram por aderir à causa da separação (e que consequentemente foram naturalizados brasileiros) e estrangeiros de vários países contratados como mercenários. Também foram aproveitados vários órgãos criados por João VI de Portugal, tais como: a Secretaria da Marinha, o Quartel-General, a Intendência e Contadoria, o Arsenal de Marinha, a Academia Real dos Guardas-Marinhas, o Hospital, a Auditoria, o Conselho Supremo Militar, a Fábrica de Pólvora, os Cortes de Madeira e outros. Como primeiro Ministro da Marinha, foi nomeado o brasileiro nato Capitão de Mar e guerra, Luís da Cunha Moreira (futuro visconde de Cabo Frio), em 28 de outubro de 1822.

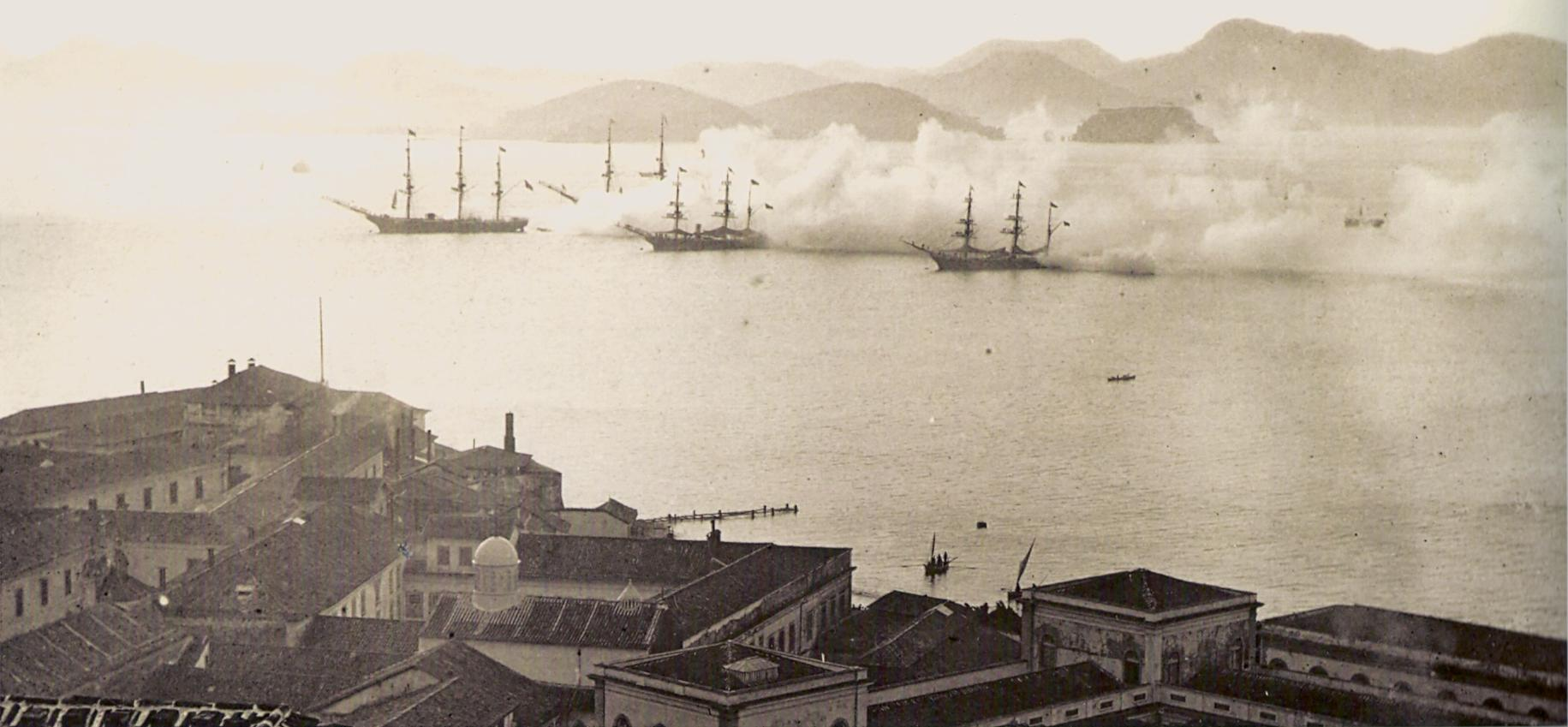
Treino da Armada Imperial do Brasil, meados da década de 1870

Na falta de militares experientes que tivessem nascido no Brasil, a comissão composta por Luís Cunha Moreira e vários oficiais buscou contatar os militares portugueses servindo no Brasil para que se unissem ao recém-criado império brasileiro. Centenas aceitaram, e os que recusaram receberam, em conjunto com as suas famílias, transporte para retornarem a Portugal. Contudo, temerosos das possíveis consequências de enviar para combate navios tripulados em sua maior parte por portugueses contra as forças lusitanas, a comissão recrutou diversos mercenários, utilizando os indígenas e escravos para ampliar sua força militar. Para comandar a Armada brasileira, foi escolhido o experiente Lorde Thomas Alexander Cochrane, britânico de nascimento, que recebeu o cargo de "Primeiro Almirante". A frota era composta por apenas uma nau, quatro fragatas, duas corvetas, cinco brigues, seis escunas e vinte pequenas embarcações, num total de trinta e oito navios de guerra. O Ministro da Fazenda Martim Francisco Ribeiro de Andrada criou uma subscrição nacional para reunir fundos e assim reequipar a frota, e de todo o Brasil foram enviadas contribuições. Até mesmo o Imperador Pedro I do Brasil adquiriu às próprias expensas um brigue mercante que foi renomeado Caboclo e doado ao Estado.

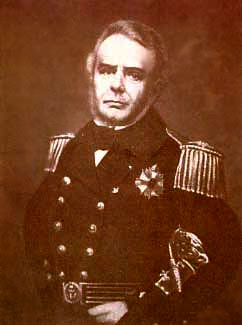
John Pascoe Grenfell, cerca de 1860

A Armada Nacional rumou em seguida para a Bahia, onde atacou um comboio da esquadra portuguesa, formada por mais de setenta navios que se dirigia ao Maranhão. Apenas treze conseguiram alcançar Lisboa, após se verem impossibilitados de atingirem o litoral norte brasileiro. Os demais navios foram afundados ou aprisionados e incorporados à Armada brasileira. O britânico John Pascoe Grenfell, que comandava o Brigue Dom Miguel, obteve a rendição da cidade de Belém do Pará. Tendo vencido a oposição lusitana nas províncias da Bahia, Maranhão e Pará, a frota brasileira partiu para a Cisplatina, onde alcançou mais sucessos em sua empreitada. O Almirante Cochrane, após ter libertado um terço do território brasileiro, recebeu do Imperador Dom Pedro I em pessoa a condecoração da Ordem do Cruzeiro do Sul e o título nobiliárquico de marquês do Maranhão. A participação no conflito contra Portugal foi vital:

Com a Independência, a Marinha tornou-se ainda mais importante, pois apesar de termos tido a sorte de possuir um Pedro I como monarca, o Brasil se teria esfacelado numa série de repúblicas – como aconteceu na América espanhola – se não fosse a sua ação integradora. É certo que existem outros fatores, mas foi ela que bloqueou, venceu e perseguiu a Esquadra portuguesa, possibilitando a união com o Rio de Janeiro.
Após a supressão da revolta da Confederação do Equador em 1824 e ao se iniciar a Guerra da Cisplatina (1825–1828), a Armada Nacional não mais era aquela marinha pequena e fraca. As trinta e oito embarcações de 1822 tornaram-se noventa e seis navios de guerra modernos, de diferentes tipos, com cerca de 690 canhões. A frota brasileira bloqueou o estuário do Prata, impossibilitando o contato das Províncias Unidas do Rio da Prata e dos revoltosos cisplatinos com o resto do mundo. Várias escaramuças ocorreram entre navios brasileiros e portenhos até à derrota da esquadrilha inimiga, composta por duas corvetas, cinco brigues e uma goleta, em frente à Ilha de Santiago em 1827. Ao abdicar em 1831, Dom Pedro I deixou uma poderosa Armada composta por: duas naus, dez fragatas, vinte corvetas, dezessete brigues-escunas, duas canhoneiras, doze bombardeiras, três barcas a vapor, catorze transportes e várias lanchas de grande porte, num total de pelo menos oitenta navios de guerra em tempo de paz.

#### Segundo Reinado

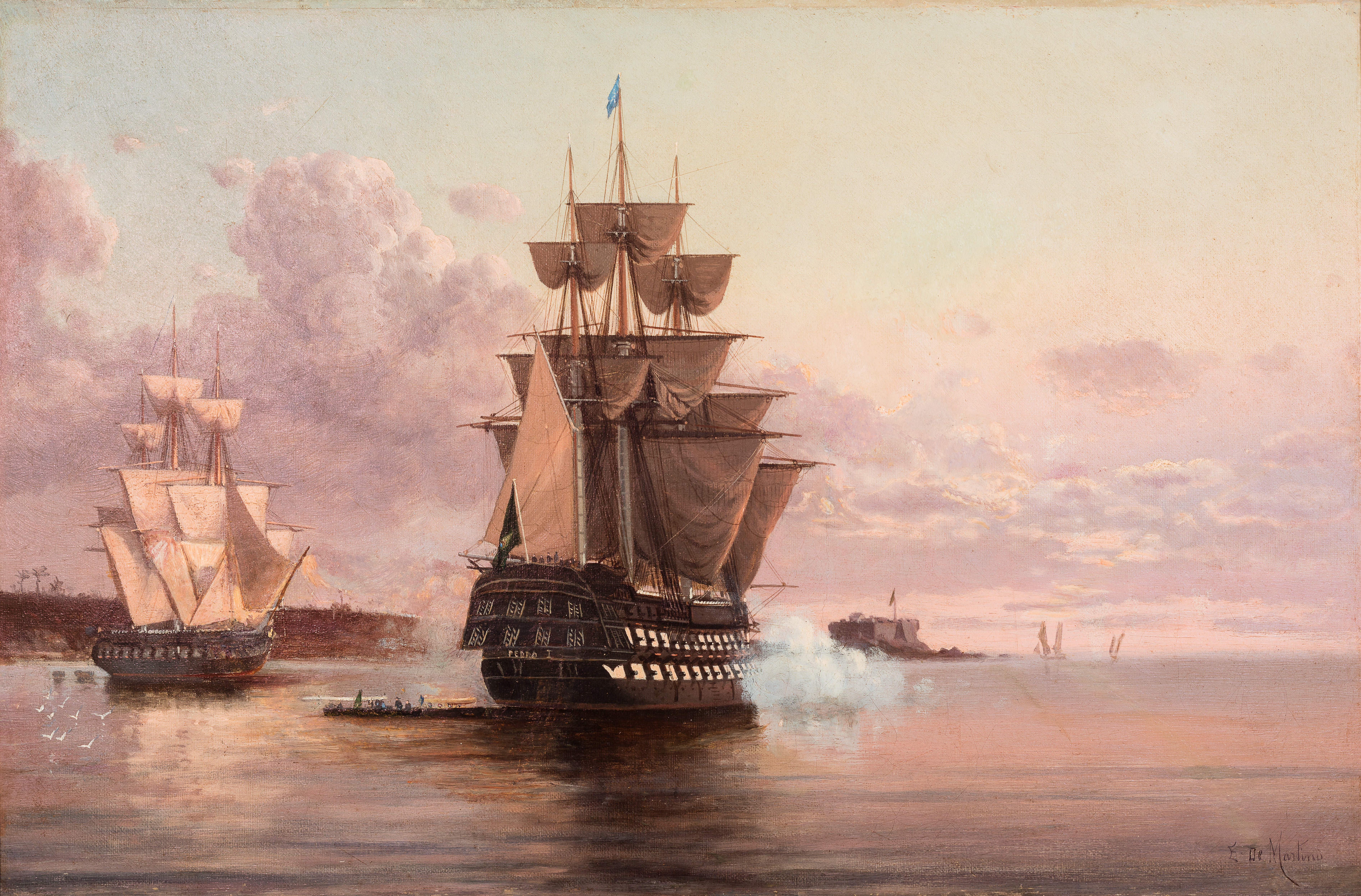
Nau Pedro I (ao centro), capitânia da armada

O longo reinado de cinquenta e oito anos de Dom Pedro II representaria o crescimento e apogeu da Armada Imperial. A Marinha da Independência e da Guerra da Cisplatina, constituída por um elevado número de navios de grande porte, foi sendo transformada numa Marinha de unidades menores, mais indicadas para enfrentar as conflagrações nas províncias e ajustadas às limitações orçamentárias de então. Foi-se também reorganizando o Ministério da Marinha, o Arsenal e a Cadeia Naval, e também foi criado o Corpo dos Imperiais Marinheiros, formado por voluntários. Neste período, foi adotada definitivamente a navegação a vapor, tendo o Brasil rapidamente modernizado a Esquadra, adquirindo navios no estrangeiro e construindo outros no país, e também substituindo os antigos canhões de alma lisa por novos, de alma raiada, com maior alcance e precisão. Melhorias foram realizadas também nos arsenais e bases navais, sendo aparelhados com novas oficinas. Navios de guerra foram construídos nos Arsenais de Marinha no Rio de Janeiro, Salvador, Recife, Santos, Niterói e Pelotas. A Armada atuou em todas as revoltas ocorridas no período regencial, como a Cabanagem, a Farroupilha, a Sabinada, a Balaiada, dentre outras. A Armada realizou o bloqueio das províncias onde ocorreram as revoltas e realizou a maior parte dos transportes de tropas do exército imperial, de uma região para a outra do país, mantendo-as municiadas, abastecidas e apetrechadas.

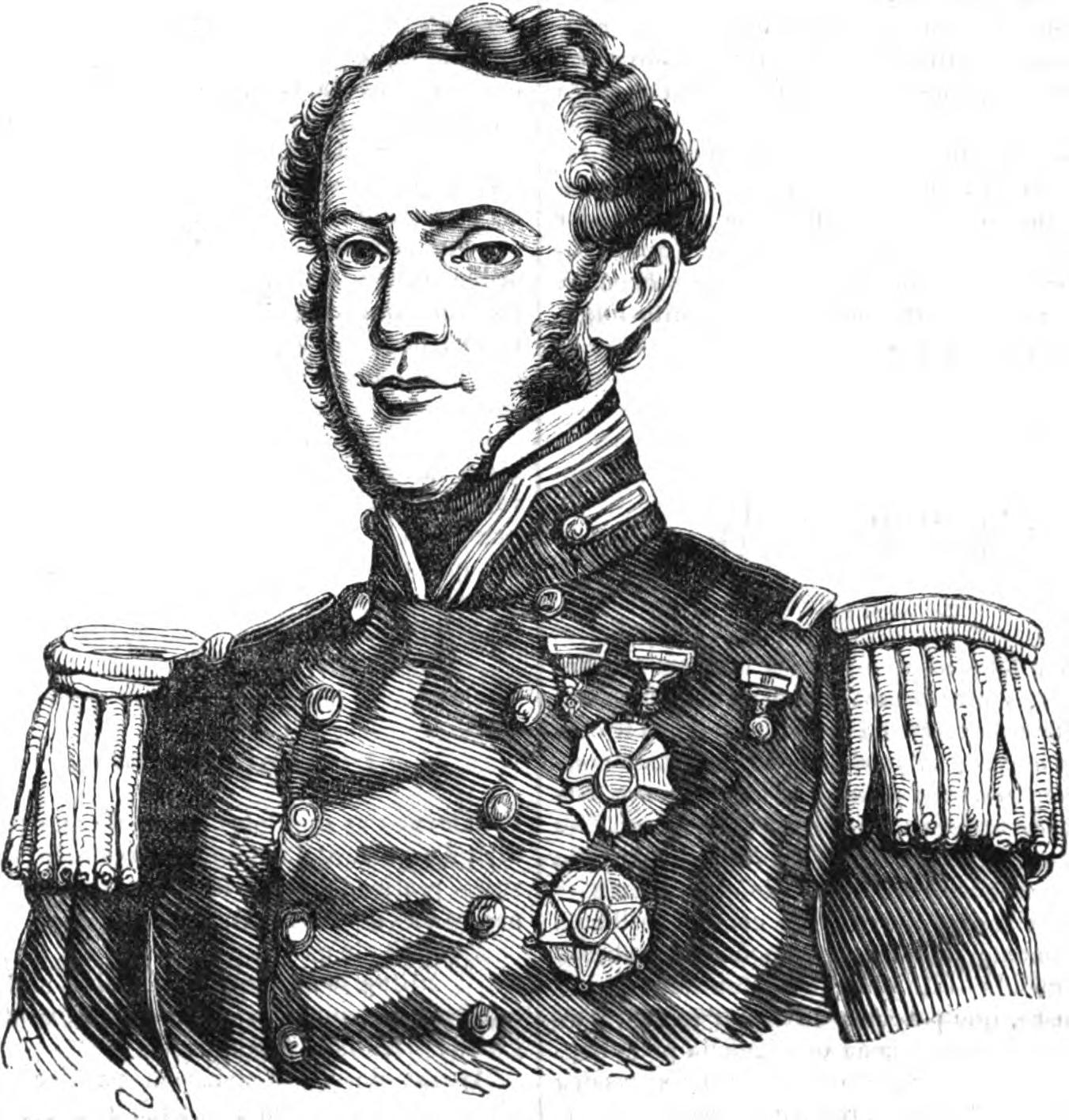
Joaquim Marques Lisboa, militar da Marinha do Brasil que se tornaria o patrono do ramo

Em 1840, quando o Imperador Dom Pedro II foi declarado maior de idade e assumiu suas prerrogativas constitucionais, a Armada detinha noventa navios de guerra: seis fragatas, sete corvetas, dois brigues-barcas, seis brigues, oito brigues-escunas, dezesseis canhoneiras, doze escunas, sete patachos, seis barcas a vapor, oito lanchões artilhados, três charruas, dois lugres, dois cúteres e cinco lanchões armados. Nova modernização ocorreu, desta vez, reorganizando a Secretaria de Estado, a Contadoria da Marinha, o Quartel-General e a Academia de Marinha. Novos navios foram comprados e as capitanias dos portos foram reaparelhadas. O Corpo dos Imperiais Marinheiros foi definitivamente regularizado e surgiu o Corpo de Fuzileiros Navais (no lugar do Corpo de Artilharia de Marinha que fora dissolvido), assim como serviços de assistência aos inválidos e também escolas para formação de marinheiros e artífices.
Os conflitos na região do Prata não cessaram após a guerra de 1825, e logo o Brasil se viu forçado a enviar uma frota de dezessete navios de guerra (uma nau, dez corvetas e seis navios a vapor) comandada pelo veterano da Independência John Pascoe Grenfell para combater as Províncias Unidas do Rio da Prata em 1851. Na Argentina, a frota brasileira conseguiu ultrapassar as fortificações do Passo do Tonelero sob forte bombardeio e efetuou o transporte de tropas para o teatro de operações em terra. Mais de uma década depois, a Armada Nacional foi mais uma vez modernizada, e seus antigos navios à vela deram lugar a quarenta navios a vapor com mais de 250 canhões. Seus oficiais não continham mais estrangeiros, e sim, somente brasileiros natos (que eram recrutas na época da guerra da Independência). De seu quadro de militares, saíram homens como Joaquim Marques Lisboa, marquês de Tamandaré, Francisco Manuel Barroso da Silva, barão do Amazonas, Joaquim José Inácio de Barros, visconde de Inhaúma, Luís Filipe de Saldanha da Gama, dentre outros, que foram todos leais ao regime monárquico.

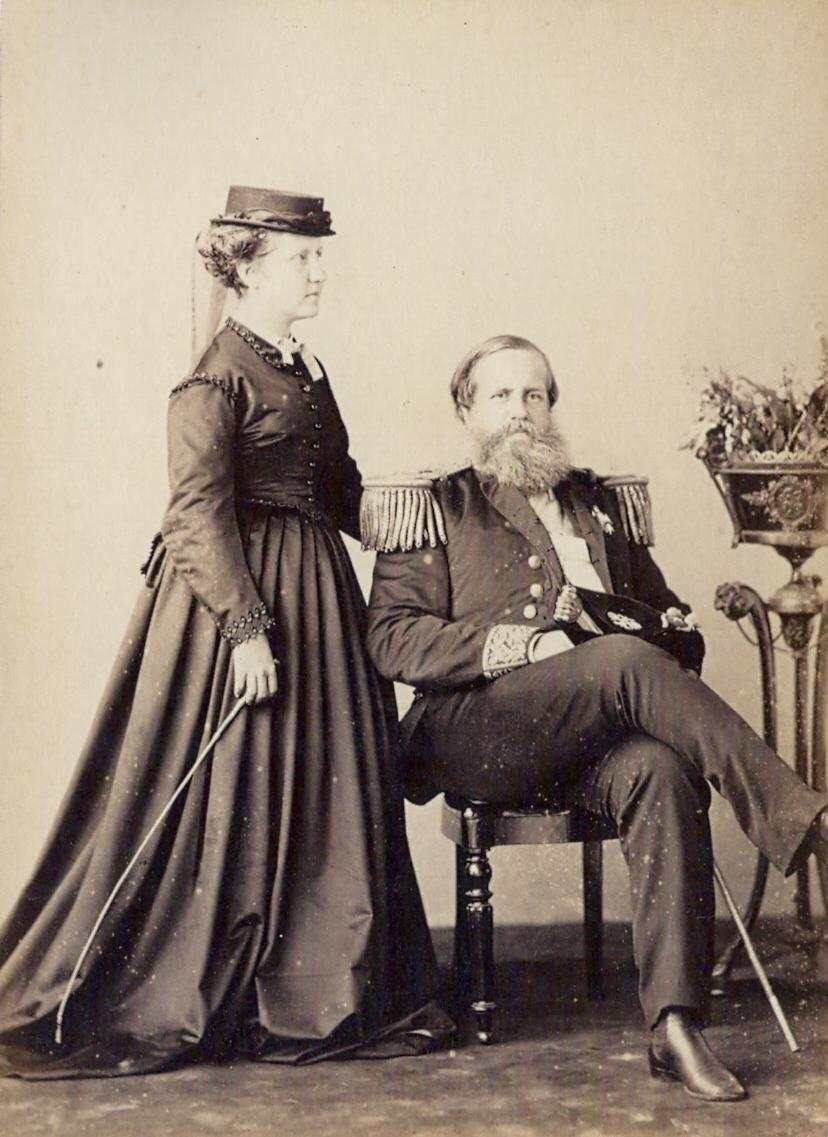
Dona Isabel, Princesa Imperial e Dom Pedro II (com uniforme de Almirante), Imperador do Brasil e Comandante em Chefe das Forças Armadas brasileiras (1870)

Em 1864, colaborou com a Guerra do Uruguai e logo em seguida na Guerra do Paraguai. Neste conflito, foram acrescidos à força naval vinte navios encouraçados e seis monitores encouraçados fluviais, além de que seus comandantes, assim como suas tripulações (e as das embarcações que já se encontravam no teatro de guerra) foram melhores treinadas. Estas ações permitiram a Armada obter uma grande vitória na Batalha de Riachuelo contra as forças paraguaias. Construtores navais brasileiros como Napoleão Level e Trajano de Carvalho planejaram novos desenhos para os navios de guerra da Armada Nacional, que possibilitaram aos Arsenais do país manterem competitividade com outras nações. Com o final do conflito contra o Paraguai, o governo brasileiro buscou reparar os danos sofridos pelas embarcações e reequipá-las, possibilitando ao Brasil ter a quarta mais poderosa marinha de guerra do mundo àquele momento.

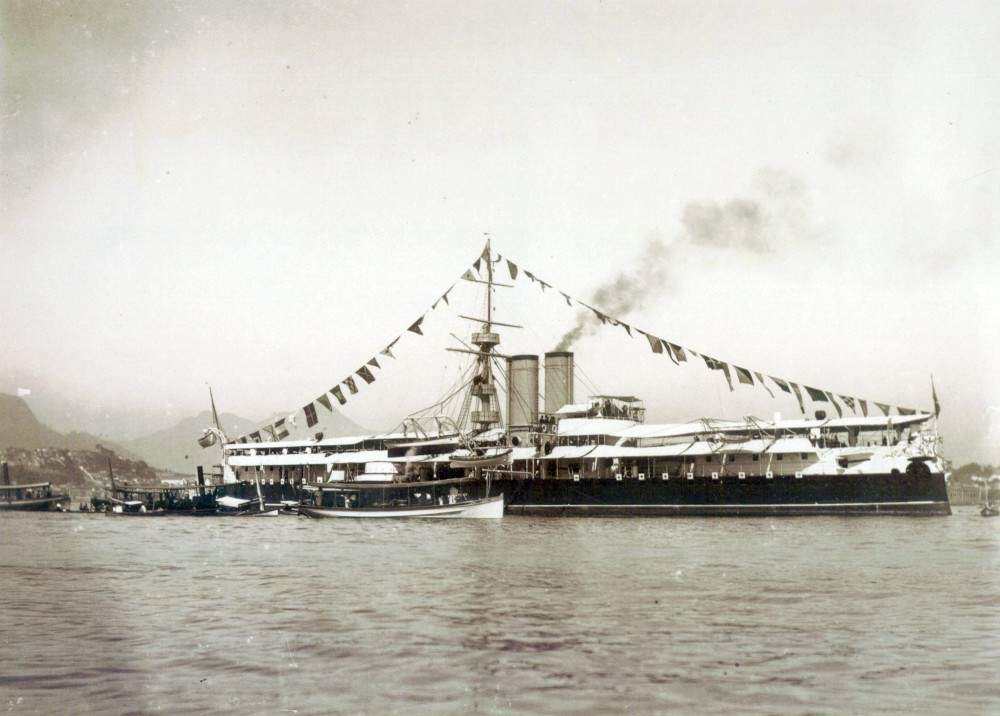
Encouraçado de Esquadra Riachuelo

Durante a década de 1870, o império brasileiro teve por objetivo fortalecer ainda mais a sua Armada frente a uma possibilidade de um conflito armado com a Argentina. Assim, adquiriu uma canhoneira e uma corveta em 1873, um encouraçado e um monitor em 1874 e logo em seguida dois cruzadores e mais um monitor. Sob comando de Júlio César de Noronha, a Marinha empreendeu a primeira circum-navegação sob bandeira brasileira e a primeira tentativa de projeção de poder naval nacional, realizada entre 19 de novembro de 1879 e 21 de janeiro de 1881, liderando a corveta "Vital de Oliveira". O início da década de 1880 revelou que o crescimento da Armada continuaria, pois os Arsenais da Marinha do Rio de Janeiro, Bahia, Pernambuco, Pará e Mato Grosso continuaram a construir dezenas de navios de guerra. Quatro barcos torpedeiros foram comprados, foi criada a Escola Prática de Torpedos para praças e instalou-se uma oficina de fabricação e reparo de torpedos e aparelhos elétricos no Arsenal de Marinha do Rio de Janeiro, em 30 de novembro de 1883. Este mesmo Arsenal construiu as canhoneiras a vapor: Iniciadora, Carioca, Camocim, Cabedelo e Marajó, além do patacho Aprendiz, todos com cascos de ferro e aço, e não mais de madeira (os primeiros do tipo construídos no país). Contudo, o ápice da Armada Imperial ocorreu com a incorporação dos encouraçados de alto mar Riachuelo e Aquidabã (ambos dotados de tubos lança-torpedos) em 1884 e 1885, respectivamente. A obtenção destes navios possibilitou o Brasil permanecer "entre as potências navais do universo". Estes dois navios marcaram a época, pois:
Fizemos 'a Europa curvar-se ante o Brasil', porquanto o Riachuelo, ao ter a construção concluída na Inglaterra, em 1884, foi considerado pela opinião dos técnicos das nações marítimas mais adiantadas como um modelo em seu gênero, tais os aperfeiçoamentos que reunia.

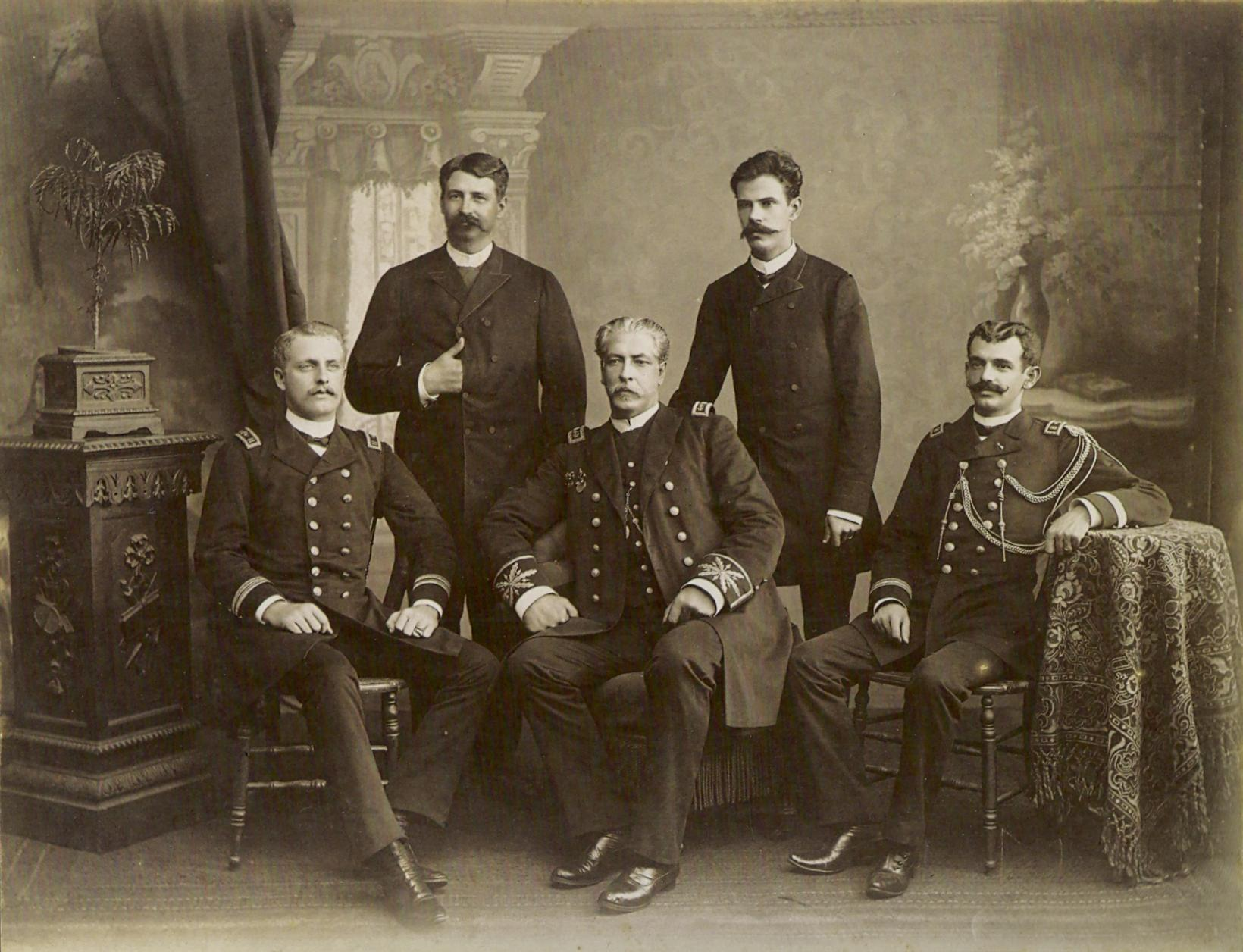
Oficiais da Armada Imperial Brasileira. Sentados, príncipe Dom Augusto (à esquerda) e o Almirante Eduardo Wandenkolk (centro), c.1889

No último gabinete do regime monárquico, o Ministro da Marinha, o Almirante José da Costa Azevedo, Barão do Ladário, deixou um amplo projeto que estava prestes a ser realizado para a reorganização do pessoal e instituições da Armada. Em 1889, o Batalhão Naval detinha 454 praças e os Imperiais Marinheiros, 3 218 praças. O Golpe de Estado que instaurou a República no Brasil não foi bem aceito pelos militares da Armada Imperial. Marinheiros foram rechaçados a tiros ao darem vivas ao Imperador quando este estava aprisionado no Paço Imperial. O Marquês de Tamandaré implorou ao seu amigo Dom Pedro II que o permitisse debelar o golpe, mas este negou-lhe tal possibilidade. O velho e leal marinheiro, já beirando aos noventa anos de idade, seria preso por ordem do ditador Floriano Peixoto, sob a acusação de financiar militares monarquistas na Revolução Federalista". O Barão de Ladário manteve-se em contato com a Família Imperial no exílio, buscando maneiras de restaurar o regime deposto, mas acabou relegado ao ostracismo pelo governo republicano. O Almirante Saldanha da Gama liderou a Revolta da Armada com o objetivo de ressuscitar o Império e uniu forças com outros militares monarquistas que estavam no Rio Grande do Sul. Todas as tentativas restauradoras foram esmagadas pelo governo republicano. Os oficiais monarquistas de alta patente foram presos, banidos ou fuzilados sem o devido processo legal, e seus subordinados sofreram "penas cruéis".

### República Velha

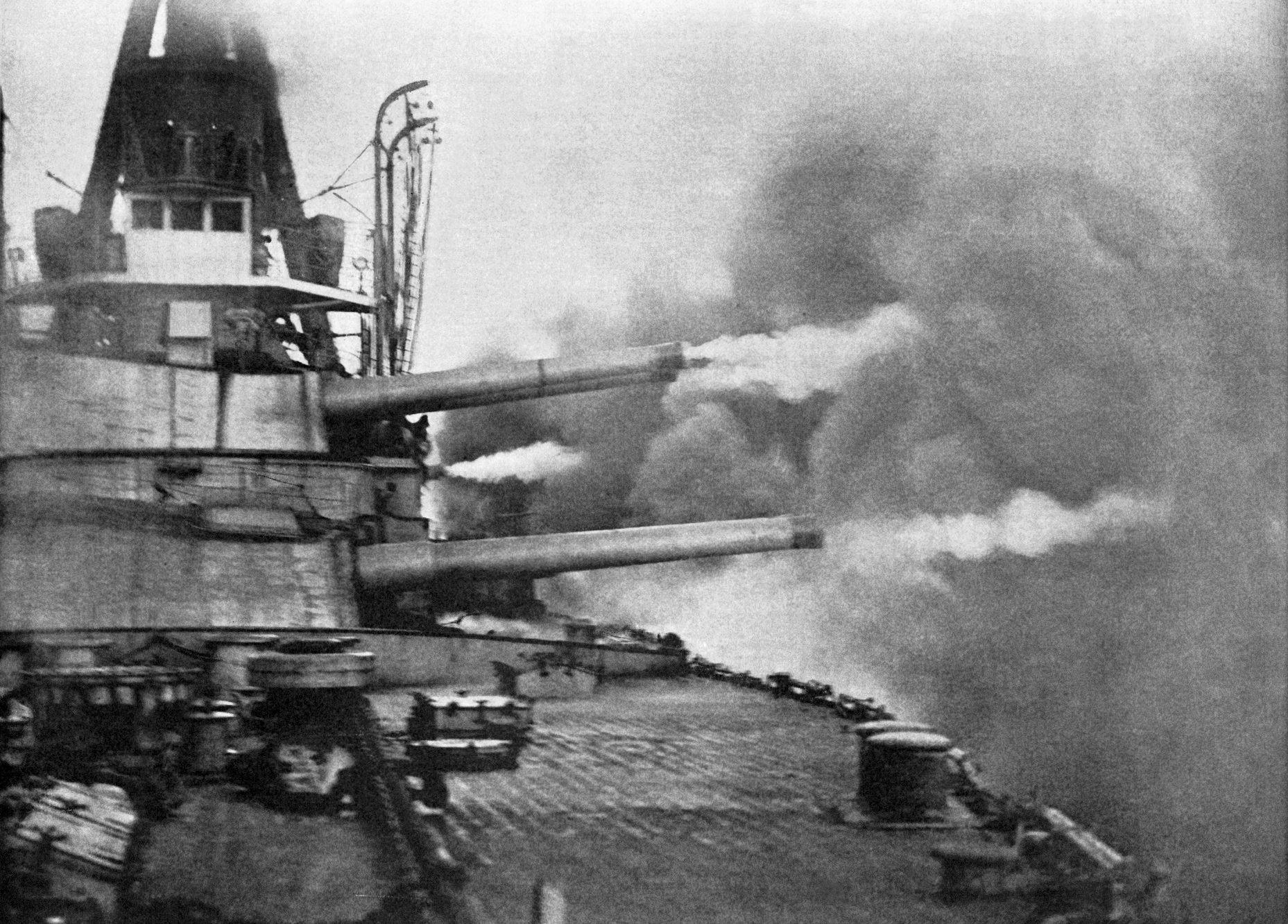
Teste das armas do dreadnought brasileiro Minas Geraes, o navio que começou a corrida armamentista naval na América do Sul

A República inaugurou uma fase de abandono dos arsenais brasileiros que perdurou até 1930. Entre os anos de 1890 e 1920 houve uma queda de 2119 “trabalhadores” para 977 e a participação no orçamento caiu de 16,91% para 4,81%. Após a conclusão do cruzador Tamandaré e da canhoneira Cananéia em 1890, a construção naval nas dependências do Arsenal só foi retomada efetivamente em 1936, quando o presidente Getúlio Vargas bateu a quilha do monitor Parnaíba. Em vez de conservar a capacidade nacional de construir e reparar navios, os primeiros governos republicanos optaram por adquirir navios já prontos de países estrangeiros. A Marinha do Brasil ficou em ruínas e obsolescência depois do golpe de Estado de 1889, que depôs o imperador D.Pedro II: duas revoltas navais (1891 e 1893-1894), a Revolução Federalista (1893-1895) e a Guerra de Canudos (1896-1897). A marinha possuía apenas 45% do seu pessoal autorizado em 1896 e, em meio à rápida melhoria da tecnologia naval, os únicos navios blindados modernos eram dois pequenos navios de defesa costeira lançados em 1898. A última década do século XIX viu uma progressiva desmobilização e um gradativo desmantelamento das unidades navais; a sucessão de quatro ministros da Marinha em apenas seis anos também contribuiu negativamente para o rumo tomado pela Armada.

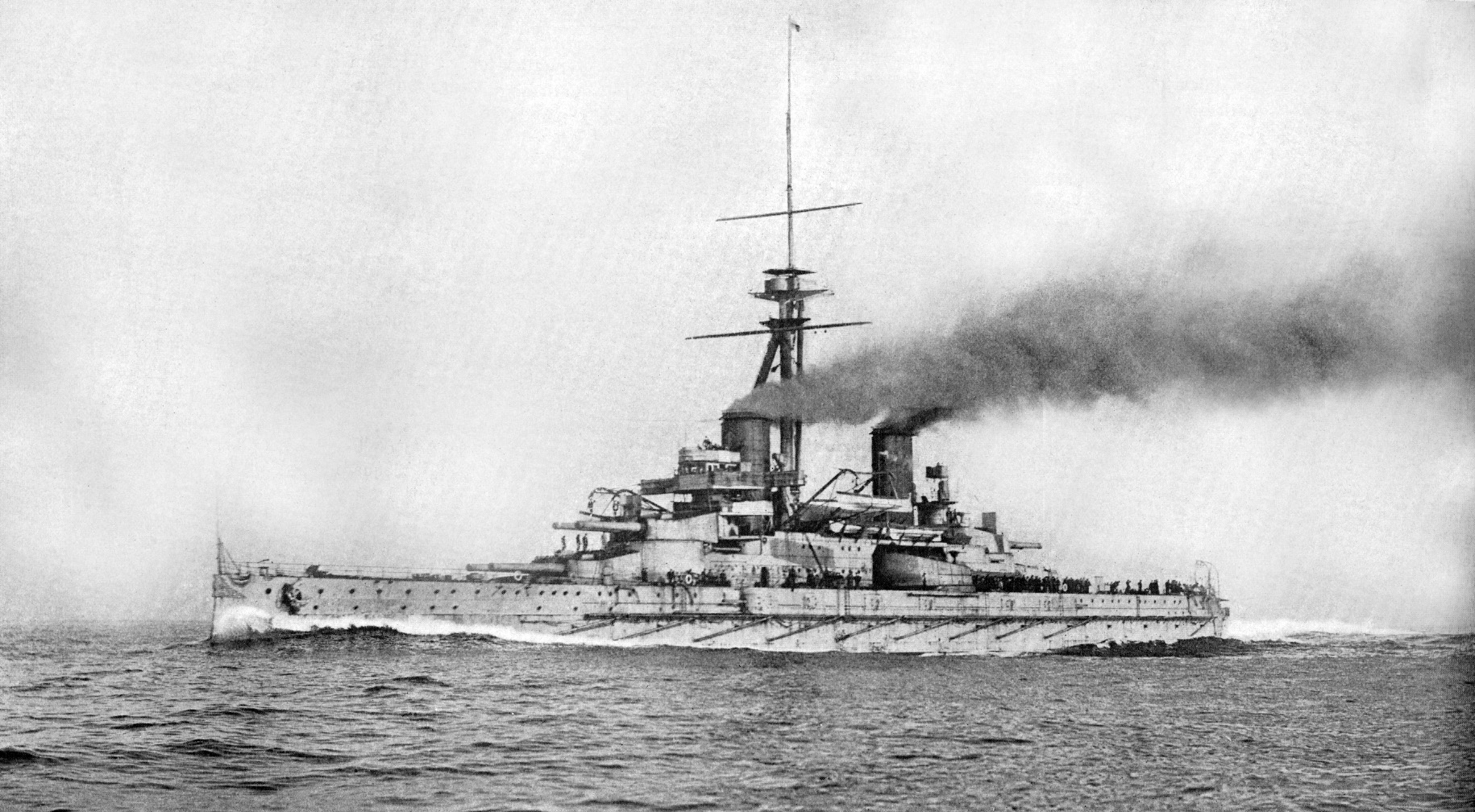
Encouraçado Minas Geraes

No dia 15 de novembro de 1902, o Almirante Júlio César de Noronha assumiu a pasta da Marinha. Graças a seus esforços e os de outros governantes como o Ministro das Relações Exteriores, barão do Rio Branco, ou o deputado, Dr. Laurindo Pitta, a Marinha do Brasil foi alvo de um esforço político e estratégico para dar nova vida à Armada. Depois de se estudar as mais recentes batalhas navais e as tecnologias de ponta do mundo naval, como o Encouraçado Dreadnought britânico, foi aprovado durante o governo do presidente Afonso Pena, sendo o marechal Hermes da Fonseca Ministro da Guerra, o projeto de modernização da esquadra brasileira, no dia 24 de novembro de 1906, no qual foram encomendados a estaleiros ingleses os encouraçados (Dreadnought) Minas Gerais, São Paulo e Rio de Janeiro, dos quais somente os dois primeiros chegaram ao país, uma vez que logo foi cancelada a encomenda do último, por falta de verbas. Para além destes navios, foi também empregue a modernização de instalações e a construção de bases secundárias. A aquisição destes dois poderosos navios pelo Brasil provocou uma corrida armamentista naval com a Argentina e o Chile, que não queriam ver o poder naval brasileiro passar-lhes à frente.

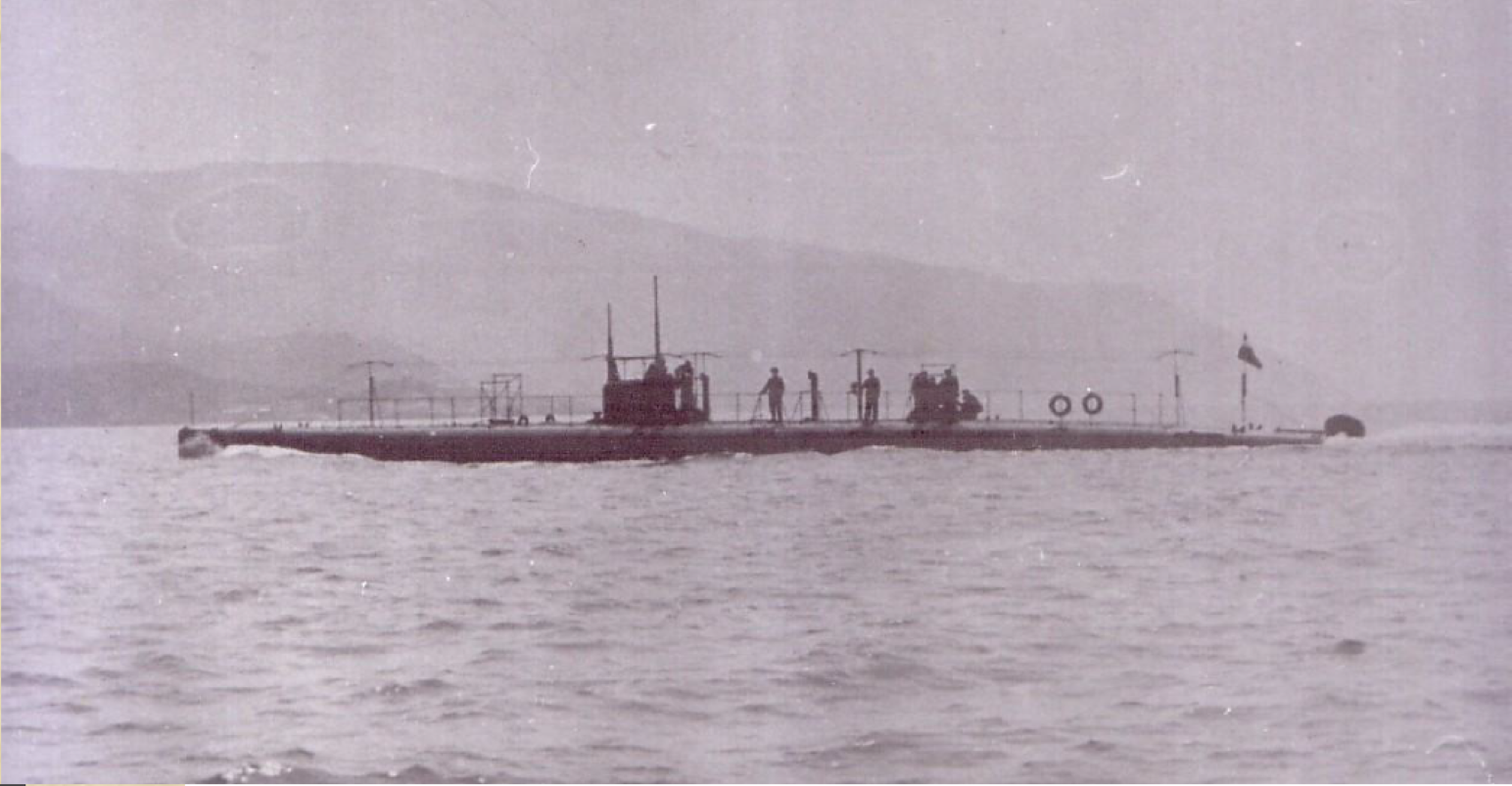
Submarino F1

Como consequência, a Esquadra de 1910, batizada com este nome por ter chegado ao Brasil neste ano, representou um revigoramento do poderio naval brasileiro. Não só tinha a Armada dois navios da classe mais poderosa do mundo à época, mas também possuía embarcações como os cruzadores Bahia e Rio Grande do Sul e os contratorpedeiros Amazonas, Pará, Piauí, Rio Grande do Norte, Paraíba, Alagoas, Sergipe, Paraná, Santa Catarina e Mato Grosso. No final de novembro de 1910, eclodiu a Revolta da Chibata, movimento organizado dos marinheiros, liderados por João Cândido, pela abolição dos castigos físicos e melhoria das condições de trabalho na Instituição, sob a ameaça de bombardear a então capital do país, a cidade do Rio de Janeiro. Embora bem sucedidos nas justas reivindicações, a repressão que se seguiu aos participantes foi violenta e implacável.
Depois de 1910, o contratorpedeiro Maranhão, os submarinos F1, F3, F5 e Humaitá, o tender Ceará e outros navios reforçaram ainda mais a esquadra brasileira, que passou a ser organizada em três divisões de encouraçados e cruzadores, e flotilhas de contratorpedeiros e de submarinos. Contudo, com o despoletar da Primeira Guerra Mundial, a esquadra foi reorganizada em três divisões diferentes a fim de se patrulhar as águas dentro das respectivas áreas de responsabilidade, as divisões navais do Sul, do Centro, e do Norte.

### Primeira Guerra Mundial

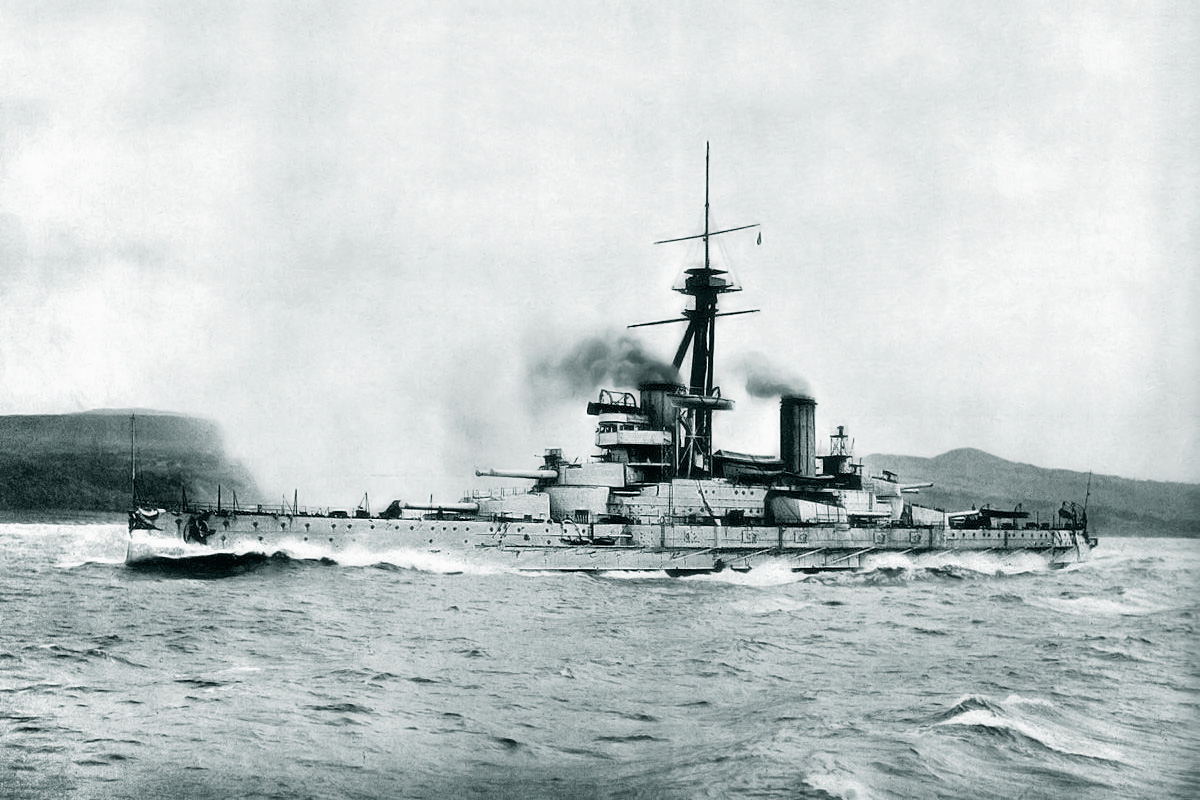
Couraçado São Paulo, cerca de 1910

Quando a Primeira Guerra Mundial começou, o Brasil declarou-se neutro, apesar de romper as relações comerciais que tinha com a Alemanha, devido à sua política de bloqueio submarino. Apesar do conflito mundial e das dificuldades impostas a nível comercial, em agosto de 1916 foram criadas a Escola de Aviação Naval Brasileira, localizada na Ilha das Enxadas, na Baía de Guanabara, e a Flotilha de Aviões de Guerra, comportando inicialmente apenas três hidroaviões Curtiss que haviam chegado ao Brasil, três meses antes. No principal porto do país, o do Rio de Janeiro, instalava-se uma linha de minas submarinas que cobriam 600 metros, entre as fortalezas da Laje e Santa Cruz. Mais longe da costa, duas ilhas preocupavam as forças brasileiras pela possibilidade de servirem como ponto de refúgio de navios inimigos, o que levou a que fossem ocupadas militarmente; eram as ilhas de Trindade e Martim Vaz e Fernando de Noronha.
No dia 11 de abril de 1917, a postura brasileira foi alterada depois de os alemães afundarem o navio mercante Paraná, ao largo da costa francesa. Mais tarde, depois de mais três ataques alemães contra navios mercantes brasileiros, o Brasil declarou formalmente guerra ao Império Alemão, no dia 26 de outubro de 1917. A participação brasileira deu-se com o envio da Divisão Naval em Operações de Guerra (DNOG) ao teatro de operações do Mar Mediterrâneo, bem como com o envio de doze pilotos ao front francês, e integrados à Real Força Aérea Britânica. A tripulação do DNOG viria a ser gravemente atingida pela gripe espanhola, mas apesar de sofrer com muitas baixas, não deixou de cumprir a sua missão. A participação brasileira terminaria efetivamente a 9 de junho de 1919, quando os navios da DNOG entraram na Baía de Guanabara.

### Período entreguerras
O período entre a Primeira Guerra Mundial e a Segunda Guerra Mundial foi caracterizado por um novo abandono da Armada, apesar de ainda durante a primeira guerra se ter criado a Escola Naval de Guerra (mais tarde Escola de Guerra Naval), a flotilha de submarinos, com os três submarinos da Classe Foca, e a Escola de Aviação Naval. A Revolução de 1930 representou para a armada brasileira uma linha que separava duas épocas distintas. Dois anos mais tarde, durante a Revolução Constitucionalista de 1932, a Marinha sentiria muitas dificuldades de atuação. Em 1932, um relatório do Ministro da Marinha declarava a seguinte análise:
Estamos deixando morrer a nossa Marinha. A Esquadra agoniza pela idade [a maior parte dos navios ainda eram da Esquadra de 1910] e, perdido com ela o hábito das viagens, substituído pela vida parasitária e burocrática dos portos, morrem todas as tradições (...) Estamos numa encruzilhada: ou fazemos renascer o Poder Naval sob bases permanentes e voluntariosas, ou nos resignamos a ostentar a nossa fraqueza provocadora (...) estamos completamente desaparelhados.
Ainda em 1932, seria estabelecido um programa naval, que seria ajustado em 1936, e que criaria uma força naval modesta, porém melhor que o que havia disponível anteriormente, contudo sempre dentro das possibilidades financeiras e técnicas do país. Em 1935, foi realizada uma grande reforma no encouraçado Minas Gerais, o qual viu as suas caldeiras substituídas e o alcance dos seus canhões aumentarem.
| Conjunto                                         | Embarcações |
| ------------------------------------------------ | --- |
| Divisão de Encouraçados                          | Minas Gerais e São Paulo |
| Divisão de Cruzadores                            | Rio Grande do Sul e Bahia |
| Flotilha de Contratorpedeiros                    | Maranhão, Piauí, Rio Grande do Norte, Sergipe, Santa Catarina e Mato Grosso                                                                |
| Flotilha de Submarinos                           | Humaitá, Tupi, Timbira e Tamoio |
| Trem                                             | Tênderes Belmonte e Ceará; Navios-Tanques Novais de Abreu e Marajó; Rebocadores Aníbal de Mendonça, Muniz Freire, Henrique Perdigão e DNOG |
| Flotilha de Navios Mineiros Varredores           | Dez navios |
| Flotilha da Diretoria de Hidrografia e Navegação | Três navios hidrográficos e dois navios faroleiros                                                                                         |
| Navio isolado                                    | Navio-Escola Almirante Saldanha |
| Flotilha do Amazonas (fluvial)                   | Canhoneira Amapá e Rebocador Mário Alves                                                                                                   |
| Flotilha de Mato Grosso (fluvial)                | Monitores Parnaíba, Paraguaçu e Pernambuco; Avisos Oiapoque e Voluntários; Navio-Tanque Potengi                                            |

### Segunda Guerra Mundial

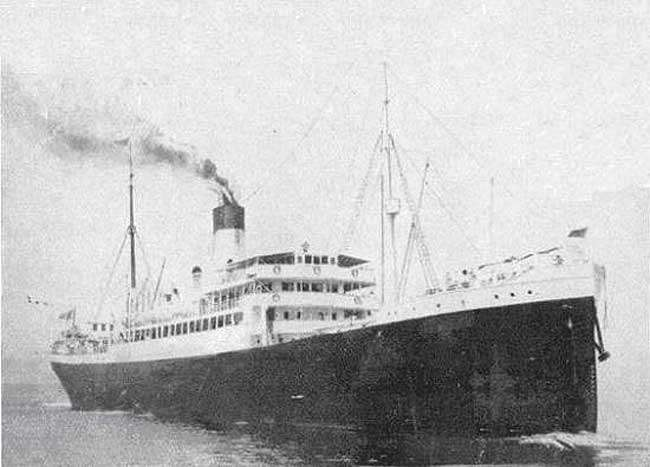
Navio Campos, afundado pelo submarino alemão U-170 em 23 de outubro de 1943, no litoral do Estado de São Paulo

No início da Segunda Guerra Mundial na Europa, em 1939, o Brasil contava praticamente com os mesmos navios que tinha na Primeira Guerra Mundial, e a culpa não era apenas da Marinha, mas também das verbas disponibilizadas pelo Estado. O Estado-Maior da Armada tinha como grande preocupação a defesa da enorme e desprotegida costa marítima e a proteção das linhas de comunicação, vitais para a conservação das artérias comerciais. Obsoleta em termos de meios e incapaz de garantir a segurança no litoral brasileiro, no início de 1942, com a deflagração da Guerra Submarina pela Marinha Alemã, visando isolar o Reino Unido e a então União Soviética dos suprimentos e materiais necessários ao esforço de guerra aliado a partir do continente americano, a Marinha do Brasil viu-se obrigada a, entre 1942 e 1944, subordinar-se à Marinha dos Estados Unidos.

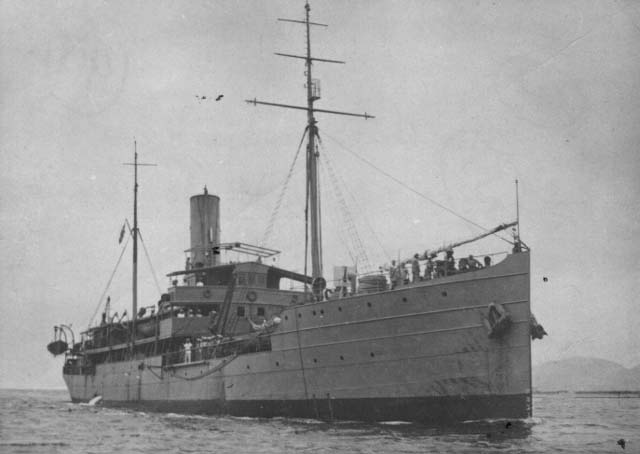
O NHi Vital de Oliveira, na década de 1940

Mesmo assim, dentro de suas limitações e com o reaparelhamento e a reorganização promovidos com os recursos norte-americanos, a Marinha Brasileira participou ativamente da guerra antissubmarino não apenas no Atlântico Sul, mas também na zona Central do Atlântico, além de participar da luta antissubmarina no Caribe e da guarda de comboios para o Norte de África e o mar Mediterrâneo. Entre 1942 e 1945, foram comboiados cerca de 3 164 navios em 575 comboios, sendo 1 577 brasileiros e 1 041 norte-americanos, tendo 99,01% dos navios protegidos chegado aos seus destinos. Foram percorridos pelos escoltas, sem contar com as manobras (ziguezagues) realizadas para dificultar a detecção submarina e o desvio de torpedos lançados dos inimigos, um total de 600 mil milhas náuticas, o equivalente a 28 voltas em redor do globo pela linha do equador. A Marinha do Brasil comboiou o equivalente a 50 navios mercantes por cada navio de guerra brasileiro.
Em termos de ataques, segundo documentação da Marinha Alemã, a Armada brasileira efetuou, ao longo do conflito, 66 ataques contra submarinos germânicos. Em oposição, mais de mil brasileiros morreram na Batalha do Atlântico, devido ao afundamento de 33 navios do país. Dois pequenos navios torpedeados não foram identificados, mas por terem sido afundados junto à costa brasileira, concluiu-se que eram navios brasileiros, provavelmente veleiros. Entre as perdas durante a guerra, contam-se ainda a corveta Camaquã, virada pelo mar, e o cruzador Bahia, que por acidente foi atingida por um tiro, em uma das suas cargas de profundidade. Em tonelagem bruta, foram perdidos 21,47% da frota nacional. O navio de guerra que mais tempo passou no mar foi o caça-submarinos Guaporé, num total de 427 dias de mar, em pouco mais de três anos de operação, com uma média anual de 142 dias de mar. Já o navio que participou no maior número de comboios foi a corveta Caravelas, com 77 participações. Coube ainda à Marinha a escolta do transporte da Força Expedicionária Brasileira até Gibraltar.

### Pós-guerra

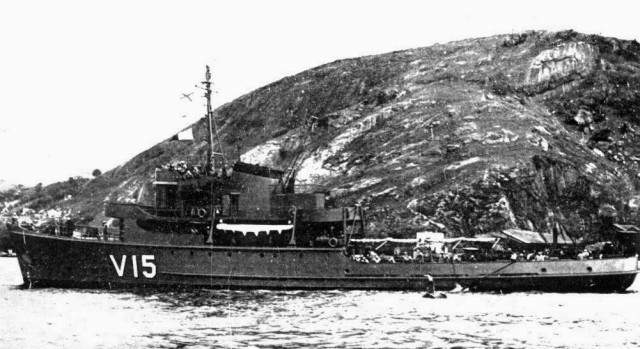
Imperial Marinheiro

No pós-guerra, os Estados Unidos continuaram a ajudar as Forças Armadas do Brasil pelo Programa de Ajuda Militar, através do qual se obteve a preços especiais material excedente da guerra, de peças a navios. Nos primeiros anos depois do cessar das hostilidades, a Marinha do Brasil dedicou-se às atividades de apoio, quer na construção de bases navais quer na aquisição de navios. Nesta época, as administrações dos almirantes Silvio de Noronha e Renato de Almeida Guillobel fizeram um grande esforço com vista à ampliação e aperfeiçoamento da infraestrutura de apoio dos meios navais. Até 1952, com exceção dos cruzadores ligeiros Barroso e Tamandaré (da classe Blooklin da Marinha dos Estados Unidos), foram recebidos pela armada brasileira o navio-escola Guanabara (um antigo veleiro alemão), o navio-tanque Ilha Grande (um petroleiro adaptado de cargueiro), pequenos navios de transporte de gasolina Rijo e Raza e três rebocadores de alto-mar da classe Tristão (antiga classe Ata da Marinha dos Estados Unidos).

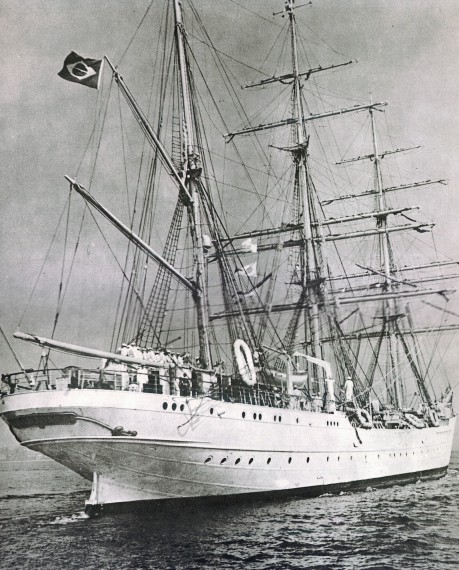
Navio escola Guanabara

Durante a administração do almirante Renato Guillobel, entre 1951 e 1954, foi lançado um programa de aquisição de meios dedicados a tarefas auxiliares da Marinha; foi através deste programa que se adquiriram dez corvetas da classe Imperial Marinhero. Foram adquiridos também quatro navios de transporte de tropas que haviam pertencido ao Japão e dois navios hidrográficos modernos, o Sirius e o Canopus, que juntamente com os três pequenos navios da classe Argus (construídos no Arsenal de Marinha do Rio de Janeiro) deram um impulso às atividades hidrográficas do Brasil.
Em 1957, a Marinha do Brasil adquiriu da Inglaterra o porta aviões Minas Gerais (antigo HMS Vengeance, que passou por um processo de modernização nos Países Baixos até 1960. Este porta-aviões foi, na altura, equipado com o que havia de mais moderno, ficando compatível com aeronaves a jato, visando o emprego de aeronaves antissubmarino. A aquisição do Minas Gerais pela Marinha provocou uma disputa com a Força Aérea, sendo que esta última pretendia manter o monopólio das operações dos aviões de combate. Esta disputa causou algum desgaste entre ambas as forças, e só foi resolvida pelo presidente Castelo Branco em 1965, quando ficou decidido que a Marinha do Brasil ficaria apenas com os helicópteros e a Força Aérea assumiria o controle dos aviões do porta-aviões.
No final da década de 50, a Marinha do Brasil continuou a ser fortemente reforçada, primeiro em 1957 com a chegada de 11 submarinos da Marinha dos Estados Unidos (quatro submarinos da classe Fleet Type, cinco da classe Guppy II e dois Guppy III), e depois em 1959, com a chegada de sete contratorpedeiros da classe Fletcher. Na década de 1960, foram recebidos quatro navios-varredores da classe Javari e em 1963 um navio-oficina, o NO Belmonte. Durante estas duas décadas foram também importantes as aquisições de equipamento de adestramento antissubmarino simulado para o Centro de Adestramento Almirante Marques de Leão e uma série de operações de treino conjuntas com a Marinha dos Estados Unidos, nas quais a Marinha do Brasil treinou as suas forças navais para operações antissubmarino.
No início dos anos 1960, viria a dar-se um evento que ficaria conhecido como a Guerra da Lagosta. Barcos de pesca franceses começaram a pescar no litoral de Pernambuco, procurando lagosta, que havia sido erradicada nos locais de pesca franceses. Contudo, a lagosta brasileira era a fonte de quase três milhões de dólares por ano. Os primeiros barcos franceses começaram a pescar em águas brasileiras em 1961 com autorização, mas, depois de se descobrir que estavam pescando em escala industrial, a Marinha do Brasil cancelou a licença. Em seguida, a França pediu autorização para pescar fora das águas territoriais brasileiras, na região da plataforma continental, e foi novamente concedida autorização.

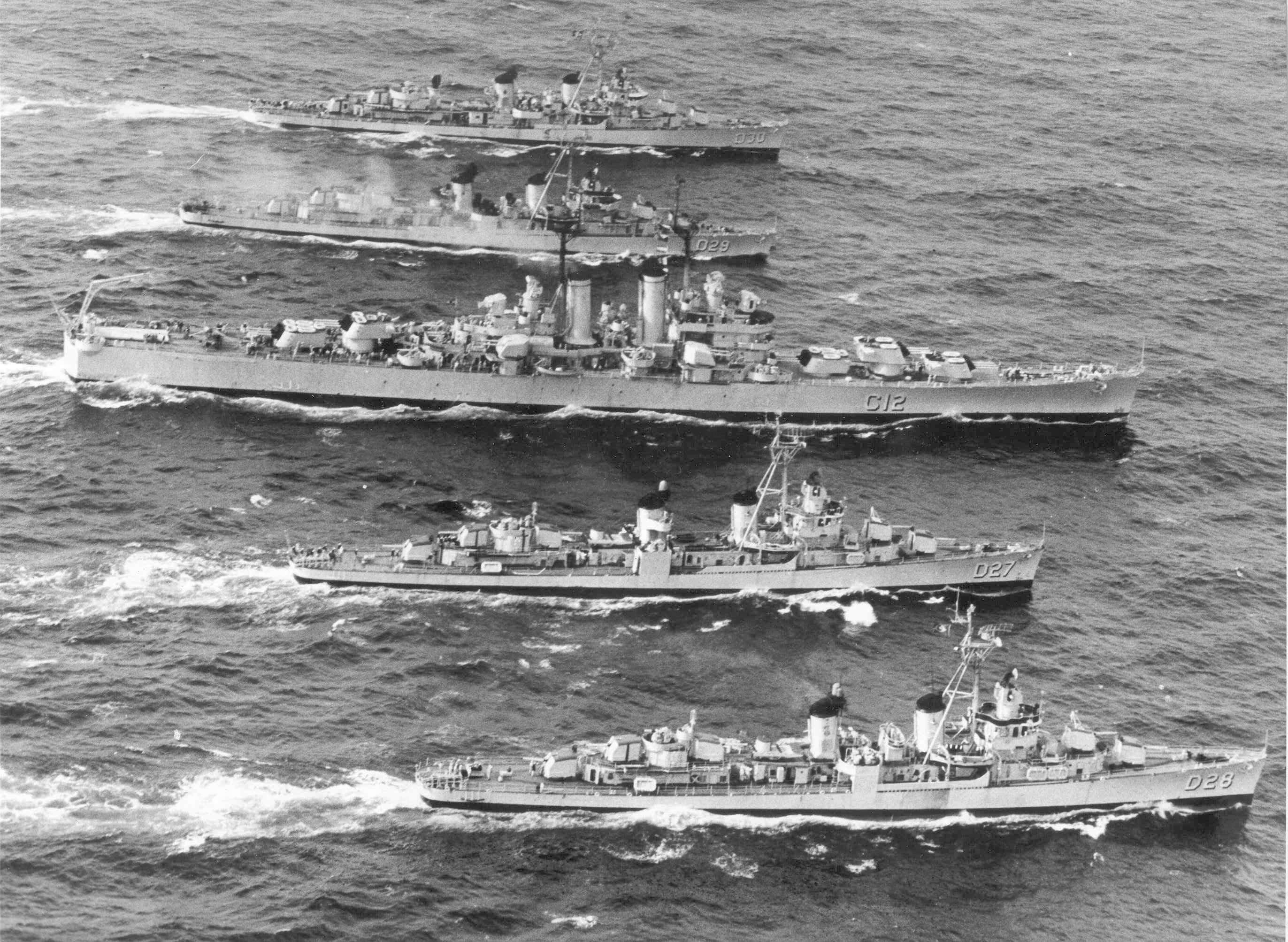
Cruzador Tamandaré escoltado por contratorpedeiros na época da Guerra da Lagosta

Contudo, em janeiro de 1962, uma embarcação francesa foi apresada pela corveta brasileira Ipiranga e este incidente deu início a uma discussão sobre a natureza do animal. Nesta zona marítima, o Brasil tinha apenas o direito aos recursos da plataforma continental mas não ao que estava na água. O Brasil alegava assim que a lagosta era um recurso da plataforma, pois caminhava para se deslocar e, no máximo, executava saltos. Já a França alegava que a lagosta poderia ser considerada um peixe, pois ao mover-se pelas águas certamente não estava apenas a caminhar, o que fazia com que não fosse um recurso da plataforma. O objetivo do argumento francês era o de "colocar a lagosta na água", de modo a que a sua pesca fosse permitida. Nesta ocasião, Paulo de Castro Moreira da Silva, um renomado oceanógrafo, defendeu o Brasil com o seguinte argumento irônico:
Ora, estamos diante de uma argumentação interessante: por analogia, se a lagosta é um peixe porque se desloca dando saltos, então o canguru é uma ave

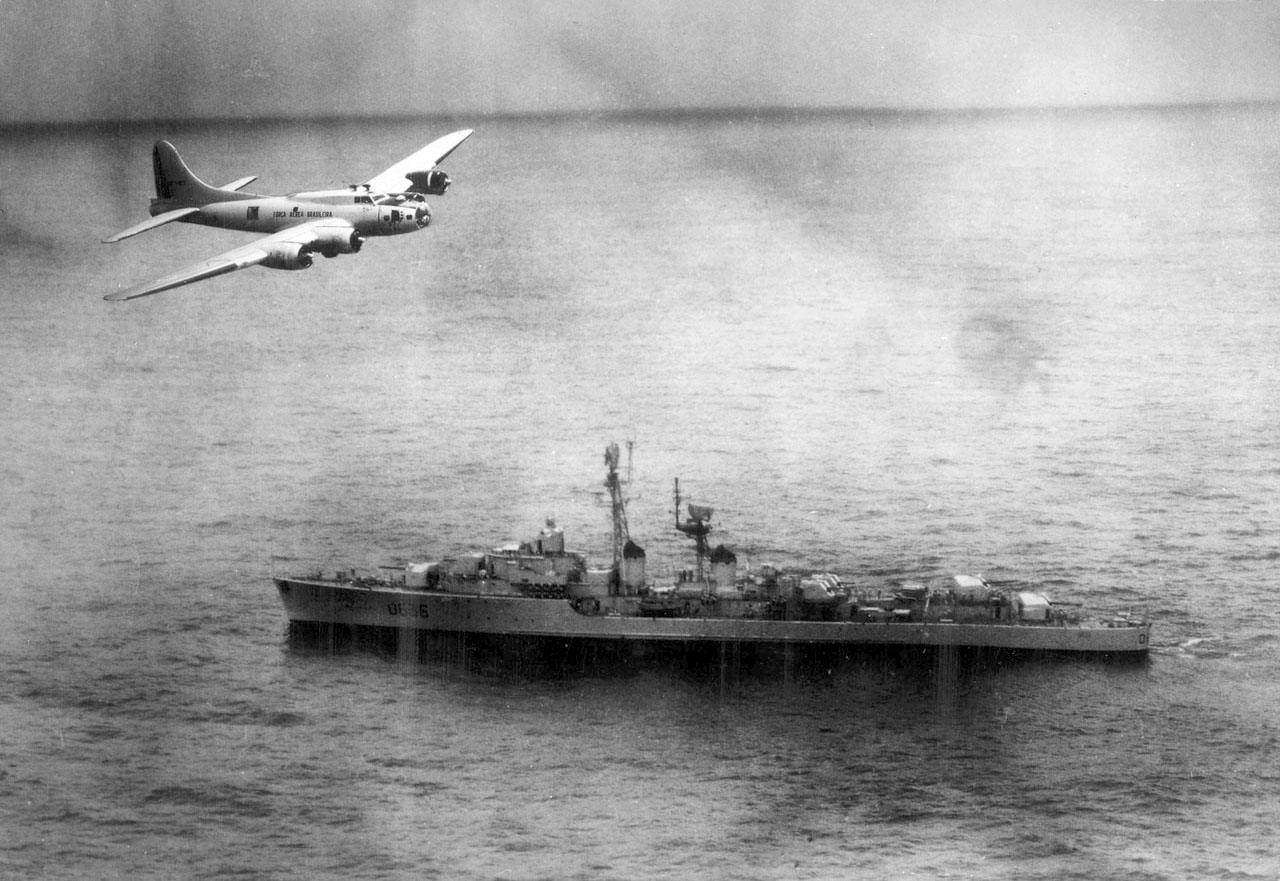
Um Boeing B-17 do Brasil voa sobre o navio de guerra francês Tartu (D636), ao largo da costa do Brasil, em 1963

Nenhum dos países mostrava intenções de recuar; a França continuava a apropriar-se do recurso brasileiro, e a Marinha do Brasil sempre que detectava uma embarcação francesa com lagostas apreendia a carga. Os pescadores nordestinos começaram a protestar, e geraram pressão ao governo. Em 1963, a situação continuou a piorar; no dia 30 de janeiro um navio de patrulha detectou a presença de pesqueiros franceses na região, e tendo os franceses ignorado ordens para se retirarem, a embarcação da Marinha recebeu ordem para "usar a força na medida do necessário". Mais tarde, a própria França enviaria um navio de guerra para a região com a tarefa de proteger os pesqueiros franceses. O presidente brasileiro, por sua vez, determinou uma resposta militar. Diversos navios foram enviados para o litoral de Pernambuco, enquanto os de Salvador entraram em prontidão, e até esquadrões de aeronaves foram deslocados para Natal e Recife. Contudo, esta mobilização revelou diversos problemas da Marinha do Brasil: em restrições materiais dos navios, principalmente no aspecto logístico, na manutenção precária e na necessidade de reparos. As restrições de munições e torpedos eram tão críticas que não permitiam aos navios manter um engajamento superior a 30 minutos. Contudo, no dia 10 de março de 1963, a França retirou o seu navio de guerra e os pesqueiros por ele protegidos, fazendo com que o Brasil fosse bem-sucedido em manter a soberania na sua plataforma continental.

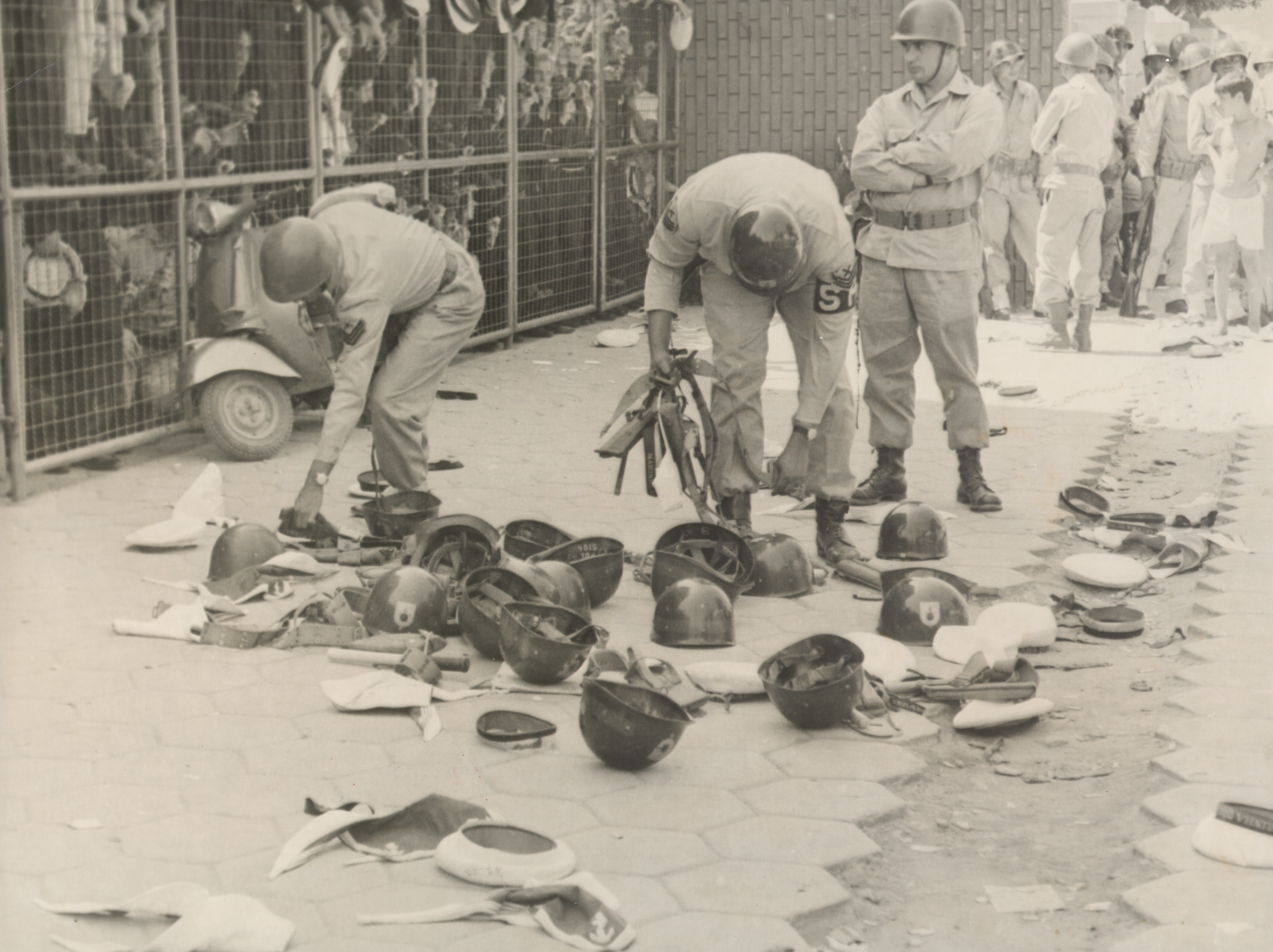
Motim de marinheiros da Marinha, 26 de março de 1964

Em 25 de março de 1964, um grupo de militares da Marinha reuniu-se no Sindicato dos Metalúrgicos do Rio de Janeiro; o grupo, composto por mais de dois mil militares, juntou-se para comemorar o segundo aniversário de uma organização considerada então ilegal, a Associação dos Marinheiros e Fuzileiros Navais. Os marinheiros exigiam melhores condições e apoiavam uma série de reformas políticas propostas pelo então Presidente da República João Goulart. O Ministro da Marinha, Sílvio Mota, ao saber do sucedido, emitiu uma ordem de prisão e enviou um destacamento de fuzileiros navais, que ao chegar ao local juntou-se aos marinheiros (Revolta dos Marinheiros de 1964). Ao saber do sucedido, o Presidente da República ordenou que se proibisse qualquer invasão da assembleia dos marinheiros, e o Ministro da Marinha apresentou a sua demissão. Depois de chegarem a um acordo com o Ministro do Trabalho, os marinheiros concordaram em deixar o edifício pacificamente; contudo, logo depois, os líderes do movimento foram presos. Horas mais tarde, o Presidente João Goulart voltou a intervir e anistiou os marinheiros. As chefias militares ficaram incomodadas com as intervenções do Presidente da República, e o ambiente piorou quando este, no dia 30 de março, compareceu numa reunião da Associação dos Sargentos e discursou a favor das reformas propostas pelo governo. No dia seguinte, 31 de março, dar-se-ia o movimento de vários setores das Forças Armadas, que culminariam no golpe de estado de 1964, depondo o Presidente da República, instaurando um regime militar que duraria até 1985.

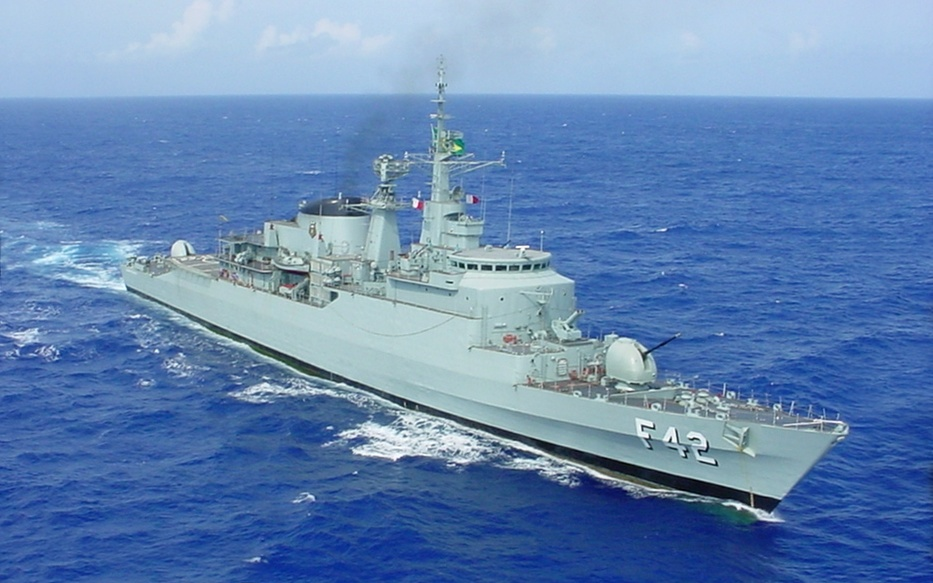
Fragata Constituição, comissionada em 1978

O Programa Decenal de Renovação dos Meios Flutuantes, aprovado em 1967, refletia o reforço e a renovação da Marinha do Brasil, ainda preocupada com a guerra antissubmarino e com a proteção do tráfego marítimo brasileiro. Este programa compreendia a aquisição das seguintes unidades: 20 fragatas antissubmarino, 40 navios-varredores, 6 submarinos, 1 navio-doca, 1 navio de desembarque de carros de combate, 50 navios patrulha, 5 navios-patrulha fluviais, 1 navio-hidrográfico, 1 navio-faroleiro, 10 navios-balizadores, 1 navio-tanque, 2 rebocadores, 1 navio de salvamento e ainda 1 navio de salvamento de submarinos. Um aspecto interessante deste programa era também a nacionalização de meios ou a diminuição do nível de dependência, através da fabricação local de componentes e peças. Esta mentalidade levou a que, por exemplo, no estaleiro Ishikawajima do Brasil fosse construído o navio-tanque Marajó, em 1969; entre 1970 e 1973, fossem construídos, no Arsenal, dois navios de patrulha fluvial, de 62 metros; entre 1970 e 1976, um navio-faroleiro, no estaleiro Ebin; e entre 1972 e 1976, mais três navios-patrulha, de 45 metros.
No início da década de 1970, a Armada continuou, assim, a ser reforçada, recebendo dois navios de desembarque de carros de combate, um navio-oceanográfico, um navio de salvamento submarino e ainda cinco contratorpedeiros da classe Allen M. Summer e depois mais dois da classe Gearing, a maioria durante a administração do almirante Adalberto Nunes, entre 1970 e 1974. Contudo, o programa Decenal também teve as suas dificuldades. Os entraves colocados pelos Estados Unidos no fornecimento de sonares modernos e lançadores de foguetes levaram a Marinha a olhar para a Europa. Deste modo, foram encomendadas à Inglaterra seis fragatas e três submarinos da classe Oberon, e ainda seis navios-varredores da classe Schutze à Alemanha Ocidental. Das seis fragatas conhecidas como Niterói, duas delas acabaram por ser construídas no Arsenal, graças à transferência de tecnologia.

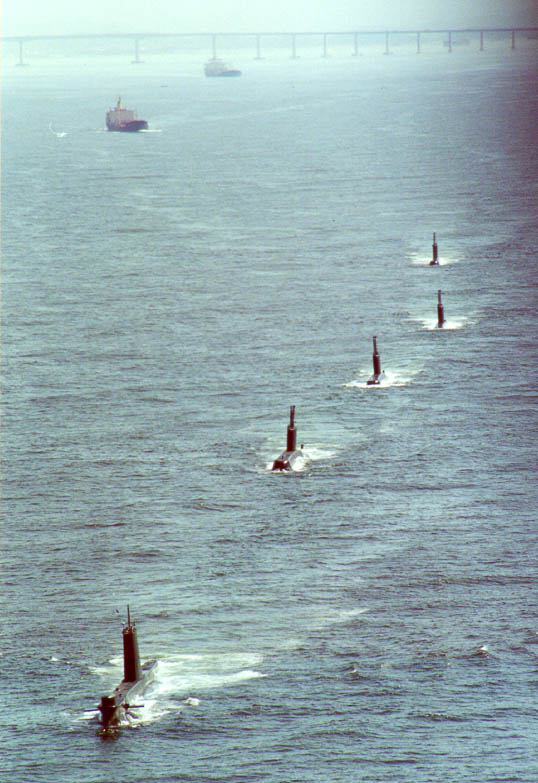
Submarinos da classe Tupi

Entre 1967 e 1974, a Marinha do Brasil participou também em operações naquilo que ficou conhecido como Guerrilha do Araguaia. Com o governo do presidente Ernesto Geisel, entre 1974 e 1979, ocorreu uma quebra no pensamento estratégico do Brasil que, por sua vez, viria a afetar a Marinha. Nesta altura, o Brasil começou a olhar mais para as suas áreas de interesse na América do Sul, adotando em 1977 um novo conjunto de Políticas Básicas e Diretrizes, sob a liderança do Almirante Geraldo A. Henning, visando a possibilidade da ocorrência de conflitos regionais.
No final de década de 1970, a Armada passou a pensar num novo programa naval com um maior foco na possibilidade de conflitos regionais, direcionando o seu poder para a defesa mas desta vez com um foco superior no ataque. Em 1979, o almirante Maximiano Eduardo da Silva Fonseca assumiu a pasta da Marinha, e conseguiu assegurar a construção das primeiras corvetas de projeto nacional, do navio-escola Brasil, do Programa Antártico e do Programa Nuclear da Marinha, que visava a construção de um submarino de propulsão nuclear no futuro. Foi assinado ainda um contrato de transferência de tecnologia e capacitação técnica com o estaleiro alemão HDW, levando à construção de submarinos no Brasil, da qual veio, por exemplo, o submarino Tupi S-30. Em 1980, também se escreveu um novo capítulo na história da Marinha, ano em que foi permitido que as mulheres ingressassem na Armada. Em 1984, o almirante Maximiano foi substituído pelo almirante Alfredo Karam, que permaneceria na pasta até o fim do governo do general Figueiredo, e que manteria total sintonia com as diretrizes do Almirante Maximiano. Os futuros ministros da Marinha também deram continuidade ao incentivo da indústria nacional através da fabricação e produção local, apesar das dificuldades econômicas da altura.
As dificuldades econômicas levaram a que, por exemplo, de um programa que previa 16 corvetas, apenas quatro acabassem por ser construídas, apenas 25% do previsto. Isto levou a que fossem adquiridas mais quatro fragatas da classe Garcia à Marinha dos Estados Unidos. Durante a administração do almirante Henrique Saboia foram ainda adquiridos dois navios de desembarque doca da classe Thomaston, o Rio de Janeiro e o Ceará.

### Nova República

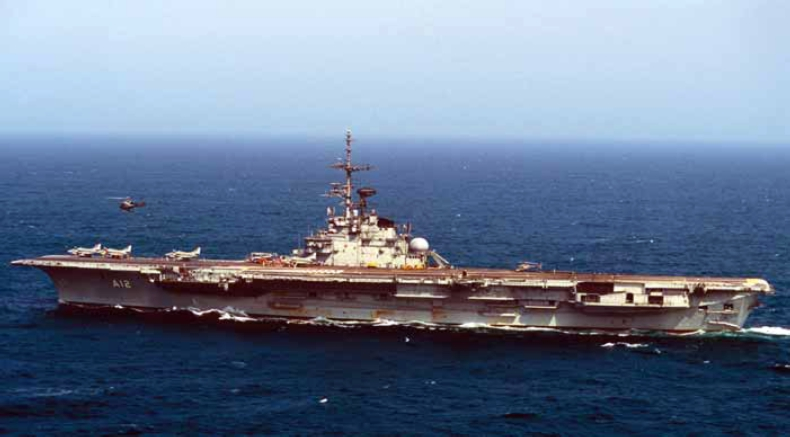
NAe São Paulo (A-12) em 2003

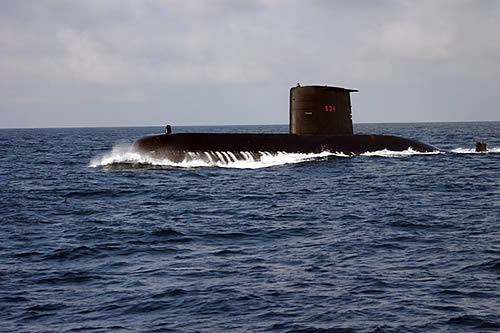
S Tikuna (S-34)

Em 1985 foi instaurado um regime democrático, a Nova República; com ela, em julho de 1986, deu-se o batimento de quilha daquele que seria o primeiro submarino construído totalmente no país, o Tamoio, que foi ao mar em 1994. Nessa época, outros dois submarinos foram construídos localmente, o Timbira e o Tapajó. Foi também em 1994 que foi assinado o Acordo de Cooperação Naval-Namíbia, tendo sido atualizado em 2001, no qual a Marinha do Brasil comprometeu-se a cooperar com a formação da força naval da Namíbia, através do fornecimento de bens e serviços, na doação de uma corveta, venda de um navio-patrulha e outras embarcações, assim como no levantamento da plataforma continental desse país. A concretização deste acordo fez com que outros países africanos também procurassem a Marinha do Brasil com o objetivo de formar parcerias semelhantes.
Com a criação do Ministério da Defesa, em 10 de junho de 1999, pela lei complementar n.º 97 de 9 de junho de 1999, as Forças Armadas deixaram de ter status de Ministério e passaram a ser subordinadas ao Ministro de Estado da Defesa; deste modo, deixou de haver o Ministro da Marinha e passou a haver o Comandante da Marinha. Em 2001, a Marinha adquiriu o porta-aviões NAe São Paulo (A-12), contudo no mesmo ano o seu outro porta-aviões NAeL Minas Gerais (A-11), que havia sido o primeiro do seu tipo na Armada e servido por quatro décadas, acabaria por ser retirado. Apesar de ainda haver algumas aquisições ao longo dos anos, a realidade é que entre 1996 e 2005 a Marinha aposentou 21 navios. Em 2005, foi lançado ao mar o S Tikuna (S-34), em construção desde 1998. Em 2009, depois do Voo Air France 447 desaparecer no Atlântico, a Marinha do Brasil juntou-se aos esforços de busca e salvamento. A Marinha participou com 11 navios em revezamento na área de buscas, totalizando cerca de 35 mil milhas navegadas, aproximadamente oito vezes a extensão da costa brasileira. Em termos humanos, 1 344 militares da Marinha fizeram parte das operações. Anos mais tarde, depois do desaparecimento do submarino ARA San Juan (S-42), a armada brasileira também participou nos esforços de busca, tendo empregue a fragata Rademaker (F-49) e o navio de pesquisa polar Almirante Maximiano (H-41). Depois de mais de duas décadas quase sem investimento nem um rumo de futuro, deu-se uma viragem na estratégia. A partir de 2008, o Brasil iniciou uma mudança radical na sua política militar, com o objetivo de se consolidar como a maior potência da América Latina. Então, os estrategistas militares do país viram a grande importância na modernização da Marinha, tanto no plano global como na projeção e dissuasão contra possíveis ameaças aos interesses nacionais por potências estrangeiras a partir do ano 2040; o orçamento total estimado para o plano foi estimado em 119 bilhões de dólares em 2010. A Estratégia Nacional de Defesa, lançada em 2008, estabeleceu que o Brasil tivesse "força naval de envergadura". Ao longo da década de 2010 e continuando pelo começo da de 2020, a Armada tem dado um salto de gigante na construção de novas embarcações, na aquisição de tecnologia, e caminha para se tornar uma das poucas forças do mundo equipada com um submarino nuclear. Em 2017, a Marinha do Brasil contava com uma força de 102 embarcações; neste ano, porém, deixou de operar o porta-aviões São Paulo em função do grau de obsolescência de seus equipamentos e dos elevados custos e riscos de um processo de modernização. Já antes disso, devido à idade avançada da embarcação, o Brasil já planeava a sua substituição, com a construção de dois novos porta-aviões. Nesta nova década de 2020, a Marinha do Brasil prossegue com o reforço dos seus meios, estando a construir o seu primeiro submarino nuclear, outros submarinos convencionais, e uma nova classe de quatro fragatas, denominada Tamandaré, em honra ao seu patrono.

#### Operações de manutenção da paz

##### Haiti
Em fevereiro de 2004, o presidente do Haiti Jean-Bertrand Aristide foi destituído por rebeldes, dando início a uma grave crise. A segurança fugiu do controle e milícias começaram a disputar territórios, fazendo com que rapidamente a violência se espalhasse pelo país. Assim, a ONU enviou tropas de diferentes países membros do Conselho de Segurança de modo a promover a paz e a estabilidade.
A Marinha do Brasil participou da missão de paz no Haiti com um Grupamento Operativo de Fuzileiros Navais, uma missão que durou 17 anos e viu o empenho de um total de 6 135 militares, divididos por 26 contingentes. Durante este tempo foi empregue o novo veículo blindado da marinha Piranha IIIC 8X8 de transporte de fuzileiros navais. O 26.º e último contingente foi o responsável pela desmobilização da Base de Fuzileiros Navais, onde ficaram instalados os Fuzileiros Navais ao longo de toda a missão, numa área adjacente ao aeroporto de Porto Príncipe.

##### Líbano

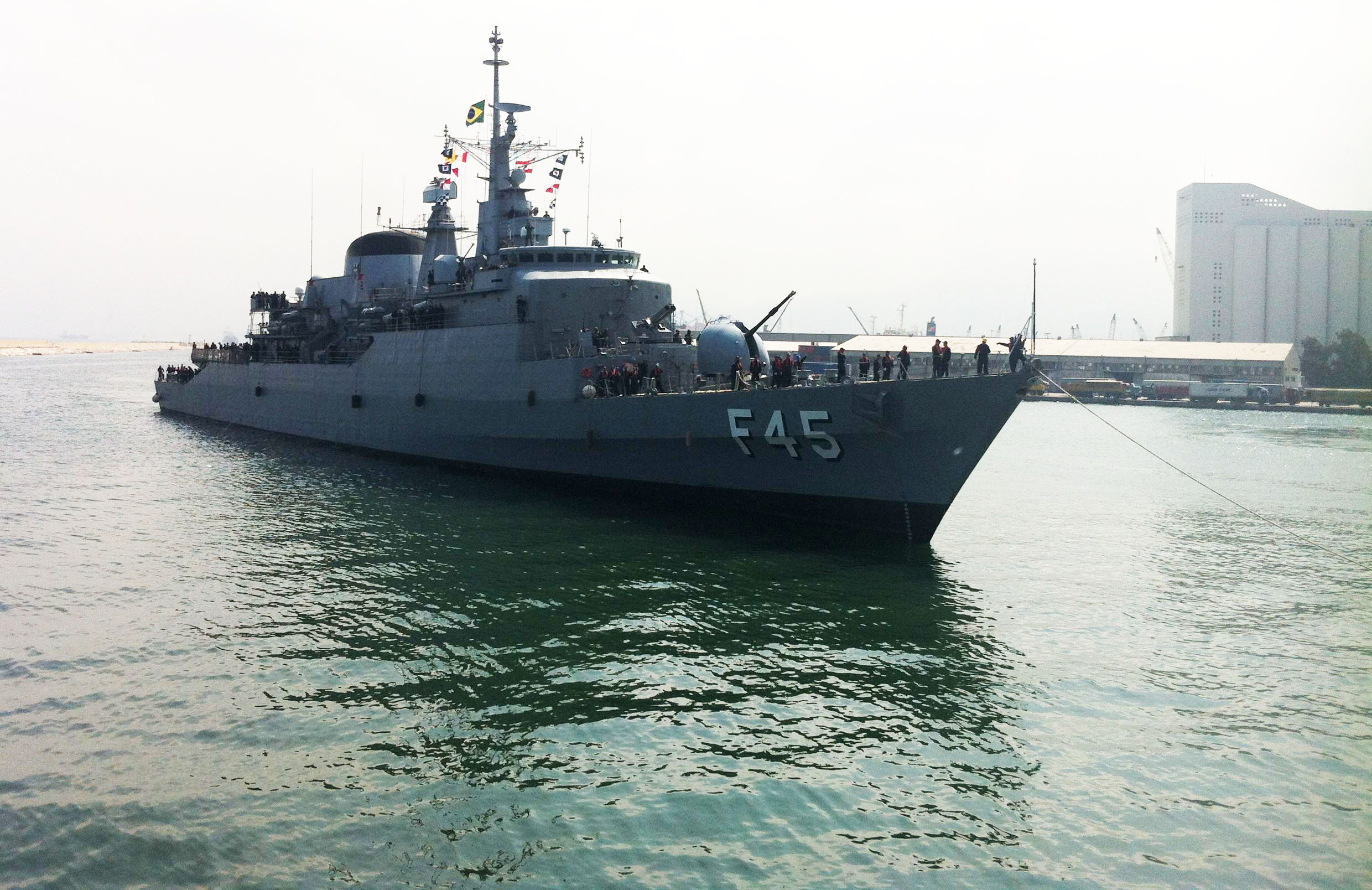
F União (F-45) atracada no Líbano

No dia 15 de fevereiro de 2011, o Brasil assumiu o comando da Força-Tarefa Marítima (FTM) da Força Provisória das Nações Unidas no Líbano (UNIFIL). A 4 de outubro, os Ministérios da Defesa e Relações Externas do Brasil informaram às autoridades que o Brasil enviaria um navio da Marinha com até 300 tripulantes, equipado com uma aeronave; o navio foi autorizado pelo Congresso Nacional. Para a história ficou registado o dia 14 de novembro de 2011, o dia em que o primeiro navio de guerra da Marinha do Brasil foi incorporado a uma missão de paz das Nações Unidas. No dia 25 de novembro de 2011, a fragata União com 239 oficiais e marinheiros a bordo juntou-se à força-tarefa, elevando para nove o número de embarcações que auxiliam a Marinha do Líbano no monitoramento das águas territoriais libanesas. A fragata serviu como navio-chefe do contra-almirante Luiz Henrique Caroli do Brasil, que era comandante da UNIFIL-MTF desde fevereiro.

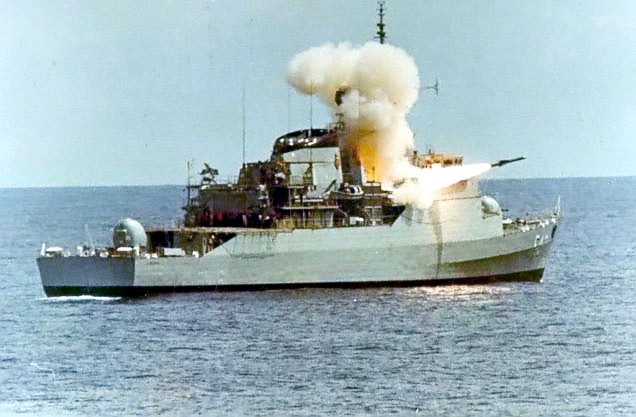
Fragata Liberal (F-43)

A 10 de abril de 2012, a fragata Liberal deixou o Rio de Janeiro com destino ao Líbano para ingressar na força. Foi substituída em janeiro de 2013 pela fragata Constituição, que se juntou a um grupo multinacional composto por nove navios; três da Alemanha, dois de Bangladesh, um da Grécia, um da Indonésia e um da Turquia. A tripulação era composta por 250 oficiais militares. O retorno ao Rio estava previsto para agosto de 2013. No dia 8 de agosto de 2015, a corveta Barroso deixou o Rio de Janeiro para substituir a União e, no final daquele mês, realizou operações de interdição marítima e deu treino à Marinha do Líbano. Em 4 de setembro, resgatou 220 migrantes sírios no Mar Mediterrâneo, conforme relatado pelo Ministério da Defesa, num comunicado divulgado em seu site. O navio brasileiro navegava em direção a Beirute, no Líbano, quando recebeu um alerta do Centro de Coordenação de Resgate Marítimo Italiano (MRCC) sobre um navio que estava naufragando levando imigrantes para a Europa.
Em uma missão que ainda está em curso, a Marinha do Brasil tem participado sempre com um navio. No total, mais de 3 600 militares atuaram em ações de prevenção à entrada de ilícitos, armamento e equipamentos não autorizados por via marítima, deram treinamento à marinha libanesa, e ainda contribuíram na vigilância das áreas marítimas e territoriais. A FTM já fiscalizou mais de 71 200 navios e indicou cerca de 14 100 desses às autoridades libanesas para inspeção, no mar ou em terra, atuando em Área Marítima de Operações com cerca de 17 mil km quadrados.

## Inventário
Na atualidade, a esquadra brasileira encontra-se equipada com um porta-helicópteros multipropósito, fragatas classe Niterói modernizadas, fragatas classe Greenhalgh, corvetas, navios-tanque, navios de desembarque de doca, navios de desembarque de carros de combate, navio de transporte de tropas, submarinos, navio-escola, navio-veleiro e navio de socorro submarino.
A esta força no mar, nos céus somam-se aviões de ataque AF-1 (A-4 Skyhawk) e uma série de helicópteros dos modelos Super Puma, Super Cougar, Seahawk, Bi-Turbina, Super Lynx, Esquilo e Bell Jet Ranger.

### Força de embarcações de superfície

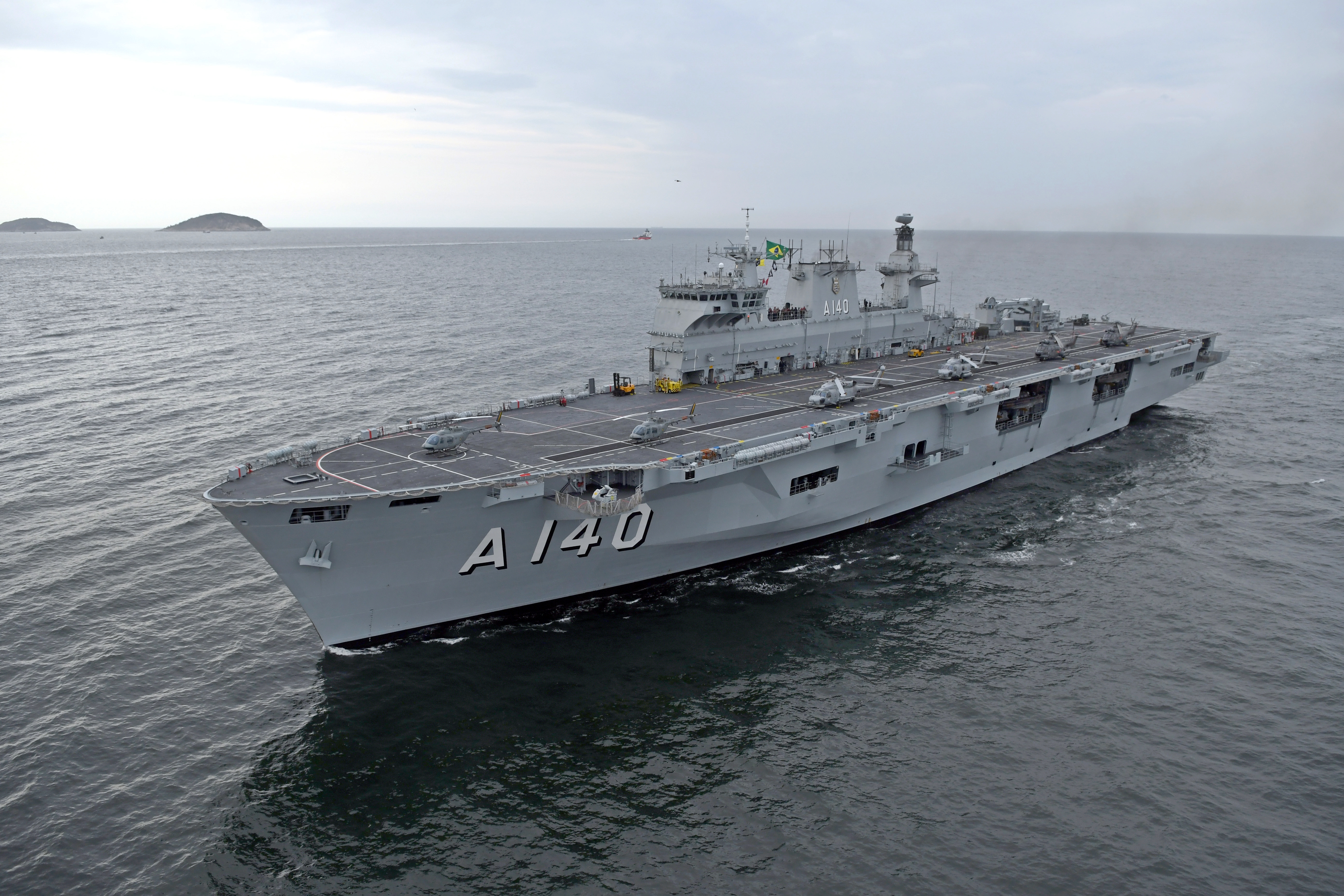
NAM Atlântico

Em setembro de 2021, a Marinha do Brasil contava com um total de 90 navios. No que toca à instrução, a Escola Naval opera três navios de instrução, o Guarda-Marinha Jansen, o Guarda-Marinha Brito e o Aspirante Nascimento.
Os meios da força de embarcações de superfície podem ser classificadas em três grupos: os meios da esquadra, os meios de pesquisa e os meios distritais. A Marinha do Brasil possui como meios da esquadra um navio-aeródromo multipropósito, cinco fragatas da classe Niterói e uma da classe Greenhalgh, duas corvetas (uma da classe Barroso e uma da classe Inhaúma), um navio de socorro submarino, um navio doca multipropósito, dois navios de desembarque de carros de combate, um navio tanque, uma embarcação de desembarque de carga geral, um navio escola e um navio veleiro. No que toca aos meios de pesquisa, a MB possuía cerca de onze embarcações de pesquisa, com uma frota multidisciplinar que possui um navio polar, um navio oceanográfico, um navio de apoio oceanográfico, um navio hidrográfico, quatro navios hidroceanográficos, um navio hidroceanográfico faroleiro, um navio de pesquisa hidroceanográfico e um navio de pesquisa hidroceanográfico.

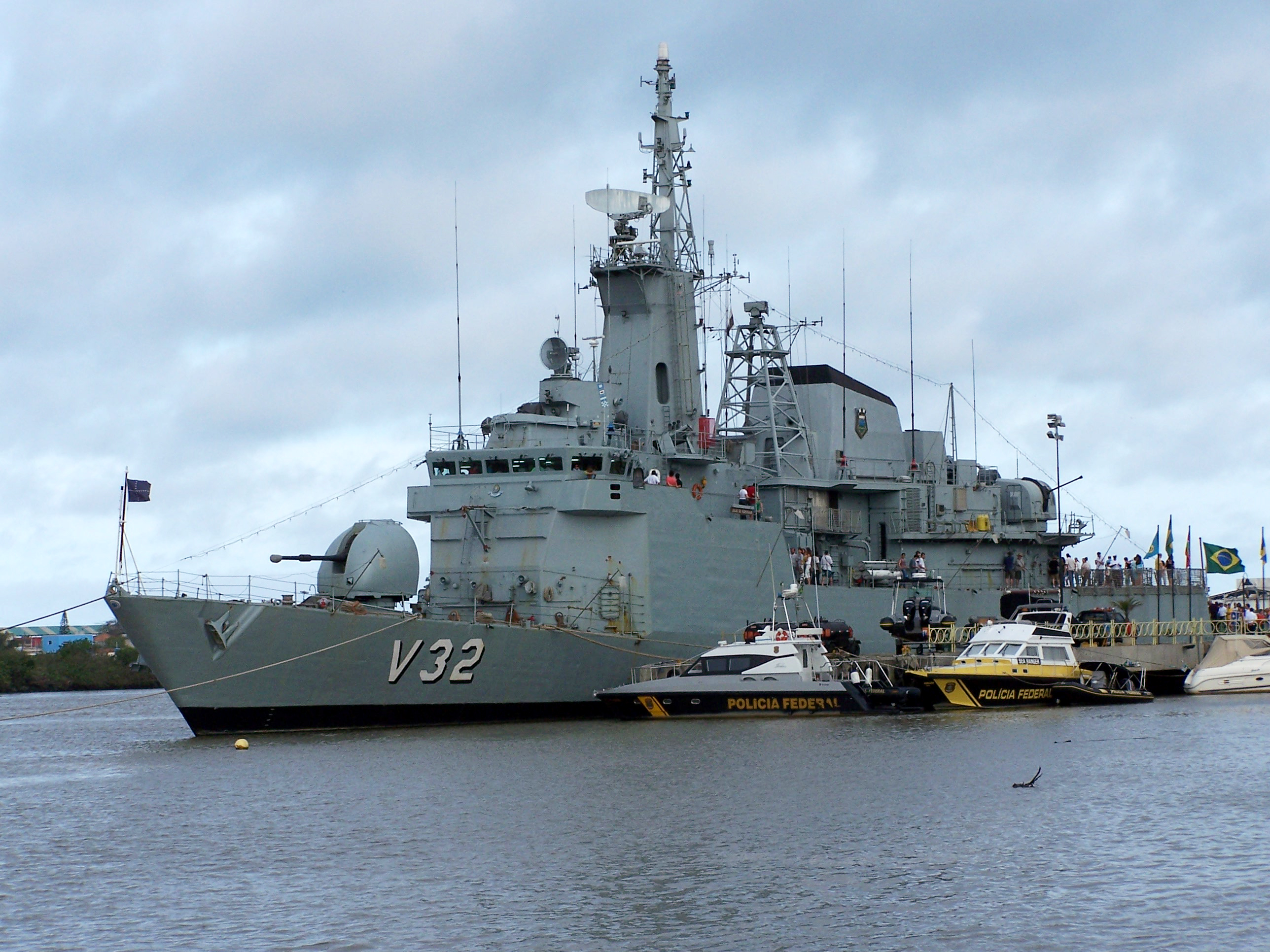
Corveta Júlio de Noronha (V-32)

Já em termos distritais, a Marinha possui uma corveta da classe Imperial Marinheiro, três navios de apoio oceânico da classe Mearim, cinco navios patrulha da classe Piratini, cinco navios de patrulha fluvial (dois da classe Pedro Teixeira e três da classe Roraima), dezoito navios patrulha (doze da classe Grajaú, quatro da classe Bracuí e dois da classe Macaé), três navios varredores da classe Aratu, dois rebocadores de alto-mar da classe Triunfo, um navio de apoio logístico fluvial, três navios patrulha oceânicos, um monitor, cinco navios de assistência hospitalar, um navio auxiliar, dois navios de transporte fluvial, cinco avisos hidroceanográficos, um navio hidroceanográfico fluvial e cinco navios hidrográficos balizadores.

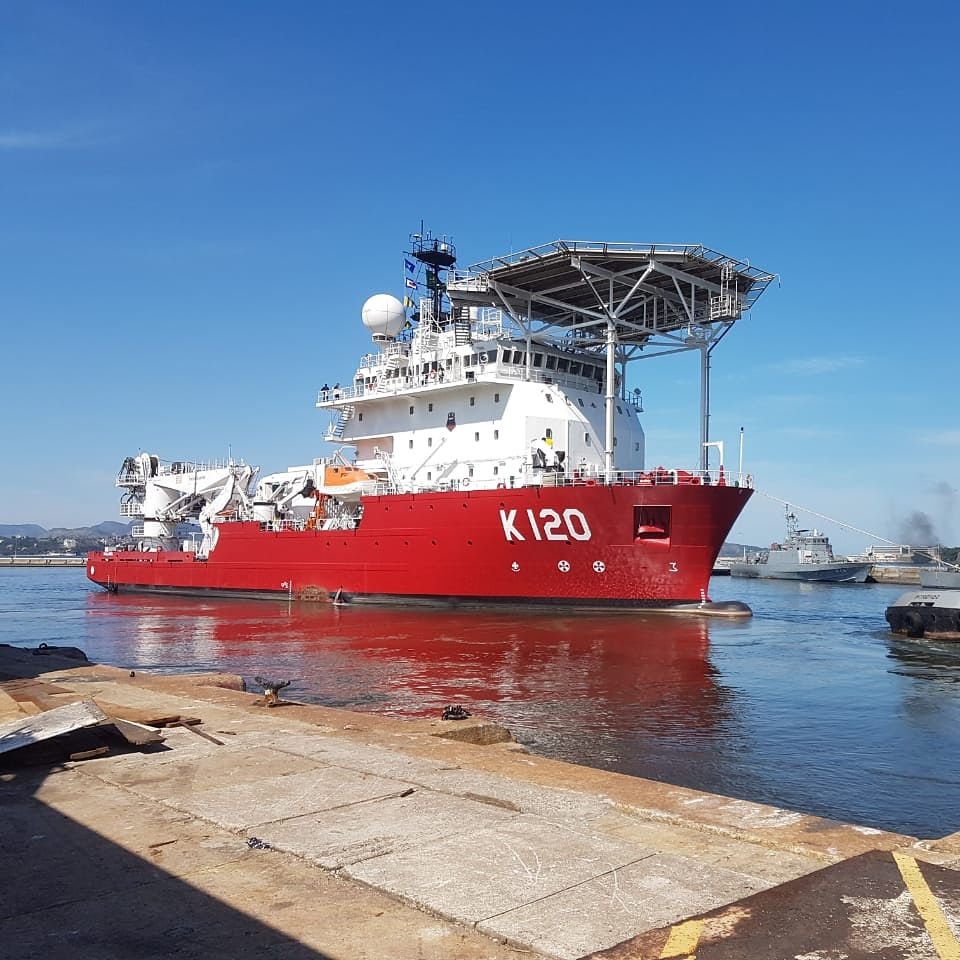
Navio de resgate de submarinos NSS Guillobel (K-120)

Desde 2017 que a Marinha do Brasil viu sair da sua força de superfície as fragatas Niterói e Greenhalgh, o porta-aviões São Paulo, a corveta Jaceguai, o navio de desembarque de carros de combate Garcia D’Ávila, o navio de socorro submarino Felinto Perry, os rebocadores de alto-mar Tridente, Almirante Guillobel e Almirante Guilhem, e ainda o navio varredor Albardão. Ainda assim, desde o mesmo ano reforçou as suas fileiras em 2018 com o NAM Atlântico (que se tornou no Navio Capitânia, ou navio quartel-general), três navios de apoio oceânico da classe Mearim, o Mearim, o Iguatemi e o Purus, e em 2019 entrou ao serviço o navio de socorro de submarinos Guillobel.
Na década de 2020, iniciou-se também a construção da moderna classe Tamandaré, quatro novas fragatas que se prevê que entrem em serviço até o final da década, havendo ainda a possibilidade destas quatro serem reforçadas com mais duas, elevando a futura classe Tamandaré para seis fragatas e se prevê também que nesta década sejam ainda incorporados mais dois navios na classe Macaé, o Maracanã e o Mangaratiba.
Em 2020, a Marinha lançou um projeto para a construção de um novo navio quebra-gelo de pesquisa para o Programa Antártico Brasileiro, a fim de substituir o navio Ary Rongel (H-44), em operação desde 1994; o novo barco estará totalmente operacional em 2025. O novo navio hospital, chamado Anna Nery (U-170), está planejado para entrar em operação em 2022. No futuro, sem data definida, está sendo planejado também um novo porta-aviões e cinco contratorpedeiros.

### Força de Submarinos
A Marinha do Brasil, em setembro de 2021, possuía uma força de cinco submarinos convencionais. A história dos submarinos no Brasil começou ainda no final do século XIX através do desenvolvimento de protótipos. Já no início do século XX, em 1904, os submergíveis foram incluídos no primeiro programa de construção naval da Marinha. Sete anos mais tarde foi criada uma subcomissão para fiscalizar a construção, em Itália, dos três primeiros submarinos. O primeiro submarino a servir na marinha brasileira, o F1 da Classe Foca, foi construído em La Spezia na Itália, sendo lançado ao mar em 11 de junho de 1913. A Flotilha de Submersíveis foi criada em 17 de julho de 1914, com os submarinos F1, F3 e F5 já em águas brasileiras. Após vinte anos de serviço, os cascos das três primeiras embarcações da força submarina foram usados para compor os alicerces da ponte de escaleres da Escola Naval.
Depois da Segunda Guerra Mundial, a Marinha passou a estar equipada com submarinos americanos das classes Fleet-Type e Guppy. Só na década de 1980, o Brasil passou a buscar a autossuficiência para projetar e construir suas próprias embarcações. Foi assinado um contrato de transferência de tecnologia e capacitação técnica com o estaleiro alemão HDW, do qual derivou o submarino Tupi S-30. O primeiro submarino construído totalmente no país foi o Tamoio, que foi ao mar em 1994. Nessa época, outros dois submarinos foram construídos localmente, o Timbira e o Tapajó. Já neste século, foi ao mar o modelo Tikuna, semelhante externamente ao Tupi, mas possuidor de várias inovações tecnológicas, sobretudo na geração de energia, no sistema de direção de tiro e nos sensores.
| Classe                          | Submarinos                | Observações | Imagem      |
| Em operação                     | Em operação               | Em operação | Em operação |
| ------------------------------- | ------------------------- | --- | ----------- |
| Classe Tupi                     | S Tupi (S-30)             | Em serviço |             |
| Classe Tikuna                   | S Tikuna (S-34)           | Em serviço |             |
| Classe Riachuelo                | S Riachuelo (S-40)        | Em serviço |             |
| Classe Riachuelo                | S Humaitá (S-41)          | Em serviço. |             |
| Em fase de construção ou testes |                           | |             |
| Classe Riachuelo                | S Tonelero (S-42)         | Em período de testes.. |             |
| Classe Riachuelo                | S Angostura (S-43)        | Em construção. |             |
| Classe Álvaro Alberto           | SN Álvaro Alberto (SN-10) | Batizado em honra do Almirante Álvaro Alberto da Motta e Silva, patrono da ciência, tecnologia e inovação na Marinha. A previsão para a conclusão da construção é em 2029, e do lançamento ao mar em 2031. |             |

### Força Aeronaval

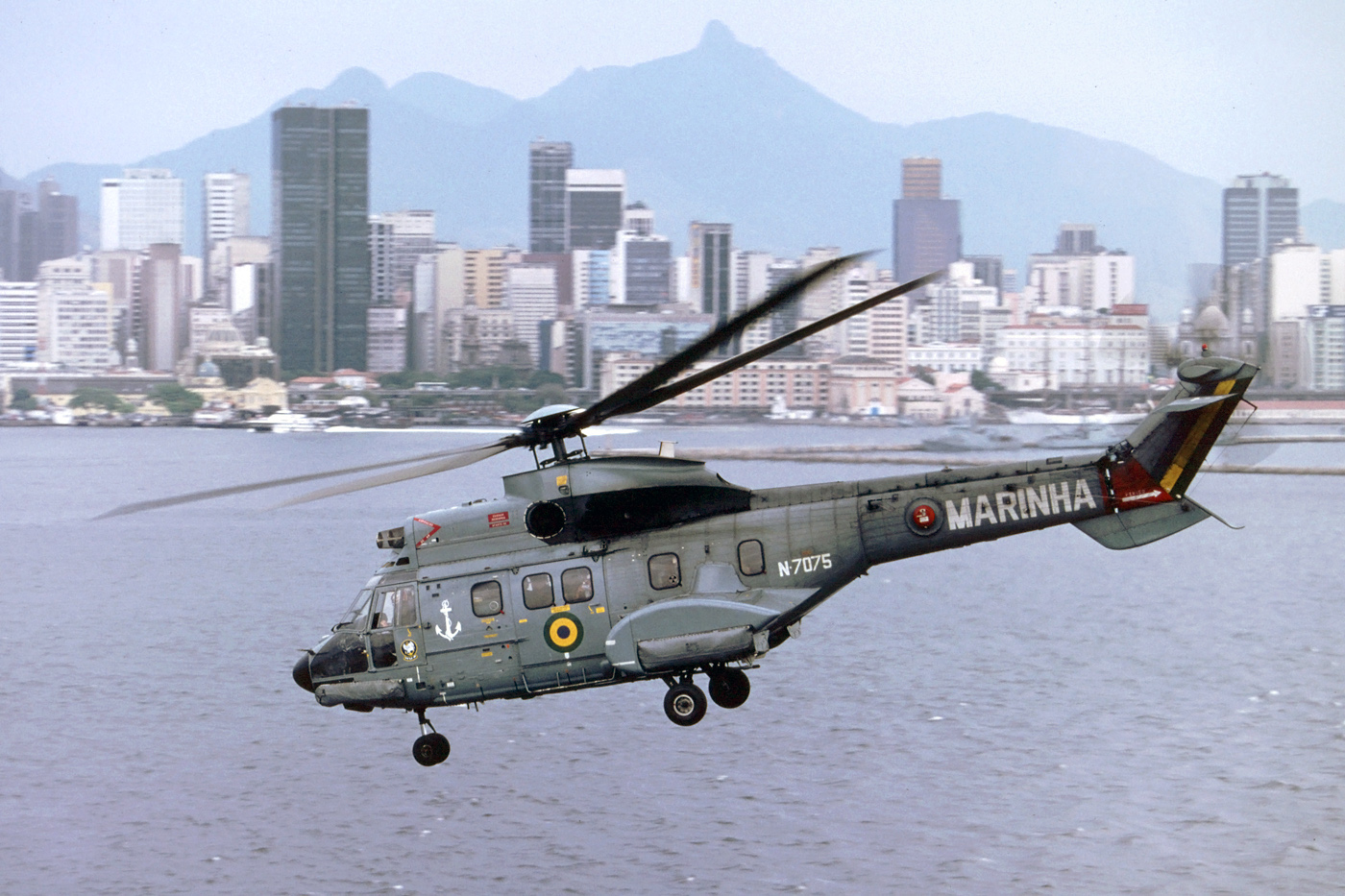
Eurocopter AS332 Super Puma com o centro do Rio de Janeiro ao fundo

A aviação naval, que em 2021 celebrou 105 anos de existência, é a componente aérea da Marinha do Brasil, atualmente denominada Força Aeronaval. A estrutura aérea está subordinada ao Comando da Força Aeronaval, organização militar responsável por prover apoio aéreo operacional a partir das embarcações da Marinha do Brasil.
A Força encontra-se sediada na Base Aérea Naval de São Pedro da Aldeia, onde são feitas a manutenção a nível de parque de todas as aeronaves, e encontram-se o Centro de Instrução e Adestramento Aeronaval e o Comando da Força Aeronaval. Contudo, os esquadrões estão espalhados por todo o país, fornecendo apoio aéreo às organizações militares da Marinha ali sediadas ou que estejam realizando operações na área.
Em setembro de 2021, a Força Aeronaval possuía dois tipos de meios aéreos: aeronaves de asa fixa e helicópteros (a maioria). A aeronave de asa fixa da Marinha do Brasil é o AF-1/AF-1A - Skyhawk, e o efetivo de helicópteros é composto por helicópteros UH 14 Super Puma, UH 15 Super Cougar, SH-16 Seahawk, UH-17 Bi-Turbina, AH-11A Super Lynx, UH-12/13 Esquilo e IH-6B Bell Jet Ranger.

### Corpo de Fuzileiros Navais

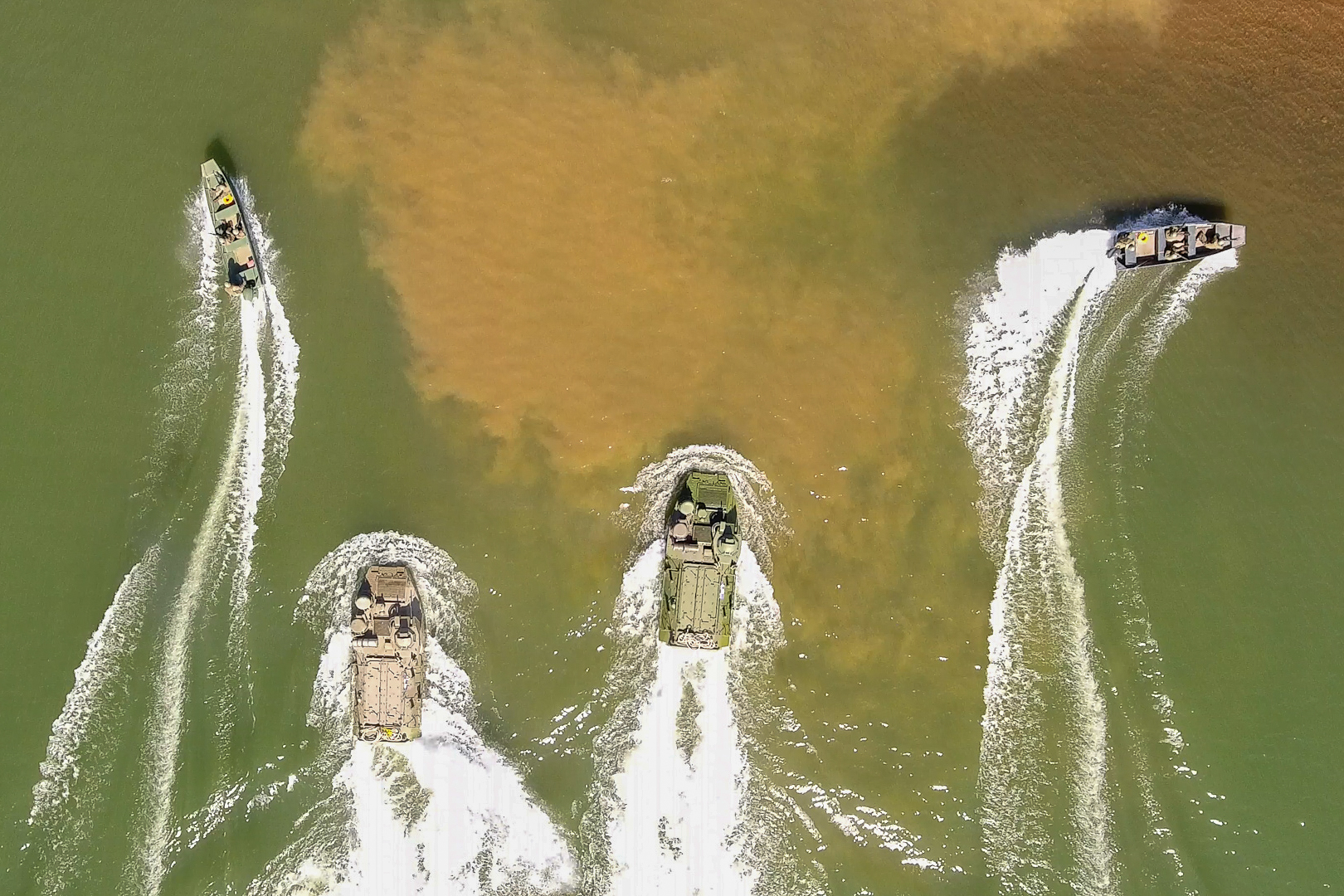
CLAnfs e embarcações do Corpo de Fuzileiros Navais manobrando no Dia da Independência do Brasil, em 7 de setembro de 2021.

O Corpo de Fuzileiros Navais (CFN) é uma força de elite da Marinha do Brasil cuja missão é garantir a projeção do poder naval em terra, por meio de desembarques realizados em conjunto com navios e efetivos da Marinha. O CFN teve a sua origem com a chegada da família real portuguesa no Brasil em 1808, durante as Guerras Napoleônicas. A Brigada Real da Marinha, que mudaria de nome várias vezes, foi a gênese do atual CFN. Este Corpo está sob a autoridade do Comando-Geral do Corpo de Fuzileiros Navais, cujo Comandante-Geral (COMGER) é um Almirante-de-Esquadra (FN).
Após a Segunda Guerra Mundial, o CFN expandiu a sua capacidade afíbia a partir da necessidade de se criar uma força expedicionária capaz de atender às necessidades previsíveis de aplicação do poder naval brasileiro. Para organizar tais operações foi criada a Força de Fuzileiros da Esquadra (FFE). O seu Comando (ComFFE) é subordinado diretamente ao Comando de Operações Navais da Marinha do Brasil, que tem como missão "desenvolver operações terrestres de caráter naval, a fim de contribuir para a aplicação do Poder Naval brasileiro". A FFE é comandada por um Vice-Almirante (FN), sendo formada pela Divisão Anfíbia (DivAnf), a Tropa de Reforço (TrRef), o Comando da Tropa de Desembarque (CmdoTrDbq), a Base do Rio Meriti e o Batalhão de Operações Especiais "Tonelero" (BtlOpEspFuzNav).
Até 2030 o CFN pretende consolidar-se como a força estratégica por excelência, de caráter expedicionário, de pronto emprego e de projeção de poder.

### Operações especiais

#### Batalhão de Operações Especiais "Tonelero"
O Batalhão de Operações Especiais de Fuzileiros Navais (BtlOpEspFuzNav) ou Batalhão Tonelero é a força especial do Corpo de Fuzileiros Navais. Tendo sido criado em 9 setembro 1971, proveniente da Companhia de Reconhecimento Anfíbio (CiaReconAnf), o Batalhão tem uma Companhia de Comando e Serviço e três companhias de operações especiais.

#### Grupamento de Mergulhadores de Combate

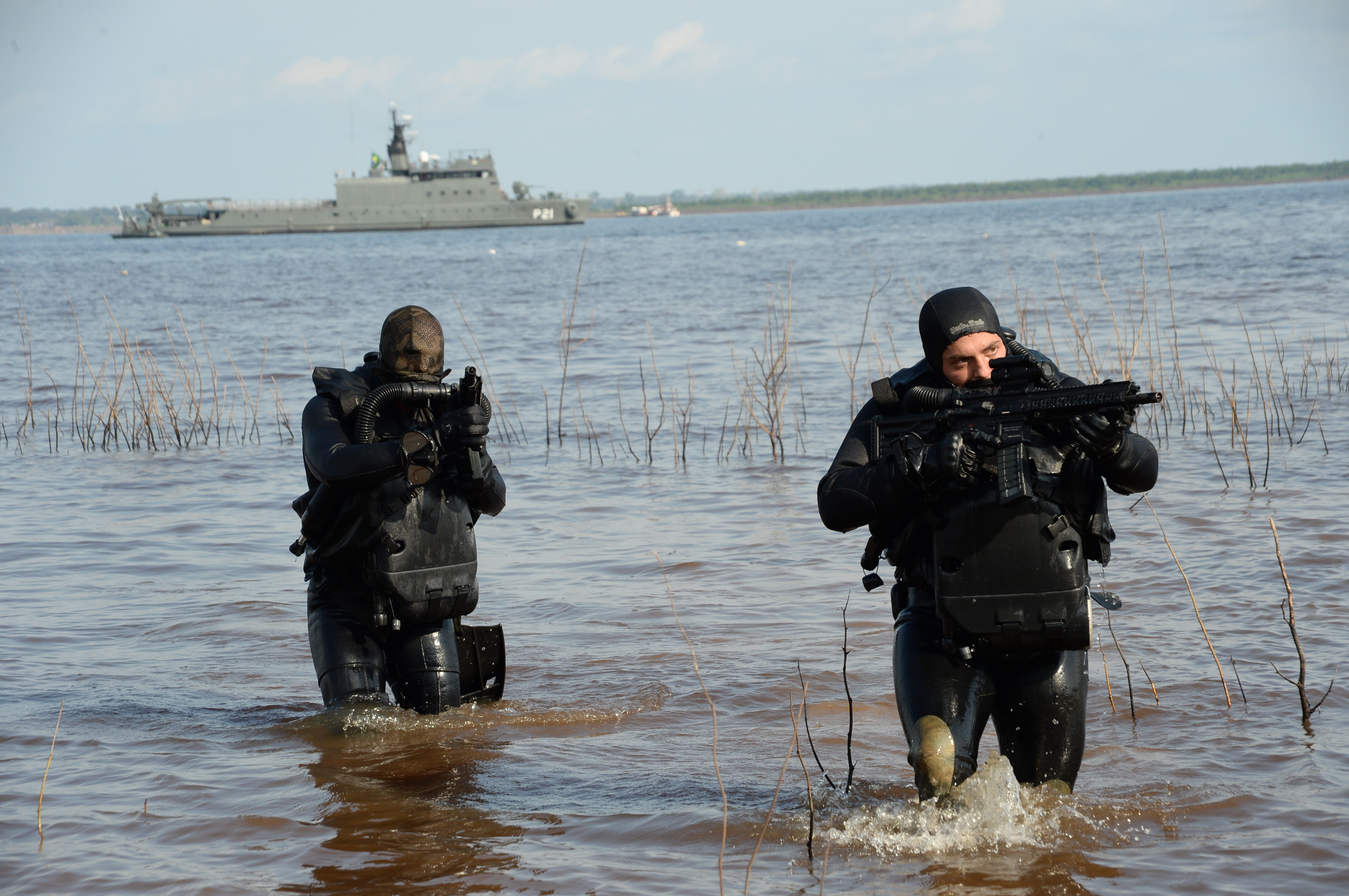
Operação Amazônia 2014, em Manaus

O Grupamento de Mergulhadores de Combate (GRUMEC) é um grupo de forças especiais da Marinha do Brasil, concebido no início da década de 1970, apto a cumprir missões de natureza não convencional. A sua função é a de se infiltrar, sem ser percebido, em áreas litorâneas e ribeirinhas e executar tarefas como reconhecimento, sabotagem e destruição de alvos de valor estratégico, e em especial a retomada de navios e plataformas de petróleo na costa brasileira. O GRUMEC é subordinado à Força de Submarinos, a qual lhe fornece o seu principal meio de transporte. As equipes são transportadas até as proximidades do alvo por um submarino, a partir do qual saem nadando, em caiaques ou em barcos infláveis que podem ser lançados do submarino ainda sob a água. O GRUMEC também pode alcançar o alvo saltando de paraquedas ou desembarcando de helicópteros.

## Estrutura

### Comando
O Comando da Marinha é o órgão responsável pela Marinha do Brasil. O órgão foi instaurado no dia 10 de junho de 1999 através da extinção do Ministério da Marinha e sua respectiva transformação em Comando. O comando é liderado pelo Comandante da Marinha, cuja função é exercer a direção e a gestão da MB.
O Comandante da Marinha é auxiliado por uma série de órgãos de assistência direta e imediata, compostos pelos Centro de Comunicação Social da Marinha, Centro de Controle Interno da Marinha, Centro de Inteligência da Marinha, Escola de Inteligência da Marinha, Gabinete do Comandante da Marinha, Procuradoria Especial da Marinha e Secretaria da Comissão Interministerial para os Recursos do Mar. Outros órgãos que apoiam o comandante são o Estado-Maior da Armada (com a Escola de Guerra Naval, a Representação Permanente do Brasil Junto à Organização Marítima Internacional e o Instituto Naval de Pós-Graduação), a Comissão de Promoção de Oficiais, o Tribunal Marítimo e o Almirantado, um órgão de assessoramento superior.
Abaixo do Comando encontram-se os órgãos de direção setorial, que compõem o grosso da Marinha do Brasil, que incluem o Comando de Operações Navais, o Comando-Geral do Corpo de Fuzileiros Navais, a Diretoria-Geral do Material da Marinha, a Diretoria-Geral do Pessoal da Marinha, a Diretoria-Geral de Navegação, a Diretoria-Geral de Desenvolvimento Nuclear e Tecnológico da Marinha e a Secretaria-Geral da Marinha.

#### Comando de Operações Navais
O Comando de Operações Navais é onde estão organizados os meios da Marinha do Brasil, divididos entre a Esquadra, a Força de Fuzileiros da Esquadra e os nove distritos navais; além destes, o comando tem também na sua dependência o Comando Naval de Operações Especiais (CoNavOpEsp) e o Centro de Guerra Eletrônica da Marinha (CISMAR). Na imagem abaixo, pode-se ver um organograma do Comando de Operações Navais e dos meios a ele subordinados (exceto o CoNavOpEsp e o CISMAR), assim como os respectivos meios:

### Bases e estações
A Marinha possui várias bases navais onde a sua esquadra e os seus militares estão estacionados, como o Complexo Naval da Ilha das Cobras, que inclui uma série de unidades como o Arsenal de Marinha do Rio de Janeiro ou o Comando Geral do Corpo de Fuzileiros. Outras bases importantes incluem a Base Naval de Aratu, posicionada estrategicamente junto a polos de desenvolvimento industrial, a Base de Submarinos da Ilha da Madeira, onde se encontra o Comando da Força de Submarinos e onde se estão a construir os mais recentes submarinos da MB, a Base Naval de Natal, a Base Naval de Val-de-Cães, a partir de onde se projeta o poder naval para a região amazônica, e a Base Aérea Naval de São Pedro da Aldeia, que apoia os meios aéreos destinados ao emprego nas operações navais da Esquadra. A MB possui ainda uma série de estações, como a Estação Naval do Rio Negro, a Estação Antártica Comandante Ferraz, a Estação Naval do Rio Grande, entre outras.

### Busca de salvamento
A armada brasileira, devido à grande extensão do território pelo qual é responsável, dividiu a sua área em várias zonas de busca e salvamento, denominadas SALVAMAR. Assim, o território nacional e as suas águas estão divididas entre a SALVAMAR NORTE (Belém), a SALVAMAR NORDESTE (Natal), a SALVAMAR LESTE (Salvador), a SALVAMAR SUESTE (Rio de Janeiro), a SALVAMAR SUL-SUESTE (São Paulo), a SALVAMAR SUL (Rio Grande), a SALVAMAR NOROESTE (Manaus), a SALVAMAR OESTE (Ladário) e a SALVAMAR CENTRO-OESTE (Brasília).

## Programas estratégicos
A Marinha do Brasil tem vários planos para o seu futuro a médio e longo prazos, que abrangem as mais diversas áreas. A nível humano, a Armada procura aperfeiçoar os sistemas e os procedimentos relacionados à gestão de pessoal. Vários programas e projetos encontram-se em execução ou em planejamento, concentrados em cinco eixos estratégicos: Modernização da Gestão do Pessoal, Aprimoramento da Capacitação, Saúde Integrada, Família Naval e Programa Olímpico da Marinha (PROLIM).
A nível estratégico, a marinha encontra-se desenvolvendo de um programa nuclear com vista ao desenvolvimento do primeiro submarino de propulsão nuclear brasileiro, que providenciará um alcance muito além da capacidade de qualquer submarino atualmente em serviço. Outro programa de componente estratégico é a Construção do Núcleo do Poder Naval, cujo objetivo gira em torno da obtenção de meios, como o Programa de Submarinos (PROSUB), o Programa de Obtenção das Fragatas Classe Tamandaré (PCT), o Programa de Obtenção de Meios Hidroceanográficos (PROHIDRO) e os subprogramas relacionados à manutenção e consolidação do poder de combate do CFN, como o PROADSUMUS, visando aumentar a capacidade operacional da MB para o atendimento de sua missão constitucional. Por fim, o Sistema de Gerenciamento da Amazônia Azul (SisGAAz) visará a contínua monitorização e proteção da Amazônia Azul.
A nível de infraestruturas, o programa Obtenção da Capacidade Operacional Plena (OCOP) tem como objetivo a manutenção ou modernização de instalações e meios existentes, incluindo a manutenção de dotações de sobressalentes, armas e munições, visando também a autonomia produtiva e tecnológica na área de defesa. Também dentro da área de infraestruturas, encontra-se o plano para estabelecer, nas proximidades da foz do rio Amazonas, um complexo naval de uso múltiplo.
Por fim, a nível de mentalidade, a Marinha do Brasil possui um programa denominado Mentalidade Marítima, que prevê ações de comunicação que visam a uma consciência coletiva nacional sobre o valor do mar, a atuação a nível dos atores governamentais para a promoção do pensamento estratégico marítimo autóctone e a valorização dos homens e mulheres do mar, através do estimulo do sentimento de pertença à comunidade marítima brasileira e a sua interação sinérgica em prol dos interesses nacionais.

### Plano Estratégico da Marinha 2040
O Plano Estratégico da Marinha 2040 (PEM 2040) é um documento emitido pela Marinha do Brasil, com o objetivo de estabelecer um plano de ação da Força Naval com visão de médio e longo prazos, com início em 2020. Estruturado a partir da análise do ambiente operacional e da identificação de ameaças, resultado de um amplo trabalho de pesquisa, que contou com a participação de vários setores da sociedade brasileira e contribuições de grupos de trabalho multidisciplinares, com a participação de militares e civis; o plano tem como pano de fundo a Política Nacional de Defesa e a Estratégia Nacional de Defesa (PND e END), o Livro Branco da Defesa Nacional (LBDN) e a Política Marítima Nacional (PMN). Publicado em setembro de 2020, o documento aborda diversos assuntos em cinco capítulos: Ambiente Operacional, Ameaças, Conceito Estratégico Marítimo-Naval, Mapa Estratégico da Marinha e Ações Estratégicas Navais.
Neste plano também é cogitado o reforço da Marinha do Brasil com um novo porta-aviões, novos aviões de combate aéreo, helicópteros de propósito antissubmarino, inteligência e ataque, helicópteros de instrução e helicópteros de emprego geral de pequeno porte. Outro ponto do plano é a criação do Sistema de Aeronaves Remotamente Pilotadas (SARP-E), um drone a ser utilizado para “a obtenção da consciência situacional marítima em defesa da Amazônia Azul, incluindo o apoio às operações de Fuzileiros Navais”. Adicionalmente, também se prevê que seja necessário navios de patrulha e escolta e o desenvolvimento dos mísseis MANSUP (Míssil Antinavio Nacional) e o MANAER (Míssil Antinavio Ar-Superfície).

### Amazônia Azul

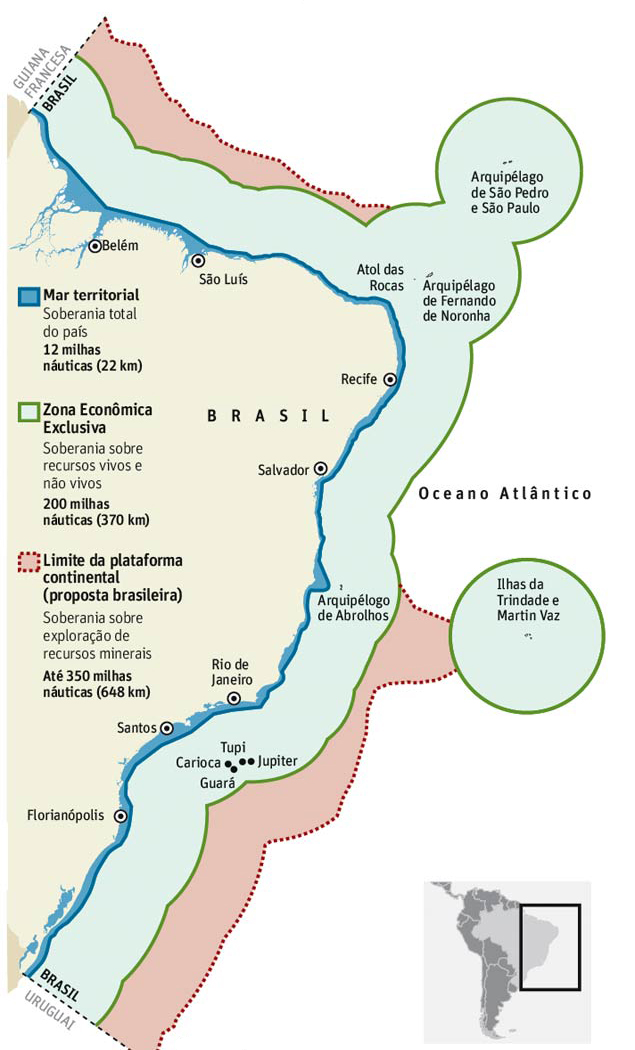
A área atual da Amazônia Azul

A Amazônia Azul estende-se por uma área de 3,5 milhões de quilômetros quadrados; é uma área que apenas o Brasil pode explorar economicamente e que, dada as riquezas naturais e minerais abundantes da área, é chamada de Amazônia Azul, numa comparação à importância da floresta amazônica para o país. Contudo, o país procura junto à Organização das Nações Unidas (ONU) a ampliação desta área para os limites da Plataforma continental, o que deve elevar a área marítima para cerca de 4,5 milhões de quilômetros quadrados, o equivalente à metade do território terrestre brasileiro.
O mar brasileiro é o caminho de 95% das exportações e importações do país, além de contar com grande riqueza de vida marinha, tanto na água como no leito marinho. É desta área que se extrai entre 85% e 90% do petróleo, 75% do gás natural e 45% do pescado produzido no país. Dada a importância do mar territorial, a Marinha sustenta que, apesar de o país estar numa área teoricamente livre de grandes conflitos, a história demonstra que se um Estado possui um bem valioso, sobre o qual há uma iminente cobiça ou demanda de outros atores, existe uma situação de insegurança para esta nação, que deve se cercar de meios dissuasivos de poder.

### Programa de Desenvolvimento de Submarinos
O Programa de Desenvolvimento de Submarinos (PROSUB) nasceu a partir da necessidade de proteger a Amazônia Azul, o patrimônio natural e garantir a soberania brasileira no mar. Deste modo, foi firmada uma parceria entre a França e o Brasil no ano de 2008, consistindo numa transferência de tecnologia para a fabricação de embarcações militares. O programa surgiu como parte da Estratégia Nacional de Defesa, lançada em 2008, que estabeleceu que o Brasil tivesse "força naval de envergadura", incluindo submarinos com propulsão nuclear. O programa prevê ainda a autossuficiência na produção brasileira de submarinos convencionais e nucleares.

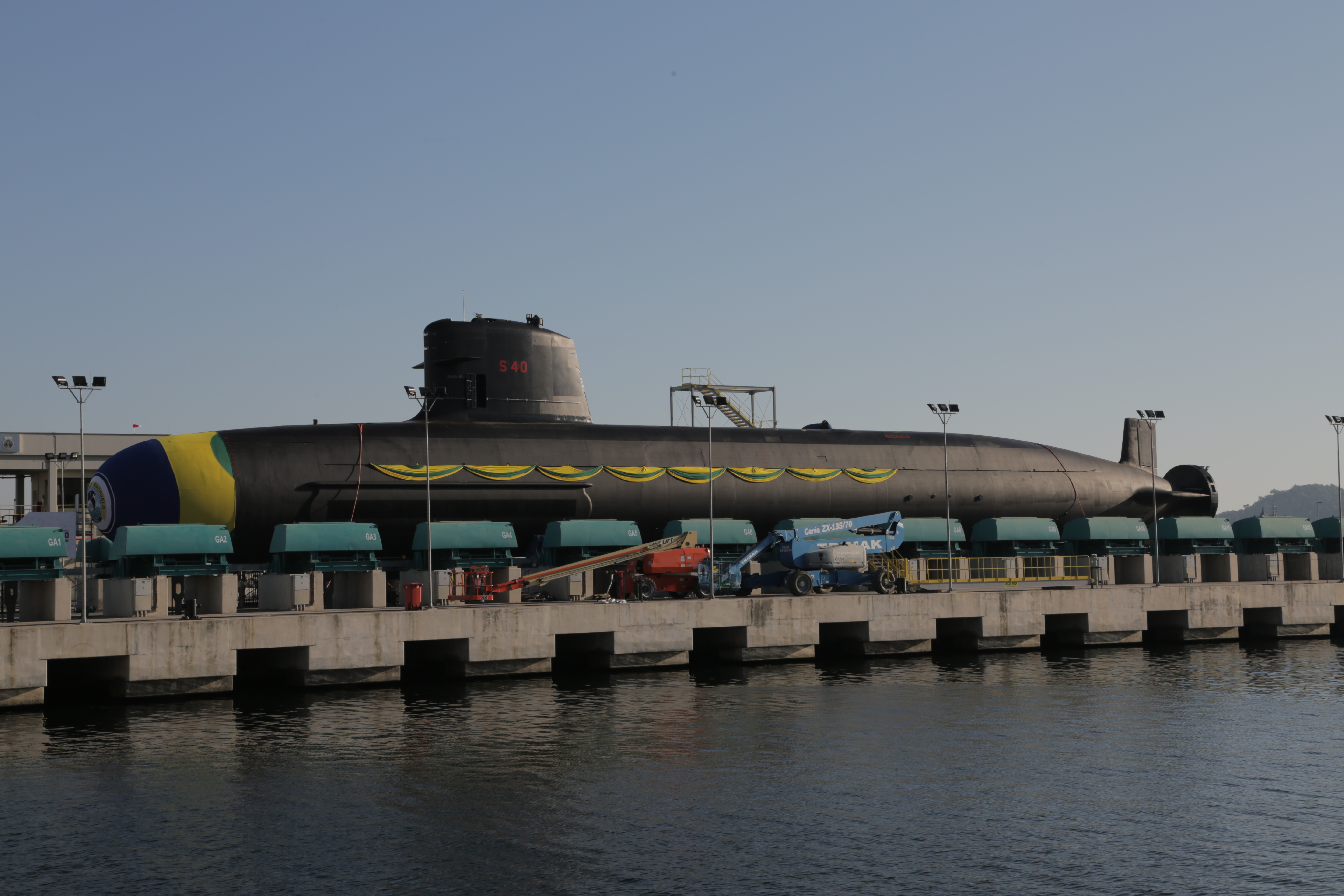
S Riachuelo (S-40) em 2018

O PROSUB trará ao Brasil quatro submarinos convencionais, que se juntarão à frota de cinco submarinos que estão atualmente ao serviço da Armada, e culminará na produção do primeiro submarino brasileiro com propulsão nuclear. Este componente irá dotar a Marinha do Brasil com tecnologia nuclear de ponta, o que fortalecerá vários setores da indústria nacional de importância estratégica para o desenvolvimento econômico do país. Para além da produção de embarcações, o programa contempla também a construção de um complexo de infraestrutura industrial e de apoio à operação destes mesmos submarinos, contemplando estaleiros, base naval e a Unidade de Fabricação de Estruturas Metálicas.
Dos quatro submarinos convencionais da Classe Riachuelo dois já estão em fase de testes, o S Riachuelo (S-40) e o S Humaitá (S-41), e seguir-se-ão os submarinos S Tonelero (S-42) e S Angostura (S-43). Já o submarino nuclear, SN Álvaro Alberto (SN-10), encontra-se em fase de construção, havendo planos para a construção de até seis submarinos nucleares até 2047.

### Programa Nuclear da Marinha

Representação artística do SN Álvaro Alberto (SN-10)

O Programa Nuclear da Marinha representa um dos principais Programas Estratégicos da Força. De grande relevância estratégica para o Poder Naval, considera que os seus dois projetos principais (Ciclo do Combustível Nuclear e Planta Nuclear Embarcada) são fundamentais para o projeto e construção do submarino com propulsão nuclear, meio que conferirá uma nova dimensão à Defesa Nacional. Adicionalmente, representa um efeito multiplicador do esforço tecnológico da MB, concretizado pela grande variedade de materiais, componentes e equipamentos que passarão a ser projetados e fabricados no País.
Em execução desde 1979, mais recentemente o programa tem sido um componente chave na busca do primeiro submarino nuclear brasileiro e, no futuro, poderá vir a servir como uma base para um porta-aviões nuclear, uma hipótese que não é posta de lado pela Marinha do Brasil.

### Programa Antártico Brasileiro

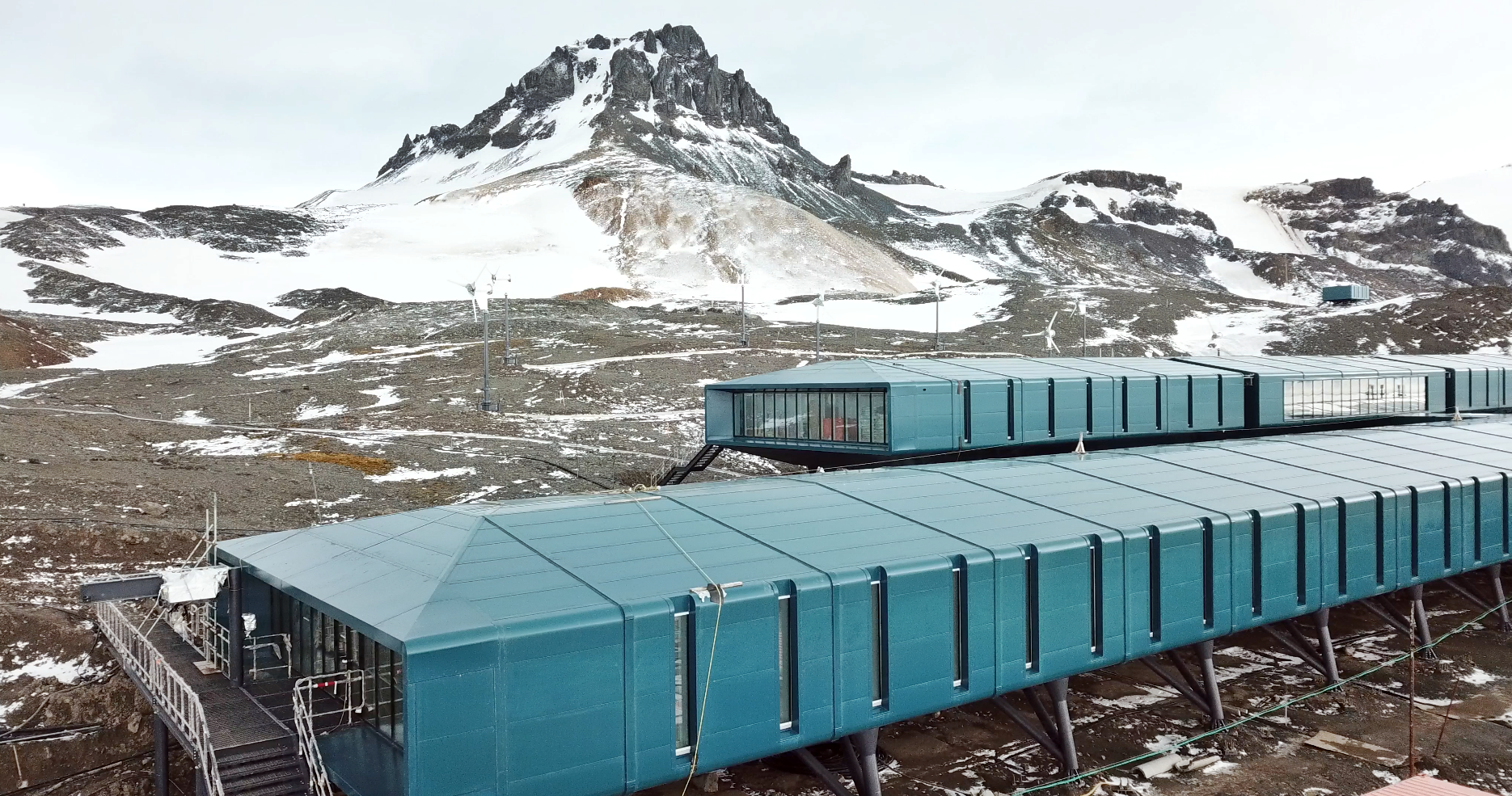
Estação Comandante Ferraz em 2019

O Programa Antártico Brasileiro foi criado em 1982 e tem como objetivo a promoção de pesquisa científica diversificada e de alta qualidade no continente antártico. Este programa permitiu que o Brasil fizesse parte do conjunto de países que tomam decisões sobre o continente e abriu as portas à comunidade científica brasileira para participar em diversas atividades. A presença brasileira e, por conseguinte, da Marinha do Brasil na Antártica faz-se através da Estação Antártica Comandante Ferraz (EACF), localizada na Península Keller, na Baía do Almirantado, na Ilha do Rei George, arquipélago das Shetland do Sul.

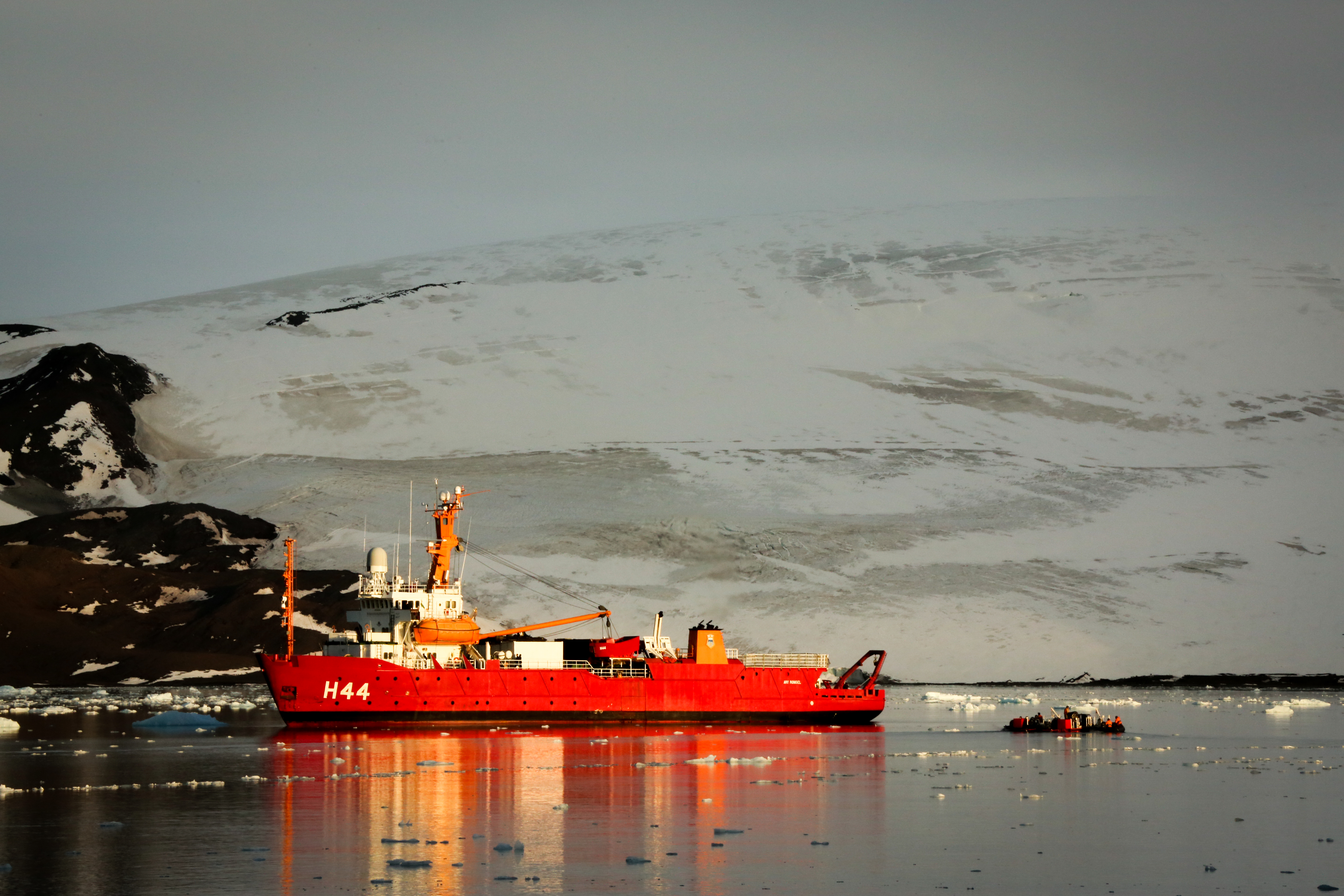
Navio da Marinha do Brasil navegando em águas antárticas

A estação, sob a responsabilidade da Marinha do Brasil no tocante à manutenção, operação da estação e apoio às pesquisas científicas, foi inaugurada no dia 6 de fevereiro de 1984 e era composta por oito módulos e uma equipe composta por doze homens. Quase 20 anos mais tarde, em 2001, foi elaborado um amplo diagnóstico da estrutura física da estação e dos refúgios brasileiros na Antártica, os quais serviram de base para a elaboração de um planejamento para a recuperação e manutenção continuada da EACF, e em 2004 deu-se uma reconstrução e revitalização de toda a infraestrutura. Na madrugada de 25 de fevereiro de 2012 a EACF sofreu um incêndio que afetou 70% das suas instalações. Apesar deste problema, as pesquisas científicas prosseguiram com os meios disponíveis.
No dia 6 de outubro de 2012 foi iniciada a operação mais complexa já realizada na região Antártica pelo Brasil, em razão dos aspectos logísticos e operacionais que envolveram um elevado número de recursos humanos e materiais: 500 pessoas envolvidas, cinco navios foram utilizados simultaneamente, cerca de 900 toneladas de escombros e resíduos foram retirados da EACF, e a montagem dos Módulos Antárticos Emergenciais (MAE) foi concluída, o que permitiu a continuidade das pesquisas e o apoio das atividades de construção da nova Estação. Neste projeto, a Marinha do Brasil participou com cinco Engenheiros Navais, uma série de militares e com os meios navais necessários para a edificação e a segurança de todos os envolvidos. A nova Estação Antártica Comandante Ferraz foi inaugurada no dia 15 de janeiro de 2020 com uma área de aproximadamente 4 500 metros quadrados, ficando dividida em seis setores distintos: privativo, social, serviços, operação/manutenção, laboratórios e módulos isolados, com 17 laboratórios distribuídos pela estação para atividades científicas.

## Património histórico e documental

### DPHDM

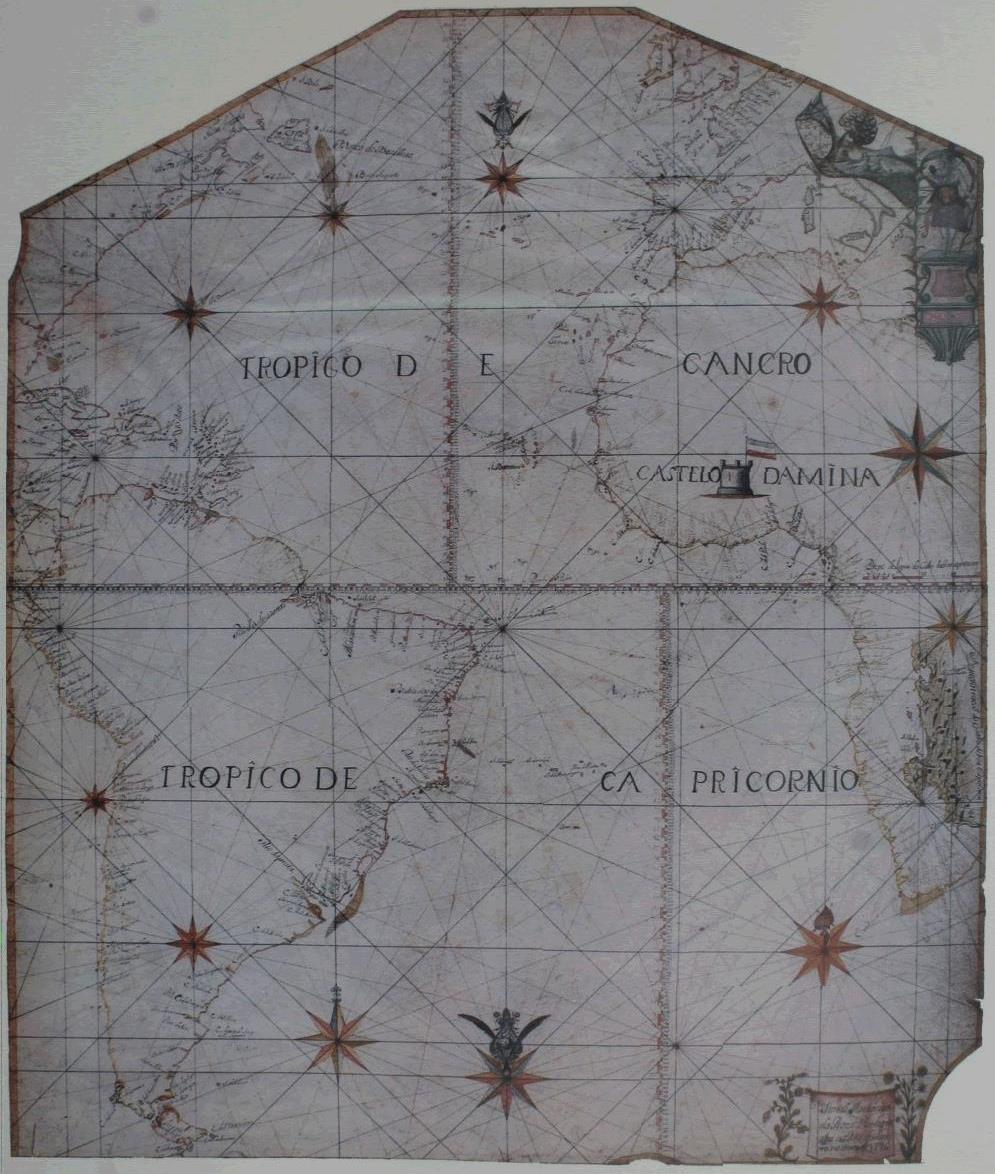
Um dos mapas expostos ao público na Biblioteca da Marinha

A Diretoria do Patrimônio Histórico e Documentação da Marinha é um órgão militar de apoio subordinado a SGM – Secretaria-Geral da Marinha do Brasil que tem por objetivo a preservação e divulgação do patrimônio histórico e cultural, contribuindo para a conservação da memória institucional e o desenvolvimento da consciência marítima brasileira.
A DPHDM originou-se na Biblioteca da Marinha fundada dentro do Arsenal da Marinha da Corte em 1846. Em 1943, com a junção da Biblioteca da Marinha, da Seção de História Marítima do Brasil, do Arquivo Histórico e da Revista Marítima Brasileira, foi criado o Serviço de Documentação da Marinha, que seria renomeado Serviço de Documentação Geral da Marinha em 1953, Serviço de Documentação da Marinha em 1994 e finalmente Diretoria do Patrimônio Histórico e Documentação da Marinha em 2008.
Sob a sua alçada encontram-se várias organizações e órgãos, entre os quais se destacam o Museu Naval, o Arquivo da Marinha, o Departamento de História, a Editora SDM e a Biblioteca da Marinha.

### Museus

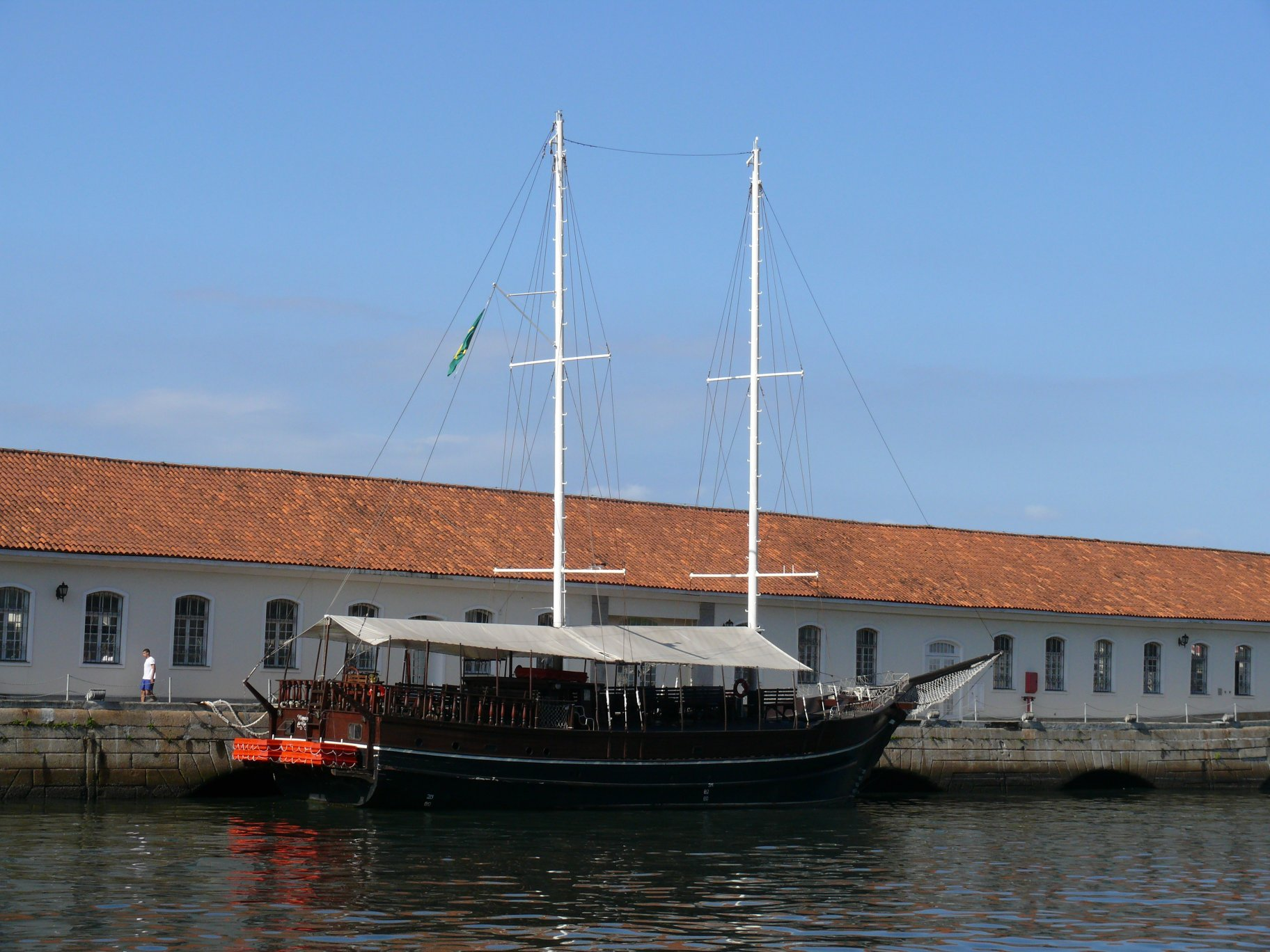
Espaço Cultural da Marinha com a escuna Nogueira da Gama em destaque

O Espaço Cultural da Marinha, inaugurado em 1996 nas antigas docas da Alfândega, no Rio de Janeiro, constitui-se como um centro cultural no qual está abrigado uma parte importante do acervo da Marinha do Brasil. Para além do acervo, o complexo conta ainda com diferentes edifícios e equipamentos culturais e museológicos, como um avião de combate aéreo, um carro de combate, um contratorpedeiro, uma nau, um submarino, entre outros. Também localizado em Rio de Janeiro encontra-se o Museu Naval, que se encontra sediado num edifício centenário no centro da cidade. Este museu possui acervos, modelos navais, obras de arte, canhões resgatados de navios naufragados, medalhas, documentos históricos, entre outros itens. Uma exposição de longa duração, denominada O Poder Naval na Formação do Brasil, ocupa sete salas do museu e dedica-se à narrativa da importância do poder naval brasileiro na história do país.

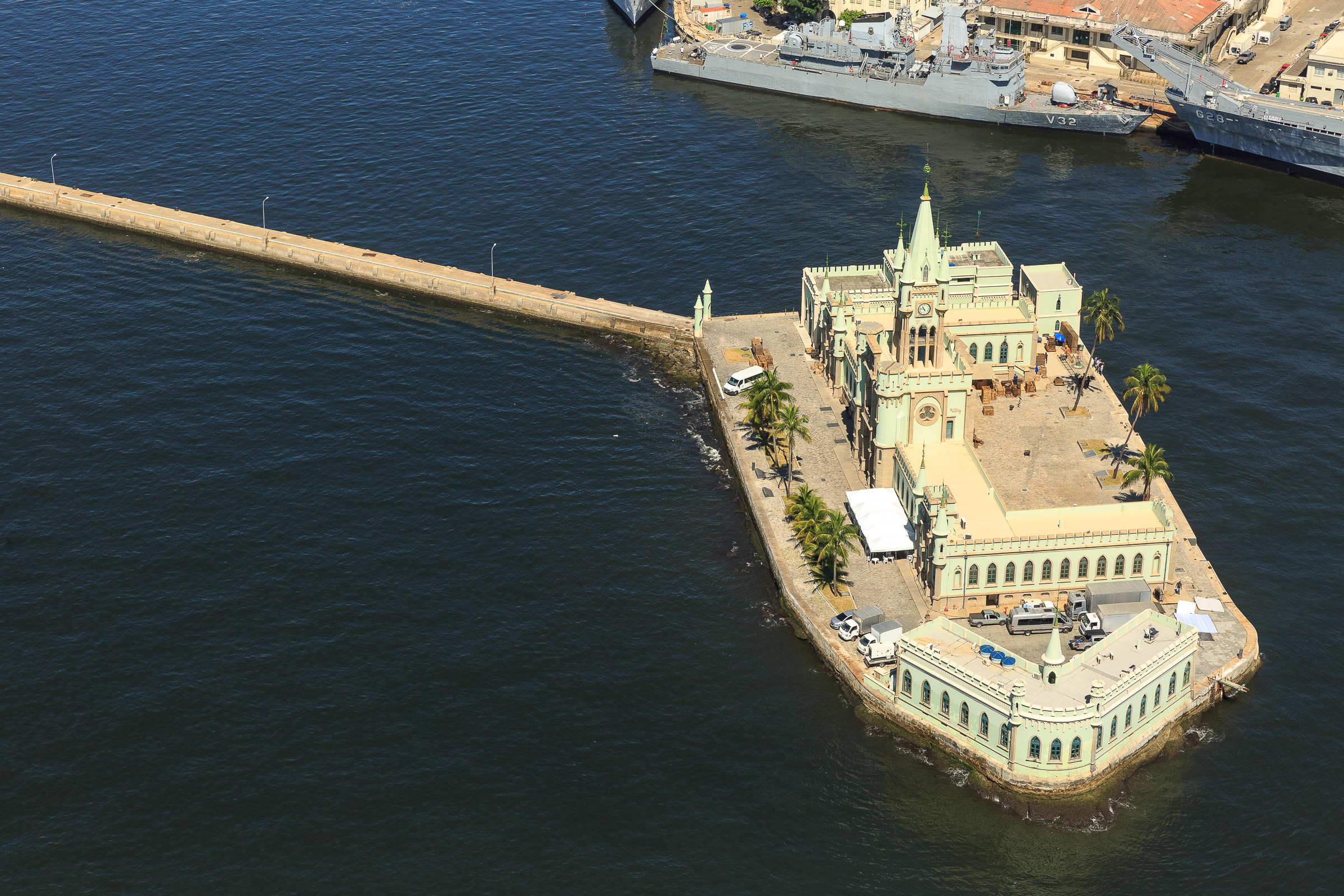
Vista aérea da Ilha Fiscal

A Ilha Fiscal, transferida para a Marinha pelo Ministério da Fazenda em 1913, faz hoje parte do complexo cultural da Diretoria do Patrimônio Histórico e Documentação da Marinha. Neste local, onde ocorreu o "Último Baile do Império", a ilha representa um local de ligação entre o passado e o presente. A Marinha do Brasil também tem museus instalados em veículos que em tempos fizeram parte do arsenal da armada (à exceção da Nau). O Navio-Museu Bauru, o Rebocador Laurindo Pitta, o Submarino-Museu Riachuelo, o Helicóptero-Museu Sea King e a Nau dos Descobrimentos são todos eles museus "móveis" onde os visitantes podem ter um vislumbre dos veículos, das suas funções desempenhadas e da importância dos meios para a armada brasileira. Existem também diversos outros museus pelo país, como o Museu Náutico da Bahia, o Museu Ary Parreiras em Natal, e museus dedicados a temas específicos como o Museu da Escola Naval, o Museu da Memória da Imigração da Ilha das Flores, o Museu da Aviação Naval ou o Museu do Corpo de Fuzileiros Navais. Está ainda em curso um projeto para a construção de mais um museu, o Museu Marítimo do Brasil, que será construído no Espaço Cultural da Marinha.

#### Obras e documentos
- «A extraordinária história do Brasil - Vol. 1». Google Books. p. 41. Consultado em 12 de junho de 2017
- Apostila História Naval - Escola de Aprendizes-Marinheiros do Espírito Santo. Escola Naval: Marinha do Brasil. 2017
- Brook, Peter (1999). Warships for Export: Armstrong Warships, 1867–1927. Gravesend, Reino Unido: World Ship Society. ISBN 0-905617-89-4. OCLC 43148897
- Calmon, Pedro (1975). A Vida de D. Pedro II, o Rei Filósofo. Rio de Janeiro: Bibliex
- Doratioto, Francisco (2002). Maldita Guerra: Nova História da Guerra do Paraguai. São Paulo: Companhia das Letras
- Eudes de Almeida Pereira (2008). «OS PRIMEIROS SUBMARINOS» (PDF). Rede BIM (Biblioteca da Marinha (Brasil)). Consultado em 25 de julho de 2021
- Gardiner, Robert; Gray, Randal (1985). Conway's All the World's Fighting Ships: 1906–1921. Annapolis, Maryland: Naval Institute Press. ISBN 0-87021-907-3. OCLC 12119866
- Grant, Jonathan A. (2007). Rulers, Guns, and Money: The Global Arms Trade in the Age of Imperialism. Cambridge, Massachusetts: Harvard University Press. ISBN 0-674-02442-7. OCLC 166262725
- Holanda, Sérgio Buarque de (1974). História Geral da Civilização Brasileira: Declínio e Queda do Império. São Paulo: Difusão Europeia do Livro
- «Introdução à História Marítima Brasileira» (PDF). Diretoria de Ensino da Marinha, Serviço de Documentação da Marinha. 2006. Consultado em 11 de setembro de 2021
- Janotti, Maria de Lourdes Mônaco (1986). Os Subversivos da República. São Paulo: Brasiliense
- Janotti, Maria (2014). A República faz dez anos! (PDF). [S.l.]: Imprensa da Universidade de Coimbra
- «Jerônimo de Albuquerque e o comando da força naval contra os franceses no Maranhão» (PDF). Revista Navigator. Consultado em 30 de junho de 2019. Cópia arquivada (PDF) em 17 de julho de 2021
- Júnior, Ludolf. «As negociações para limitação de armamentos navais sul-americanos: o caso dos encouraçados no período entre as guerras mundiais» (PDF). Consultado em 19 de setembro de 2021. Cópia arquivada (PDF) em 30 de janeiro de 2019
- «LEI COMPLEMENTAR Nº 97, DE 9 DE JUNHO DE 1999». www.planalto.gov.br. Consultado em 11 de setembro de 2021
- Livermore, Seward W. (1944). «Battleship Diplomacy in South America: 1905–1925». Journal of Modern History. 16 (1). pp. 31–48. OCLC 62219150
- Love, Joseph L. (2012). The Revolt of the Whip. Stanford, Califórnia: Stanford University Press. ISBN 0-8047-8109-5. OCLC 757838402
- Macedo, Oswaldo (2013). «A DIPLOMACIA NAVAL: UMA PERSPECTIVA PARA O SÉCULO XXI» (PDF). Marinha do Brasil. Consultado em 13 de setembro de 2021
- Maia, João do Prado (1975). A Marinha de Guerra do Brasil na Colônia e no Império: tentativa de reconstituição histórica. Rio de Janeiro: Cátedra
- «Manual de Abreviaturas, Siglas, Símbolos e Convenções Cartográficas das Forças Armadas» (PDF). Brasil, MD. 2008. Consultado em 18 de setembro de 2021
- Maranhão, Romero; Stori, Norberto (2015). «Desenvolvimento sustentável socioambiental nas Forças Armadas: um estudo na Marinha do Brasil» (PDF). Consultado em 11 de setembro de 2021
- Martins Filho, João Roberto (2010). A marinha brasileira na era dos encouraçados, 1895–1910. Rio de Janeiro: Fundação Getúlio Vargas. ISBN 85-225-0803-8. OCLC 679733899
- Nunes, Wagner (2012). O Arsenal de Marinha do Rio de Janeiro como Referência para a Indústria Nacional (PDF). [S.l.: s.n.] 51 páginas
- Pinheiro, Emanuel (2015). «Assembleia Legislativa do Estado do Mato Grosso - Reconhecimento Público» (PDF). Consultado em 11 de setembro de 2021
- Sondhaus, Lawrence (2001). Naval Warfare, 1815–1914. Londres: Routledge. ISBN 0-415-21477-7. OCLC 231872232
- Topliss, David (1988). «The Brazilian Dreadnoughts, 1904–1914». Warship International. 25 (3). pp. 240–89. OCLC 1647131

#### Páginas web
- «15 de novembro de 1889 - A Proclamação da República no Brasil». www.al.sp.gov.br. Consultado em 17 de setembro de 2021
- «A Marinha do Brasil durante a Guerra Fria (1947-1991)». Poder Naval - Navios de Guerra, Marinhas de Guerra, Aviação Naval, Indústria Naval e Estratégia Marítima. 26 de março de 2016. Consultado em 13 de setembro de 2021
- «A nova geração de submarinos brasileiros». ISTOÉ Independente. 23 de novembro de 2018. Consultado em 12 de setembro de 2021
- «A revolta dos marinheiros | CPDOC». cpdoc.fgv.br. Consultado em 3 de outubro de 2021
- Alexandre Galante (27 de março de 2009). «Os submarinos brasileiros, de 1914 até hoje». Naval.com.br. Consultado em 25 de julho de 2021
- «Antigo porta-aviões da Marinha será sucateado na Turquia». CNN Brasil. Consultado em 13 de setembro de 2021
- «Arquivo da Marinha | DPHDM». www.marinha.mil.br. Consultado em 11 de setembro de 2021
- «Arsenal de Marinha do Rio de Janeiro». Marinha do Brasil. Consultado em 20 de setembro de 2021
- «As lagostas da discórdia - Revista de História». web.archive.org. 17 de maio de 2013. Consultado em 13 de setembro de 2021
- «Avisos de Instrução». Marinha do Brasil. Consultado em 15 de setembro de 2021
- Bento, Cláudio Moreira. «Participação das Forças Armadas e da Marinha Mercante do Brasil na Segunda Guerra Mundial  (1942-1945)». ahimtb.org.br. Consultado em 12 de setembro de 2021
- «Base Aérea Naval de São Pedro da Aldeia - Acervo Arquivístico da Marinha do Brasil». www.arquivodamarinha.dphdm.mar.mil.br. Consultado em 20 de setembro de 2021
- «Biblioteca da Marinha». www.marinha.mil.br. Consultado em 11 de setembro de 2021
- «Bolsonaro participa de lançamento do submarino Humaitá em Itaguaí, no RJ». CNN Brasil. Consultado em 11 de setembro de 2021
- «Brasil planeja frota com seis submarinos nucleares - Política». Estadão. Consultado em 12 de setembro de 2021
- «Brazilian Navy modernization». GlobalSecurity.org. Consultado em 7 de maio de 2019
- «Brazilian Navy ship to travel to Lebanon». Agência de Notícias Brasil Árabe. Acha notícias. Consultado em 2 de setembro de 2012. Cópia arquivada em 1 de abril de 2012
- «Brazilian Navy's corvette rescues migrants in Mediterranean Sea». 5 de setembro de 2015. Consultado em 12 de setembro de 2015. Cópia arquivada em 28 de setembro de 2015
- «Brigue Caboclo». Navios de Guerra Brasileiros. Consultado em 1 de maio de 2012. Cópia arquivada em 22 de setembro de 2015
- «Brigue Maranhão». Navios de Guerra Brasileiros. Consultado em 1 de maio de 2012. Cópia arquivada em 22 de setembro de 2015
- Castro, André Augusto. «As veias abertas da América do Sul: Historiadores expõem elementos sobre as Guerras do Paraguai e do Chaco em encontro na Universidade de Brasília». SECOM. Consultado em 18 de setembro de 2021. Cópia arquivada em 19 de maio de 2011
- Centro de Comunicação Social da Marinha (2010). «Mulher na Marinha». Marinha do Brasil. Consultado em 1 de maio de 2012. Cópia arquivada em 15 de dezembro de 2009
- «COLÉGIO MILITAR DE BELO HORIZONTE - Grêmio da Marinha». cmbh.eb.mil.br. Consultado em 16 de setembro de 2021
- «Comandante da Marinha». Marinha do Brasil. 9 de janeiro de 2019. Consultado em 18 de setembro de 2021
- «Comando da Força de Submarinos é transferido para o Complexo Naval de Itaguaí». Defesa Aérea & Naval. 15 de julho de 2021. Consultado em 20 de setembro de 2021
- «Comando Geral do Corpo de Fuzileiros Navais». Marinha do Brasil. Consultado em 20 de setembro de 2021
- «Comitiva do Ministério da Defesa visita instalações do Programa de Submarinos». Poder Naval - Navios de Guerra, Marinhas de Guerra, Aviação Naval, Indústria Naval e Estratégia Marítima. 31 de agosto de 2021. Consultado em 11 de setembro de 2021
- «Conheça o Futuro da Marinha do Brasil nos próximos 20 anos. PEM 2040 (Parte-1)*». Rumo ao Mar. 8 de outubro de 2020. Consultado em 12 de setembro de 2021
- «Conheça o Humaitá, novo submarino lançado ao mar pelo Brasil». CNN Brasil. Consultado em 15 de setembro de 2021
- «CONSTITUIÇÃO DA REPÚBLICA FEDERATIVA DO BRASIL DE 1988». www.planalto.gov.br. Consultado em 11 de setembro de 2021
- «Cronologia do Golpe». EBC. Consultado em 3 de outubro de 2021
- «DefesaNet - Brasil - Argentina - BR–AR: Brasil vai ceder 4 Submarinos Classe Tupi para a Armada Argentina». DefesaNet. Consultado em 15 de setembro de 2021
- «DefesaNet - Naval - Nascido no Brasil com sotaque alemão, Submarino "Tamoio" passa por modernização». DefesaNet. Consultado em 10 de novembro de 2021
- «DefesaNet - Naval - No ar, os homens do mar! ComForAerNav celebra os 105 anos da Aviação Naval». DefesaNet. Consultado em 16 de setembro de 2021
- «DefesaNet - Prosub - Projeto do SCPN avança com o Desenvolvimento do Sistema de Gerenciamento Integrado da Plataforma». DefesaNet. Consultado em 11 de setembro de 2021
- DefesaTV, Redação (7 de julho de 2019). «GRUMEC: Os mergulhadores de combate da Marinha do Brasil». DEFESA TV. Consultado em 2 de março de 2021
- «Definição - PEM 2040». Marinha do Brasil. 9 de setembro de 2020. Consultado em 12 de setembro de 2021
- «Dia da Marinha». Biblioteca Nacional. Consultado em 18 de setembro de 2021
- «Dia do Marinheiro é comemorado com dois importantes marcos do Prosub». Defesa Aérea & Naval. 12 de dezembro de 2020. Consultado em 15 de setembro de 2021
- «Diplomacia» [Diplomacy] (news). Anba. Consultado em 2 de fevereiro de 2013. Cópia arquivada em 2 de fevereiro de 2014
- Diretoria do Patrimônio Histórico e Documentação da Marinha. «F1 - Submarino» (PDF). marinha.mil.br. Consultado em 25 de julho de 2021
- «Ditadura Militar no Brasil: resumo, causas e fim». Toda Matéria. Consultado em 3 de outubro de 2021
- «Documento PEM 2040». www.marinha.mil.br (em inglês). Consultado em 12 de setembro de 2021
- «Portal Transparência - Efetivo da MB». portaltransparencia.gov.br. Consultado em 22 de setembro de 2021
- «En detalle: la tecnología que enviaron empresas privadas y otros países para la búsqueda del ARA San Juan - 18.11.2017 - LA NACION». web.archive.org. 19 de novembro de 2017. Consultado em 12 de setembro de 2021
- «Encouraçado de Esquadra Aquidabã, Classe Riachuelo». Navios de Guerra Brasileiros. Consultado em 1 de maio de 2012. Cópia arquivada em 22 de setembro de 2015
- «Encouraçado de Esquadra Riachuelo, Classe Riachuelo». Navio de Guerra Brasileiros. Consultado em 1 de maio de 2012. Cópia arquivada em 22 de setembro de 2015
- «Espaço Cultural da Marinha | DPHDM». www.marinha.mil.br. Consultado em 12 de setembro de 2021
- «Estação Antártica Comandante Ferraz (EACF)». CIRM. 20 de julho de 2020. Consultado em 15 de setembro de 2021
- «Estrutura Organizacional». Marinha do Brasil. 2 de dezembro de 2016. Consultado em 16 de setembro de 2021
- «Estrutura SAR | Salvamar Brasil». www.marinha.mil.br. Consultado em 20 de setembro de 2021
- «EXCLUSIVO: Marinha considera auxílio francês no projeto do futuro porta-aviões brasileiro». Poder Naval - Navios de Guerra, Marinhas de Guerra, Aviação Naval, Indústria Naval e Estratégia Marítima. 17 de fevereiro de 2018. Consultado em 12 de setembro de 2021
- «EXCLUSIVO: Marinha já planeja a quinta Tamandaré». Poder Naval - Navios de Guerra, Marinhas de Guerra, Aviação Naval, Indústria Naval e Estratégia Marítima. 28 de dezembro de 2019. Consultado em 15 de setembro de 2021
- «Finalidade | PROSUB». www.marinha.mil.br. Consultado em 11 de setembro de 2021
- «Folha.com - Poder - Marinha ordenou a morte de militantes no Araguaia em 1972 - 27/03/2011». www1.folha.uol.com.br. Consultado em 13 de setembro de 2021
- Fernanda Corrêa (19 de julho de 2013). «99 anos da Força de Submarinos: História e Poder da Marinha do Brasil». Defesanet.com.br. Consultado em 25 de julho de 2021
- «Fragata que participou de força-tarefa no Líbano retorna ao Brasil». Agência Brasil. 26 de dezembro de 2020. Consultado em 12 de setembro de 2021
- «Fragatas Classe "Tamandaré" (FCT)». Emgepron. 26 de novembro de 2020. Consultado em 13 de setembro de 2021
- «France is in the running for two aircraft carriers for Brazilian Navy». Navy Recognition (em inglês). Consultado em 13 de setembro de 2021
- «Futuro submarino Angostura - S43 recebe tubo de torpedo». Poder Naval - Navios de Guerra, Marinhas de Guerra, Aviação Naval, Indústria Naval e Estratégia Marítima. 1 de setembro de 2020. Consultado em 15 de setembro de 2021
- Galante (4 de outubro de 2012). «Perdas Navais brasileiras na 2ª Guerra Mundial». Poder Naval. Consultado em 1 de maio de 2012. Cópia arquivada em 2 de agosto de 2013
- Geraldo, Coronel José Custódio Madaleno. «A Transferência da Família Real para o Brasil: Suas Consequências». REVISTA MILITAR (em inglês). Consultado em 2 de março de 2021
- «Navy Fleet Strength by Country (2022)». www.globalfirepower.com (em inglês). Consultado em 23 de setembro de 2022
- «GRUMEC – as Forças Especiais da Marinha do Brasil». Defesa Aérea & Naval. 12 de junho de 2013. Consultado em 16 de setembro de 2021
- «Grupo-Base Polaris (2020/2021)». CIRM. 18 de junho de 2021. Consultado em 15 de setembro de 2021
- «Haiti: Brasil deixa missão de paz após 13 anos no país caribenho». vestibular.uol.com.br. Consultado em 12 de setembro de 2021
- «Helicóptero-Museu Sea King | DPHDM». www.marinha.mil.br. Consultado em 12 de setembro de 2021
- «Hinos - Forças Armadas - Hino da Marinha de Guerra do Brasil». Secretaria da Educação. Consultado em 18 de setembro de 2021
- «Hinos e Canções». Marinha do Brasil. 14 de novembro de 2017. Consultado em 18 de setembro de 2021
- «História | DPHDM». www.marinha.mil.br. Consultado em 11 de setembro de 2021
- «História Naval». Marinha do Brasil. 28 de setembro de 2017. Consultado em 11 de setembro de 2021
- «Histórico | AMRJ». www.marinha.mil.br. Consultado em 13 de setembro de 2021
- «Histórico | Base Naval de Natal». www.marinha.mil.br. Consultado em 20 de setembro de 2021
- «Histórico | BNA». www.marinha.mil.br. Consultado em 20 de setembro de 2021
- «Histórico | DPHDM». www.marinha.mil.br. Consultado em 11 de setembro de 2021
- «Histórico e Missão | ComForAerNav». www.marinha.mil.br. Consultado em 16 de setembro de 2021
- «HISTÓRICO | ComFFE». www.marinha.mil.br. Consultado em 16 de setembro de 2021
- «Histórico | Salvamar Brasil». www.marinha.mil.br. Consultado em 20 de setembro de 2021
- «Ilha Fiscal | DPHDM». www.marinha.mil.br. Consultado em 12 de setembro de 2021
- «Inauguração da Nova Estação Antártica Comandante Ferraz». CIRM. Consultado em 15 de setembro de 2021
- Infodefensa.com, Revista Defensa (14 de dezembro de 2020). «Os avanços do Prosub: o Humaitá já está na água e o Tonelero está completo - Noticias Infodefensa América». Infodefensa.com (em espanhol). Consultado em 15 de setembro de 2021
- «Jango fez último discurso como presidente há 52 anos». EBC. 30 de março de 2016. Consultado em 3 de outubro de 2021
- Johny Santana de Araújo. «A construção do Poder Naval brasileiro no início do século XX: dos programas navais à grande guerra (1904-1917)». Revista Navigator nº2/2005 (Art. 5). Consultado em 1 de maio de 2012. Cópia arquivada em 6 de julho de 2011
- Kaiser Konrad (14 de setembro de 2007). «Série Missão Haiti 2007». Defesa@Net. Consultado em 8 de fevereiro de 2011. Cópia arquivada em 4 de maio de 2010
- «La Marina Brasilera avanza en un ambicioso Plan Estratégico para el 2040». Zona Militar. 24 de setembro de 2020
- «Marinha apoia Campanha de Vacinação Antirrábica Animal no município de Itapemirim (ES)». Marinha do Brasil. Consultado em 18 de setembro de 2021
- «Marinha considera auxílio francês no projeto do futuro porta-aviões brasileiro». SINAVAL. Consultado em 15 de setembro de 2021
- «Marinha inaugura a base de submarinos da Ilha da Madeira, a mais moderna do Brasil». SINAVAL. Consultado em 20 de setembro de 2021
- «Marinha do Brasil anuncia a Short List para o NApAnt». Defesa Aérea & Naval. 15 de setembro de 2021
- «Marinha do Brasil confirma intenção de vender submarinos da classe Tupi». Poder Naval - Navios de Guerra, Marinhas de Guerra, Aviação Naval, Indústria Naval e Estratégia Marítima. 17 de outubro de 2019. Consultado em 15 de setembro de 2021
- «Marinha do Brasil envia navio para operação de paz no Líbano» [Brazilian Navy sends ship to peace operations in Lebanon]. Tecnologia & Defesa. Consultado em 2 de setembro de 2012. Cópia arquivada em 2 de fevereiro de 2014
- «Marinha do Brasil lança nova logomarca». Defesa Aérea & Naval. 7 de maio de 2021. Consultado em 18 de setembro de 2021
- «Marinha do Brasil: o que é, surgimento e navios». PrePara Enem. Consultado em 18 de setembro de 2021
- «Marinha do Brasil». Marinha do Brasil. Consultado em 18 de setembro de 2021
- «Marinha receberá propostas para NApAnt até 30 de novembro». Defesa Aérea & Naval. 15 de setembro de 2021
- «MB - Nota Final - 26.06.09». web.archive.org. 22 de janeiro de 2012. Consultado em 12 de setembro de 2021
- Military Power. «Forças Armadas do Brasil». Consultado em 8 de fevereiro de 2011
- «MINUSTAH | Comando-Geral do CFN». www.marinha.mil.br. Consultado em 12 de setembro de 2021
- «Missão | ComForS». www.marinha.mil.br. Consultado em 16 de setembro de 2021
- «Missão | DPHDM». www.marinha.mil.br. Consultado em 16 de fevereiro de 2019
- «Missão e Visão | Comando-Geral do CFN». www.marinha.mil.br. Consultado em 16 de setembro de 2021
- «Museu Marítimo do Brasil - MuMa | DPHDM». www.marinha.mil.br. Consultado em 12 de setembro de 2021
- «Museu Naval | DPHDM». www.marinha.mil.br. Consultado em 12 de setembro de 2021
- «Museu Naval | DPHDM». www.marinha.mil.br. Consultado em 11 de setembro de 2021
- «Nau dos Descobrimentos | DPHDM». www.marinha.mil.br. Consultado em 12 de setembro de 2021
- «Navio-Museu Bauru | DPHDM». www.marinha.mil.br. Consultado em 12 de setembro de 2021
- «Navios e Aeronaves». Marinha do Brasil. 24 de janeiro de 2018. Consultado em 11 de setembro de 2021
- «NGB - Submarino Tikuna - S 34». www.naval.com.br. Consultado em 13 de setembro de 2021
- «Nosso Patrono | Diretoria-Geral de Desenvolvimento Nuclear e Tecnológico da Marinha». www.marinha.mil.br. Consultado em 15 de setembro de 2021
- «Novo navio de assistência hospitalar será batizado de Anna Nery». Brazilian Navy. 15 de setembro de 2021
- «O Patrono da Marinha». Academia Militar das Agulhas Negras – AMAN. Consultado em 29 de outubro de 2010
- «O PROSUB | PROSUB». www.marinha.mil.br. Consultado em 11 de setembro de 2021
- «O que é a Amazônia Azul e por que o Brasil quer se tornar potência militar no Atlântico | Economia Azul | Marinha do Brasil». www.marinha.mil.br. Consultado em 12 de setembro de 2021
- «Onde ficam e quais são os 102 navios da Marinha». Poder Naval - Navios de Guerra, Marinhas de Guerra, Aviação Naval, Indústria Naval e Estratégia Marítima. 18 de dezembro de 2017. Consultado em 13 de setembro de 2021
- «Organograma da Marinha do Brasil» (PDF). Marinha do Brasil. Consultado em 16 de setembro de 2021
- «Outros museus da Marinha do Brasil | DPHDM». www.marinha.mil.br. Consultado em 12 de setembro de 2021
- «Padre Eterno Galleon, one of the biggest ships of its kind at that time 1665 | World Heritage of Portuguese Origin by The Perfect Tourist» (em inglês). Consultado em 21 de setembro de 2021
- «Participação brasileira na Unifil» [Brazilian Unifil participation]. Ministério das Relações Exteriores. Consultado em 2 de setembro de 2012. Cópia arquivada em 7 de abril de 2012
- «Patrono». Marinha do Brasil. Consultado em 13 de setembro de 2021
- «Plano estratégico da Marinha do Brasil inclui novo porta-aviões, caças e drones». Airway. 19 de setembro de 2020. Consultado em 12 de setembro de 2021
- Pochmann, Marcio (2017). «ESTADO E CAPITALISMO NO BRASIL: A INFLEXÃO ATUAL NO PADRÃO DAS POLÍTICAS PÚBLICAS DO CICLO POLÍTICO DA NOVA REPÚBLICA». Educação & Sociedade: 309–330. ISSN 1678-4626. doi:10.1590/ES0101-73302017176603. Consultado em 10 de novembro de 2021
- «Por que o bairro do Galeão tem esse nome?». Ilha Notícias. Consultado em 21 de setembro de 2021
- «Portal da Câmara dos Deputados». www2.camara.leg.br. Consultado em 16 de fevereiro de 2019
- «Processo Seletivo para o Serviço Militar Voluntário | Serviço de Seleção do Pessoal da Marinha». www.marinha.mil.br. Consultado em 22 de setembro de 2021
- «Programa Antártico Brasileiro (PROANTAR)». CIRM. 20 de julho de 2020. Consultado em 15 de setembro de 2021
- «Programa "Classe Tamandaré"». Marinha do Brasil. 27 de janeiro de 2020. Consultado em 13 de setembro de 2021
- «Programa "Classe Tamandaré"». Marinha do Brasil. 27 de janeiro de 2020. Consultado em 13 de setembro de 2021
- «Programas Estratégicos». Marinha do Brasil. 12 de junho de 2019. Consultado em 12 de setembro de 2021
- «Programa Nuclear da Marinha | Bem Vindo ao CTMSP». www.marinha.mil.br. Consultado em 12 de setembro de 2021
- «Projeto e Construção | PROSUB». www.marinha.mil.br. Consultado em 15 de setembro de 2021
- «Qual é o poderio real das Forças Armadas brasileiras». Super. Consultado em 16 de setembro de 2021
- «Rebocador Laurindo Pitta | DPHDM». www.marinha.mil.br. Consultado em 12 de setembro de 2021
- Redação (19 de setembro de 2020). «Marinha do Brasil cogita novo porta-aviões e caças». Revista Asas. Consultado em 12 de setembro de 2021
- «Rede Nacional de Ensino e Pesquisa». 2005. Consultado em 11 de setembro de 2021. Cópia arquivada em 15 de abril de 2013
- «Revista Maritma Brazileira (RJ) - 1881 a 2012 - DocReader Web». memoria.bn.br. Consultado em 12 de setembro de 2021
- «Rio de Janeiro: a nova ordem na cidade». www.historiacolonial.arquivonacional.gov.br. Consultado em 2 de março de 2021
- «SAR( Busca e Salvamento) | CISMAR». www.marinha.mil.br. Consultado em 20 de setembro de 2021
- «Seja bem-vindo! | BNVC». www.marinha.mil.br. Consultado em 20 de setembro de 2021
- «Sobre | Biblioteca da Marinha». www.marinha.mil.br. Consultado em 11 de setembro de 2021
- «Sobre Nós | Comando Do 9° Distrito Naval». www.marinha.mil.br. Consultado em 20 de setembro de 2021
- «Submarino-Museu Riachuelo | DPHDM». www.marinha.mil.br. Consultado em 12 de setembro de 2021
- «Submarinos (Classe Tikuna)». Marinha do Brasil. 20 de fevereiro de 2019. Consultado em 15 de setembro de 2021
- «Submarinos (Classe Tupi)». Marinha do Brasil. 20 de fevereiro de 2019. Consultado em 15 de setembro de 2021
- «Submarino "Riachuelo" realiza testes de propulsão | Diretoria-Geral de Desenvolvimento Nuclear e Tecnológico da Marinha». www.marinha.mil.br. Consultado em 15 de setembro de 2021
- «Temer e Bolsonaro participam de lançamento de submarino em Itaguaí (RJ)». G1. Consultado em 11 de setembro de 2021
- «The Place and Role of the Rescue Coordination Centre (RCC) in Search and Rescue Operations». 2014. ISBN 978-86-916153-2-1. Consultado em 20 de setembro de 2021
- «Último navio-patrulha classe 'Macaé' só em 2022». Poder Naval - Navios de Guerra, Marinhas de Guerra, Aviação Naval, Indústria Naval e Estratégia Marítima. 29 de dezembro de 2019. Consultado em 15 de setembro de 2021
- «Uma nova agenda militar», Época, consultado em 9 de outubro de 2008, cópia arquivada em 25 de março de 2017
- «UNIFIL | Comando-Geral do CFN». www.marinha.mil.br. Consultado em 12 de setembro de 2021
- «United Nations Interim Force in Lebanon (UNIFIL)». UN missions. Consultado em 2 de setembro de 2012. Cópia arquivada em 30 de julho de 2012
- «Venezuela owns Latin America's fifth largest Armed Force» (em espanhol). El Universal. 8 de junho de 2007. Consultado em 29 de outubro de 2010. Arquivado do original em 23 de outubro de 2007
- Vieira, S. G. (22 de fevereiro de 2021). «Navios da Marinha levam usinas de oxigênio para interior do Amazonas». Marinha do Brasil. Consultado em 18 de setembro de 2021
- Vitor Amorim de Angelo. «Revolta da Chibata, Movimento defendeu mudanças na Marinha». UOL Educação. Consultado em 1 de maio de 2012. Cópia arquivada em 25 de janeiro de 2012